# Geschichte Wallerfangens

Wappen Wallerfangens; Die Wappenelemente sind bereits in einem als „Stadtsiegel“ bezeichneten Abdruck von 1614 enthalten und verweisen wahrscheinlich auf die früheren vier Mühlen im Ort (Mühleisen), den Sitz des deutschen Bellistums des Herzogtums Lothringen im Ort (Lothringerkreuz) sowie einen früheren Gerichtssitz (Stern). Die blaue Grundfarbe des Wappens kann auch als Hinweis auf das in Wallerfangen abgebaute Wallerfanger Blau gedeutet werden.

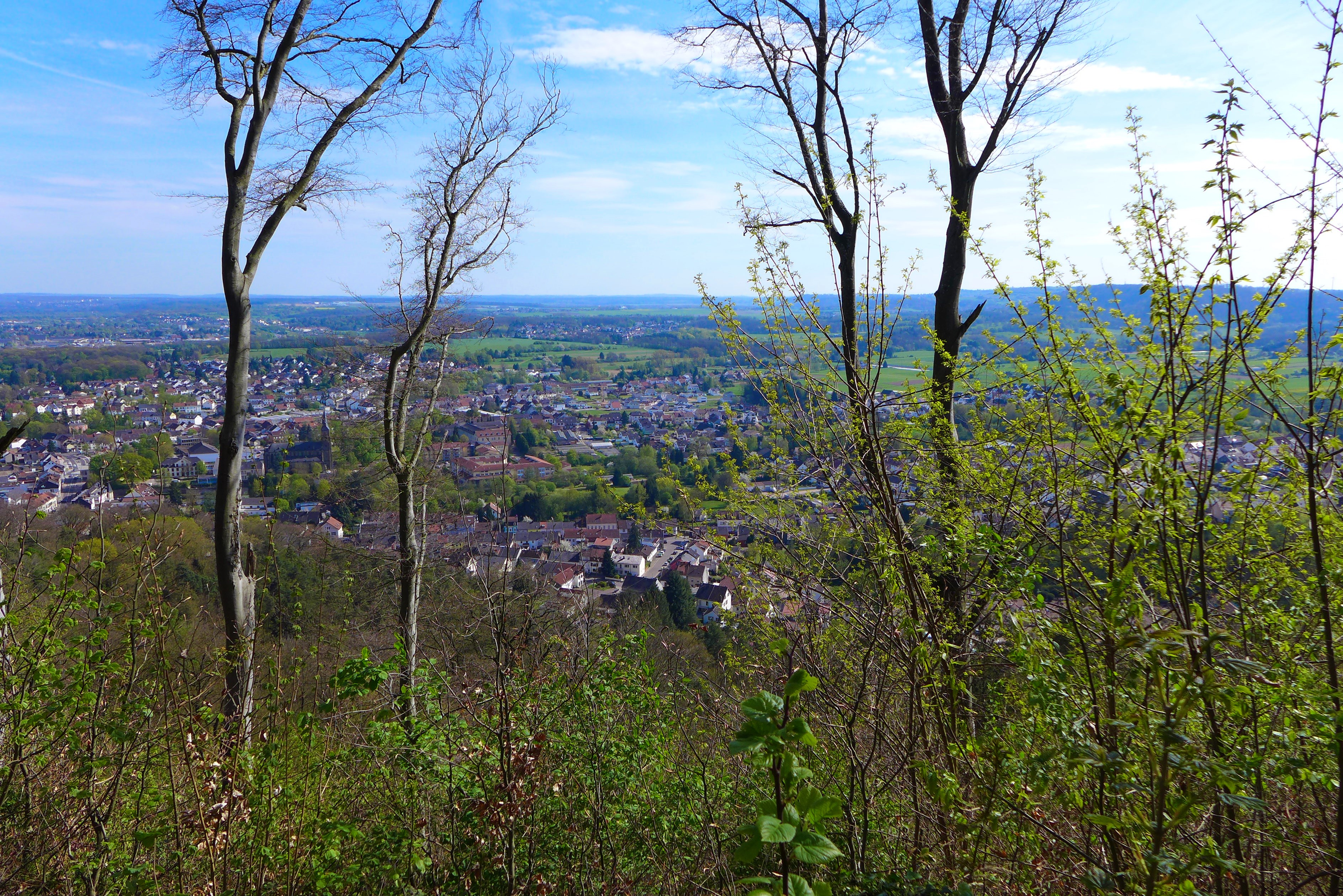
Ortszentrum von Wallerfangen mit der Pfarrkirche St. Katharina vom Limberg aus gesehen

Wallerfangen (französisch Vaudrevange) ist eine Gemeinde im Landkreis Saarlouis rund 25 km nordwestlich von Saarbrücken unmittelbar an der Grenze zu Frankreich gelegen. Sie liegt im mittleren Saartal gegenüber der Mündung der Prims in die Saar.

## Vor- und Frühgeschichte

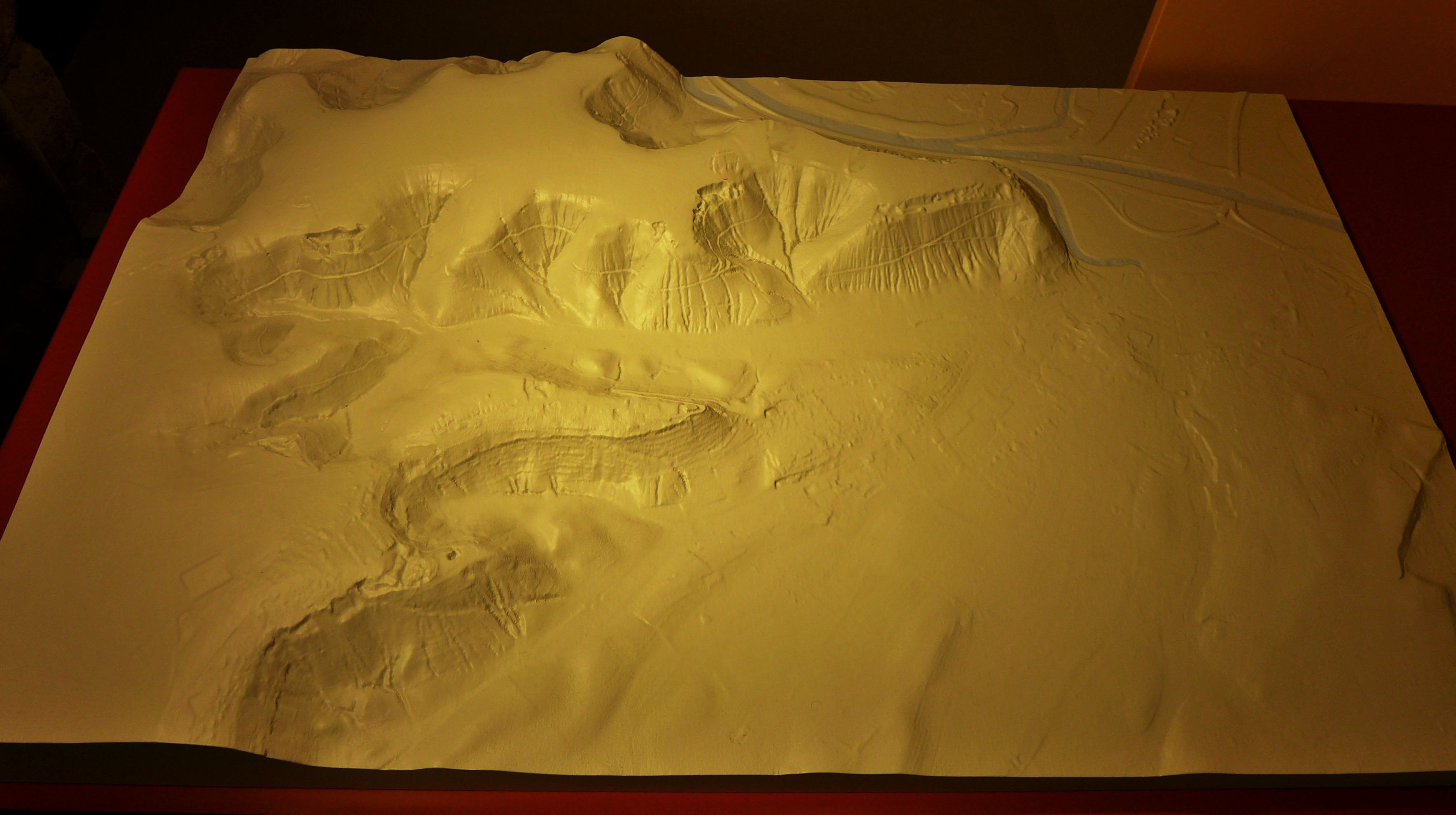
Wallerfangen, Geographisches Relief des Saartales und der Limberghöhen in der Gemarkung Wallerfangens (Historisches Museum Wallerfangen)

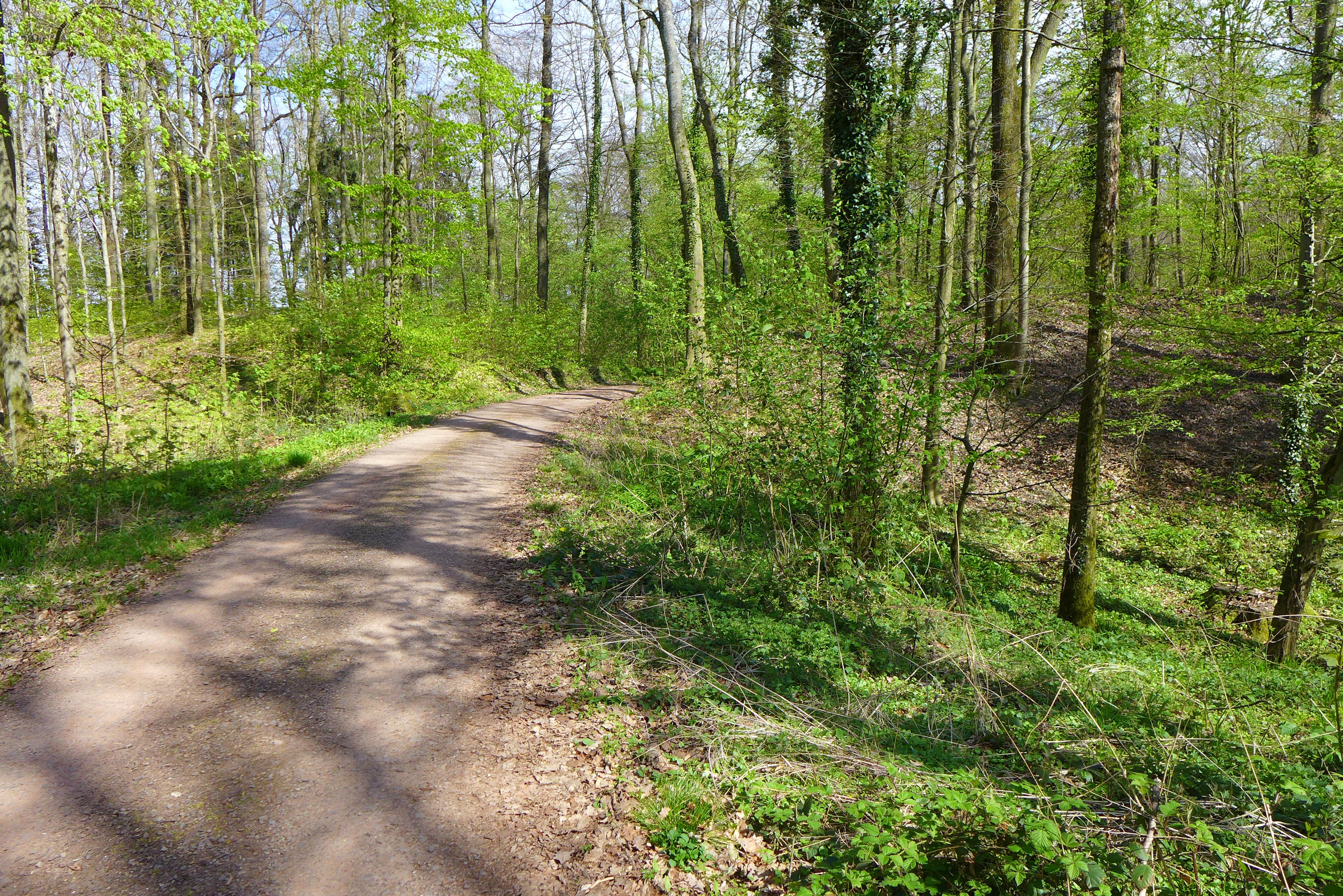
Wallerfangen, Limberg, Keltische Wallanlage mit vorgelagertem Graben

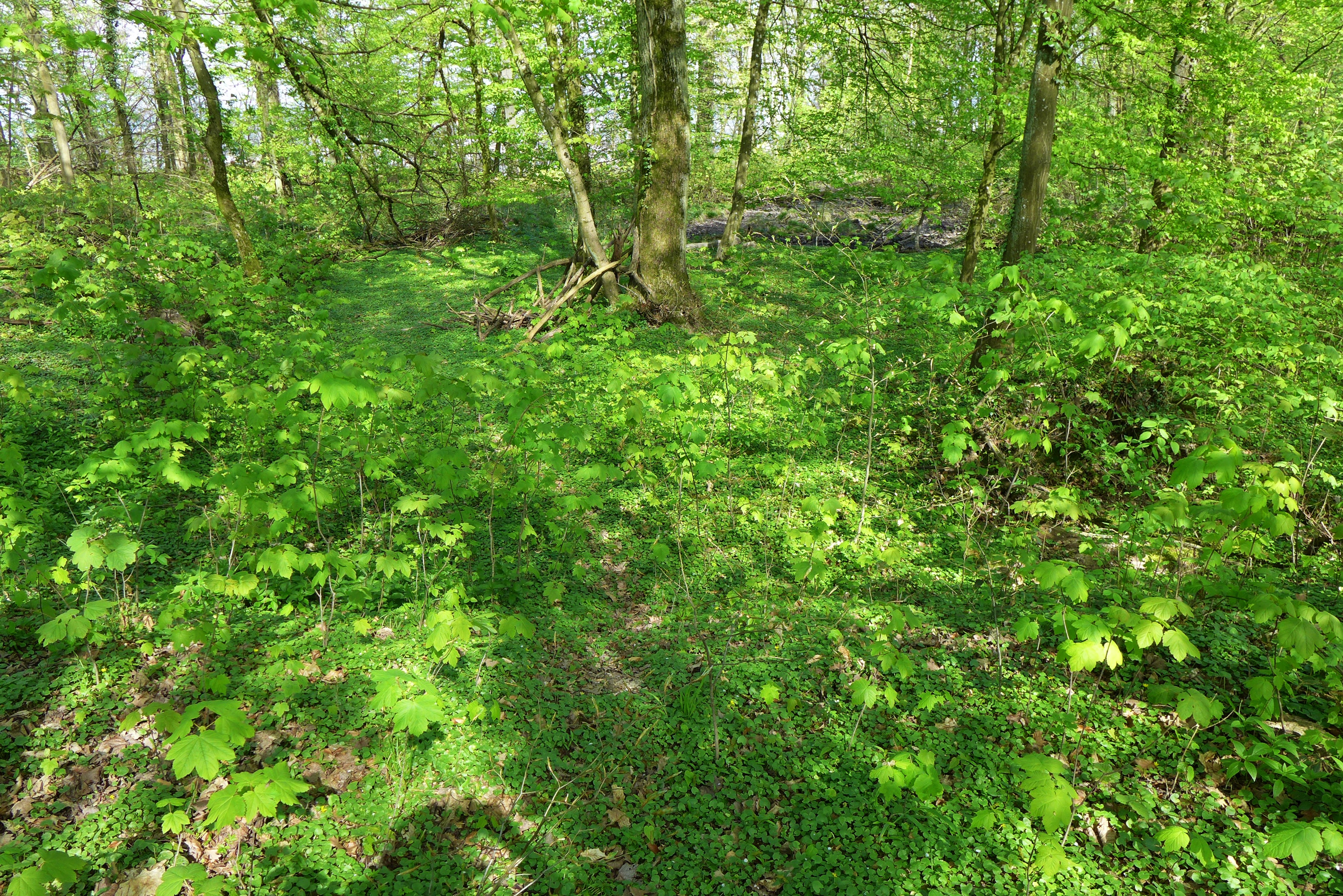
Wallerfangen, Limberg, Überreste des Wasserbassins „Grüner See“

Ältester Bodenfund ist der paläolithische Faustkeil von Wallerfangen, ein Lesefund aus dem Jahr 2018. Auch Neolithikum, Kupferzeit und Frühbronzezeit sind nur durch Lesefunde vertreten. Erst reiche Bronzedepots der späten Urnenfelderzeit (9. Jh. v. Chr.), eine mehrfach gestaffelte Abschnittsbefestigung der Hallstattzeit (8.–6. Jh. v. Chr.) auf dem sich an der Saar annähernd 359 m hoch erhebenden, halbinselartigen Bergmassiv des Limberges sowie ein Gräberfeld mit einem durch goldene Hals- und Armringe ausgezeichneten „Fürstinnengrab“ der spätesten Hallstattzeit (um 500 v. Chr.) und beginnenden Latènezeit belegen eine Zentrumsfunktion des Wallerfanger Raumes im letzten Jahrtausend v. Chr. Die Funde aus Wallerfangen gehören heute zu den Schätzen der Museen in Saint-Germain-en-Laye (Musée d’Archéologie Nationale), Bonn (Rheinisches Landesmuseum Bonn) und Trier (Rheinisches Landesmuseum Trier).
Die Ausläufer des Bergplateaus nach Nordwesten (Richtung Itzbach), nach Nordosten (Richtung Pachten) sowie nach Südosten (Richtung Wallerfangen) haben annähernd das gleiche Höhenniveau wie die Plateaumitte. Alle Hänge fallen etwa 150 m steil ab und boten so den Menschen der Hallstattzeit Schutz vor Angreifern. Die beherrschende Stellung des Berges wurde zuletzt im Zweiten Weltkrieg militärisch genutzt, als die US-Armee den Limberg einnahm und von dort im Winter 1944/1945 monatelang Dillingen/Saar mit seinen Industrieanlagen der Dillinger Hütte sowie das Primstal bis zur vollständigen Eroberung im März 1945 sturmreif schoss.
Von der nahezu uneinnehmbaren Lage hat man eine weite Sicht saarauf- und saarabwärts und kann darüber hinaus die Täler der Nied und der Prims gut einsehen. Eine Kontrolle der Saarübergänge war ebenfalls möglich. In römischer Zeit schütze das auf der rechten Saarseite im heutigen Pachten gelegene Kastell Contiomagus den Saarübergang, im Mittelalter versahen die Höhenburg Siersburg und die Wasserburg Dillingen dieselbe Funktion.
Für die Menschen der Hallstattzeit bot sich der Limberg als natürliche Bergfestung darüber hinaus aus dem Grund an, da zu Füßen des Berges sumpfige Wiesen den Zugang zu den Hängen schützten: Den östlichen Zugang zur befestigten Höhe schützte die Saar, den südlichen Hang der Wallerfanger Lumpenbach im Sonnental und im Nordwesten erschwerte der Itzbacher Mühlbach eine schnelle Erstürmung. Das Bergplateau ist auf ebenem Wege nur von der Saargauhöhe aus zugängig. Westlich des heutigen Dorfes Oberlimberg befindet sich eine relativ schmale Zugangsstelle von etwa 150 m, die durch die Anlage eines Grabens, des sogenannten „Landgrabens“ oder „Marlboroughwalls“, geschützt wurde. Die Bezeichnung Marlboroughwall bezieht sich auf John Churchill, Duke of Marlborough, der hier in der Saar-Mosel-Gegend im Spanischen Erbfolgekrieg als Oberbefehlshaber der englischen Truppen im für England wenige erfolgreichen Feldzug von 1705 seinem Gegenspieler Claude-Louis-Hector de Villars, dem General-Marschall von Frankreich, gegenübergetreten war. Mitte Juni 1705 musste sich Marlborough mit dem Rest seiner Truppen kampflos zurückziehen. Damit war der Plan einer englischen Invasion Frankreichs an Mosel und Saar gescheitert, woran das französische Lied Malbrough s’en va-t-en guerre bis heute erinnert.
Die Wälle auf dem Südostausläufer des Limberges, die sogenannten „Schwedenschanzen“ sollen im Dreißigjährigen Krieg von schwedischen Truppen genutzt worden sein. Diese „Schwedenschanzen“ sind als Kernwerk der hallstattzeitlichen Plateaubefestigung anzusehen. Der Teil des Limbergplateaus zwischen Landgraben/Marlboroughwall und den Schwedenschanzen wurde vermutlich als „Vorburg“ genutzt. Die Hauptwallanlage verläuft etwa in Nord-Süd-Richtung und hat eine Länge von ca. 230 m von Steinhang zu Steilhang. Der heutige Weg zum Hof Limberg und seiner Wallfahrtskapelle durchschneidet die Wallanlage und teilt sie in eine nördliche Hälfte von ca. 90 m und eine südliche von ca. 140 m. Der große Hauptwall ist an seinem Fuß 15 m breit und hat heute noch eine Höhe von 3 m. Ursprünglich war er als Holz-Erd-Mauer errichtet worden. Der davor liegende Graben ist etwa 2 m tief und ca. 20 m breit. Der ursprüngliche Durchgang war vermutlich am Südende des Walles, wo heute der „Grüne Weg“ am Südwesthang des Limberges zum Hof Limberg führt. Der Zugangsweg verläuft 6 bis 8 m unterhalb der Plateauhöhe, sodass die Angreifer von oben her von den Verteidigern angegangen werden konnten. Das südliche Ende des großen Walles war bei der Toranlage zur Festung rechtwinklig nach innen hin abgebogen. Von diesem Wallknie aus führte ein Wallansatz hinab zum 8 m unterhalb des Plateaus gelegenen Festungstor hinab. Nach der Passierung dieses Tores lag nach etwa 160 m eine weitere Sperre. Ein zweiter Wall, etwa 300 m hinter dem Hauptwall in Richtung Hof Limberg erschwert zusätzlich den Zugang zur Bergzunge hoch über der Saar. Die heutige Wallkrone ist stellenweise 2,5 m höher gelegen als die davorliegende Grabensohle.
Etwa 30 m südöstlich des zweiten Walles befindet sich eine jüngere, scheinbar unvollendet gebliebene Wallanlage vielleicht des 18. Jahrhunderts in der Form eines offenen Trapezes. Der steile Wall, der noch stellenweise eine Höhe von 2 m aufweist, zieht sich vom Nordosthang des Limberges bis zum heutigen Waldweg, wo er in südöstlicher Richtung umbiegt, um auf einer Länge von 32 m am Waldweg entlangzuführen. Anschließend verläuft er im stumpfen Winkel etwa 20 m nach Osten. Innerhalb dieser Separatanlage befindet sich der sogenannte „Grüne See“, ein Teich von annähernd 20 m Länge und ca. 8 m Breite. Das Wasserbassin könnte als Zisterne im Belagerungsfall genutzt worden sein.
Etwa 100 m vor dem Hauptwall überquert ein 12 m breiter Graben ohne dazugehörigen Wall vor einer niedrigen Geländestufe den Bergrücken. Vielleicht lag hier eine Palisade am Rande der Geländestufe. Ebenso scheint der Nordostausläufer des Limberges, der durch eine Geländestufe vom übrigen Plateau unterschieden ist, durch eine weitere Palisade geschützt worden zu sein.
Die hallstattzeitliche Plateaufestung hat eine Gesamtfläche von 2,5 km2.
Auf dem dem Limberg benachbarten Itzbacher Königsberg (344,7 m) begannen im Jahr 2010 Untersuchungen einer vorgeschichtlichen Höhenbefestigung durch das Landesdenkmalamt des Saarlandes. Die dort vorhandenen Wallanlagen bargen gut erhaltene Reste einer Trockenmauer aus großen Bruch-Sandsteinen ohne Holzversteifung. Die freigelegten Mauern weisen eine Breite von 1,80 m und eine noch erhaltene Höhe von 1,40 m auf. An der Rückseite der Mauern ist eine 6,40 m breite Rampe aus Erde und Steinbrocken aufgeschüttet, über die man im Verteidigungsfall von der Innenseite her die Mauerkrone erreichen konnte. An der Vorderseite der Mauer ist ein breiter Sohlgraben in den Fels gehauen. Keramikscherben deuten auf die späte Bronzezeit oder die Eisenzeit hin. Die Grabungen und deren Auswertungen werden weitergeführt.

## Gallo-römische Epoche

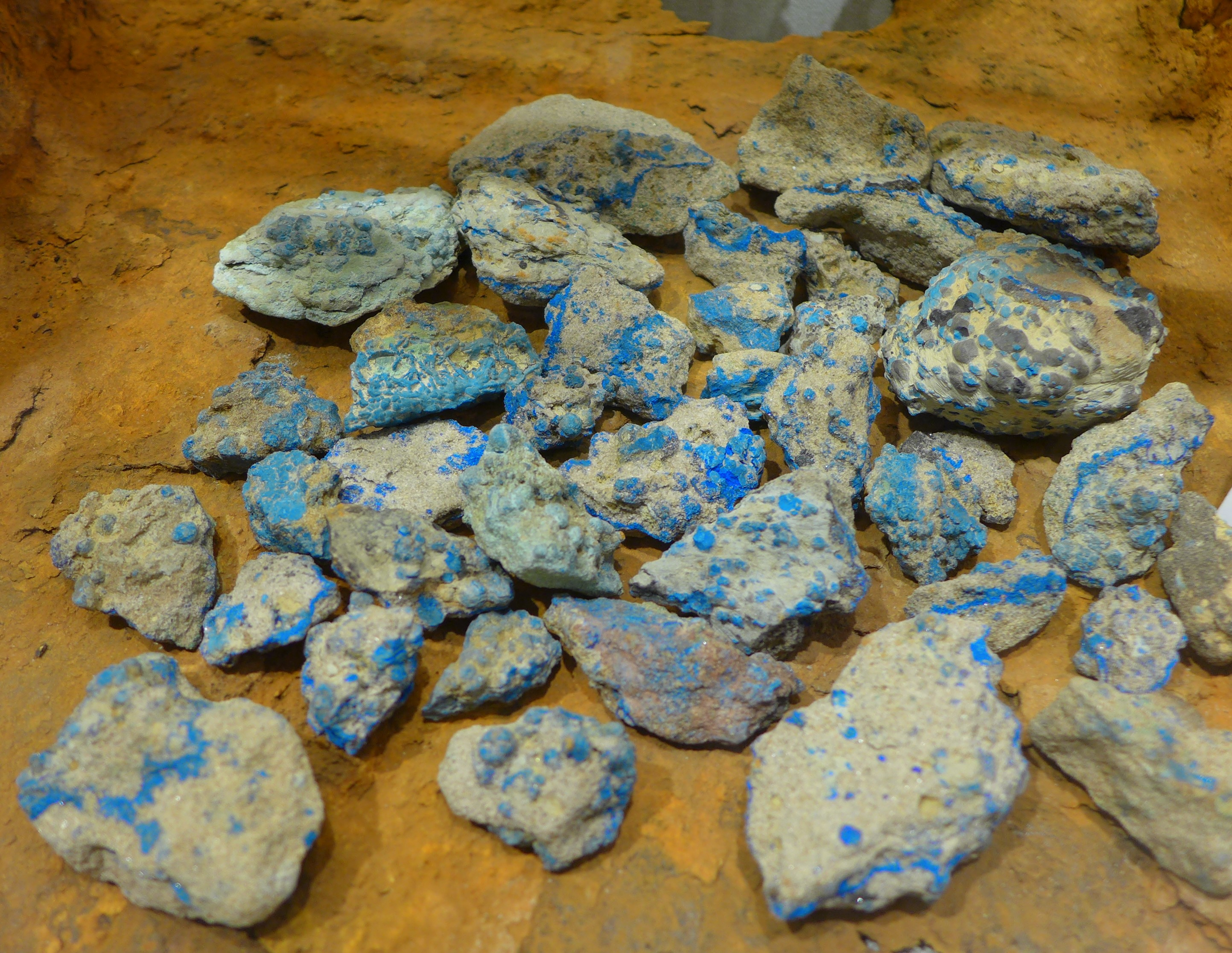
Wallerfanger Azuritgestein (Historisches Museum Wallerfangen)

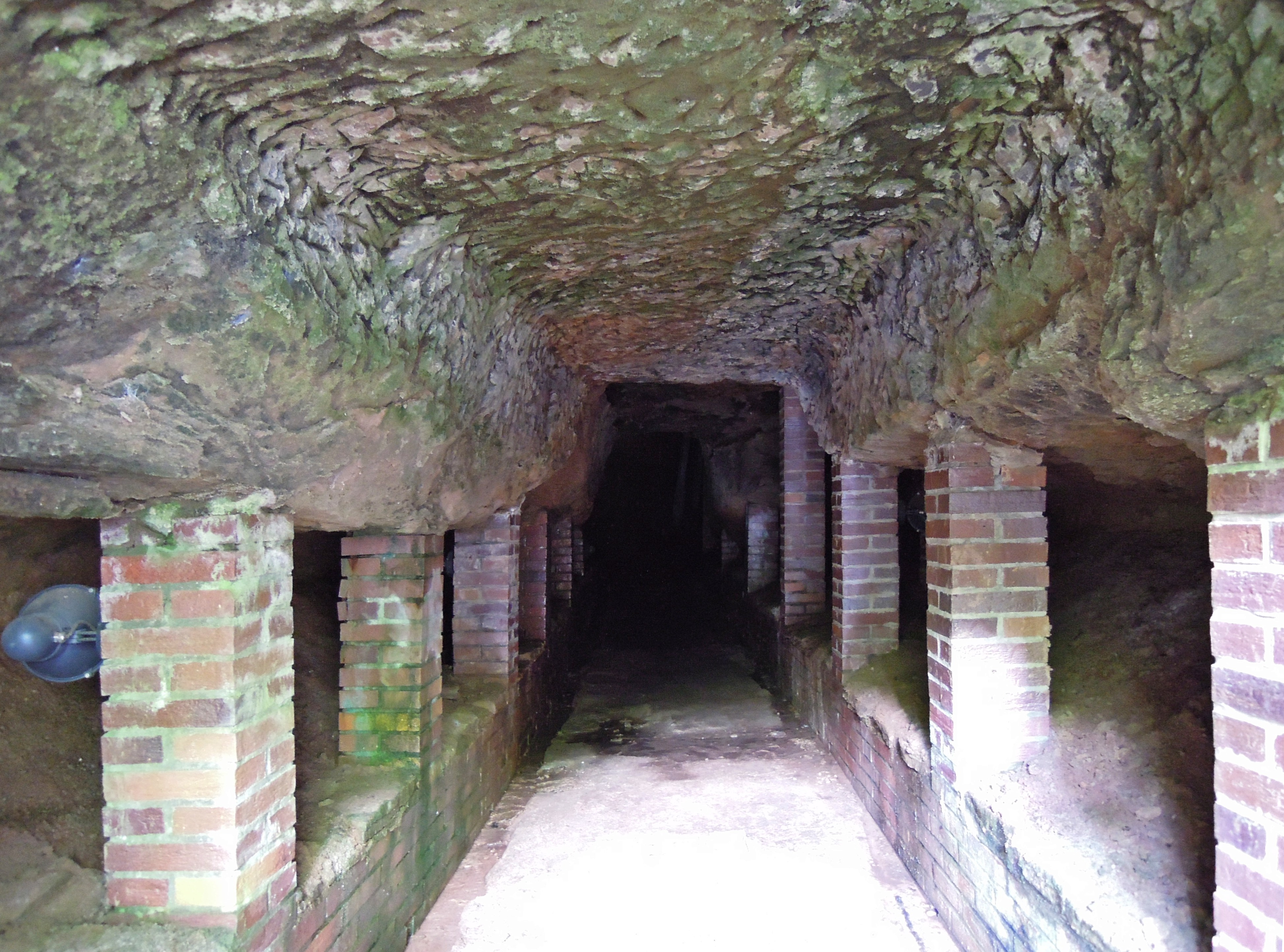
Römischer Emilianusstollen, Oberer Stollen

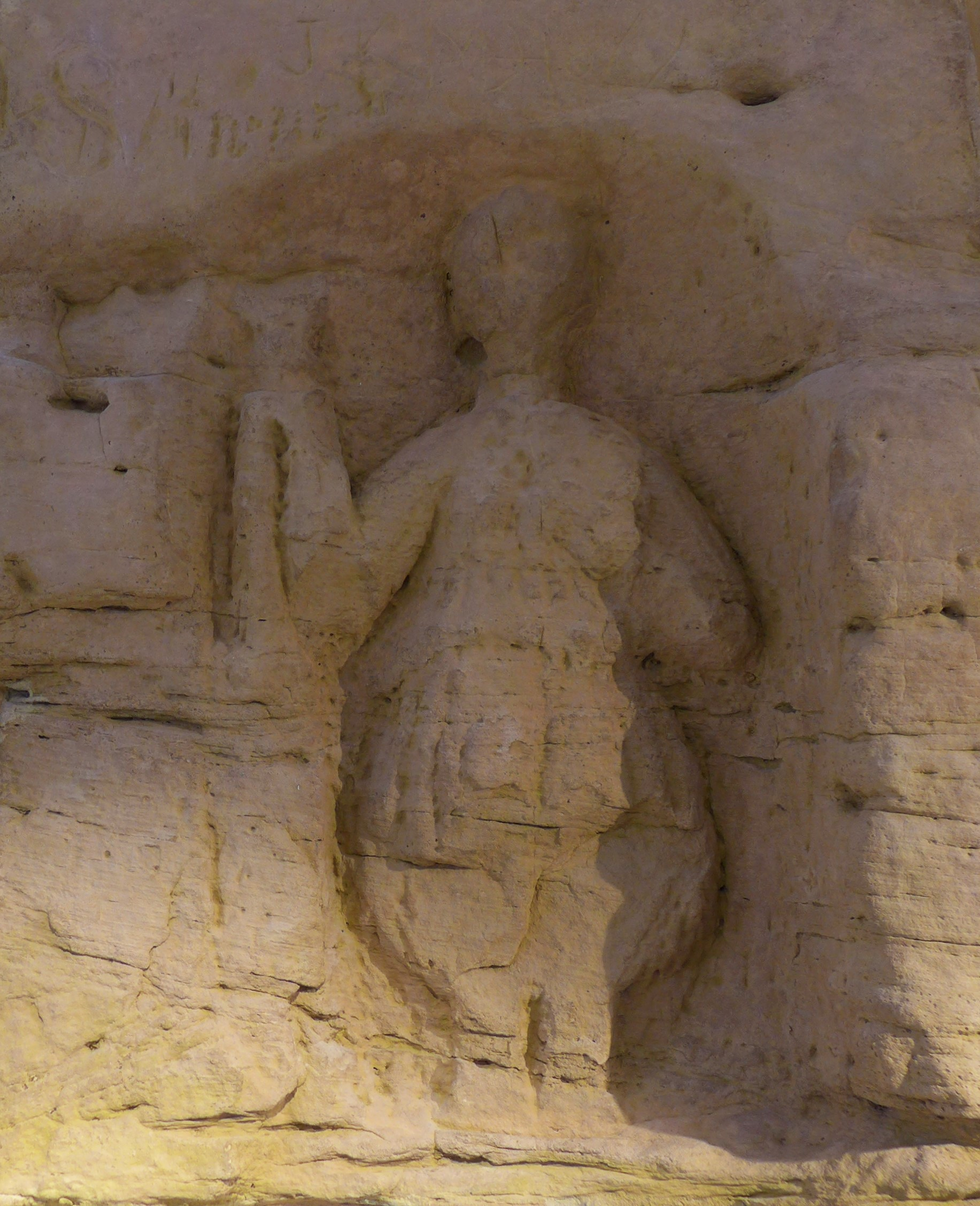
Wallerfangen, Blauwald, Gallo-Römisches Felsrelief „Drei Kapuziner“, Die in eine Felswand gemeißelten Reliefbilder sollen keltische Gottheiten darstellen, Ausschnitt (Kopie im Historischen Museum Wallerfangen)

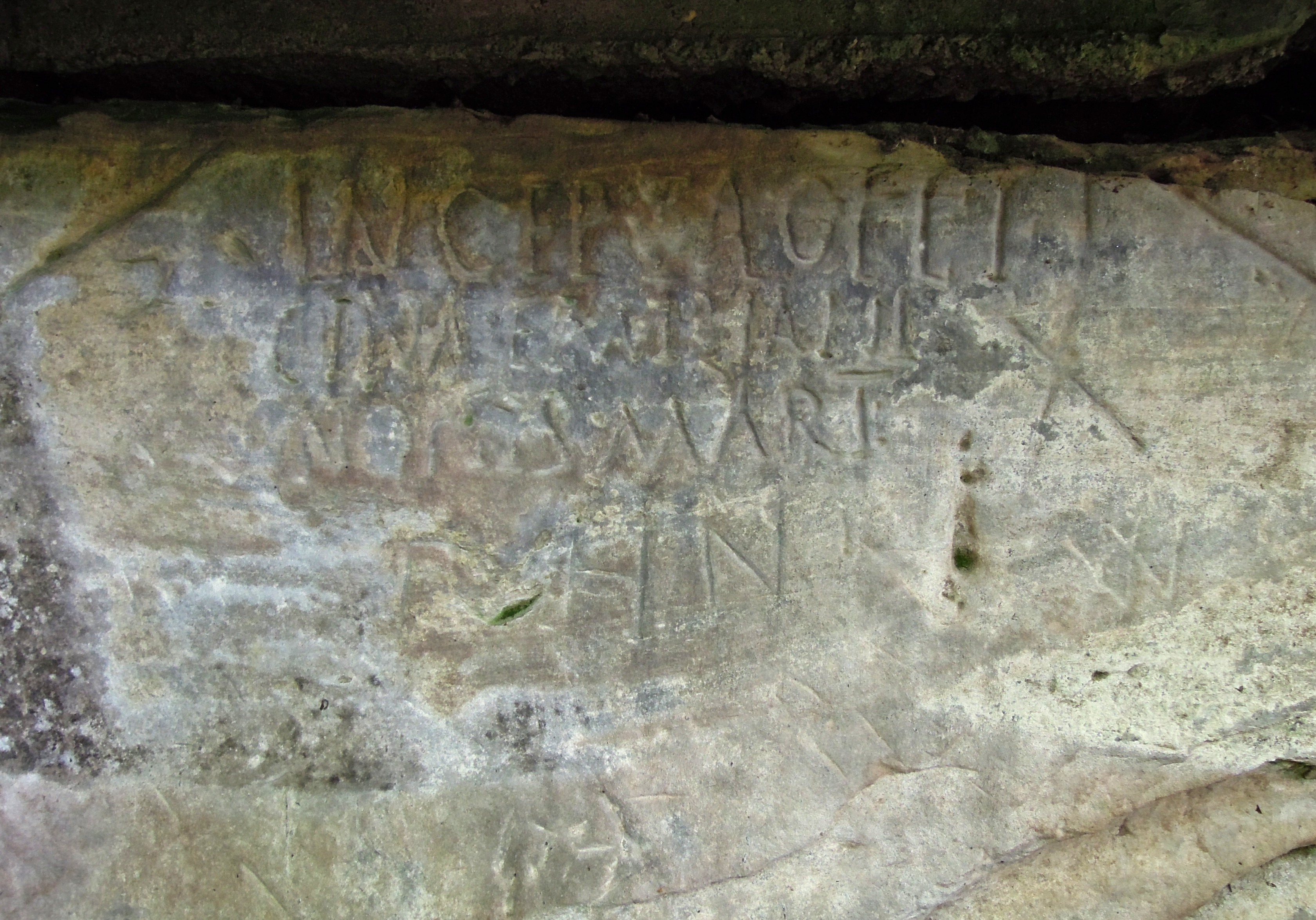
Emilianusstollen, Inschrift: „INCEPTA OFFICINA EMILIANI NONIS MART“

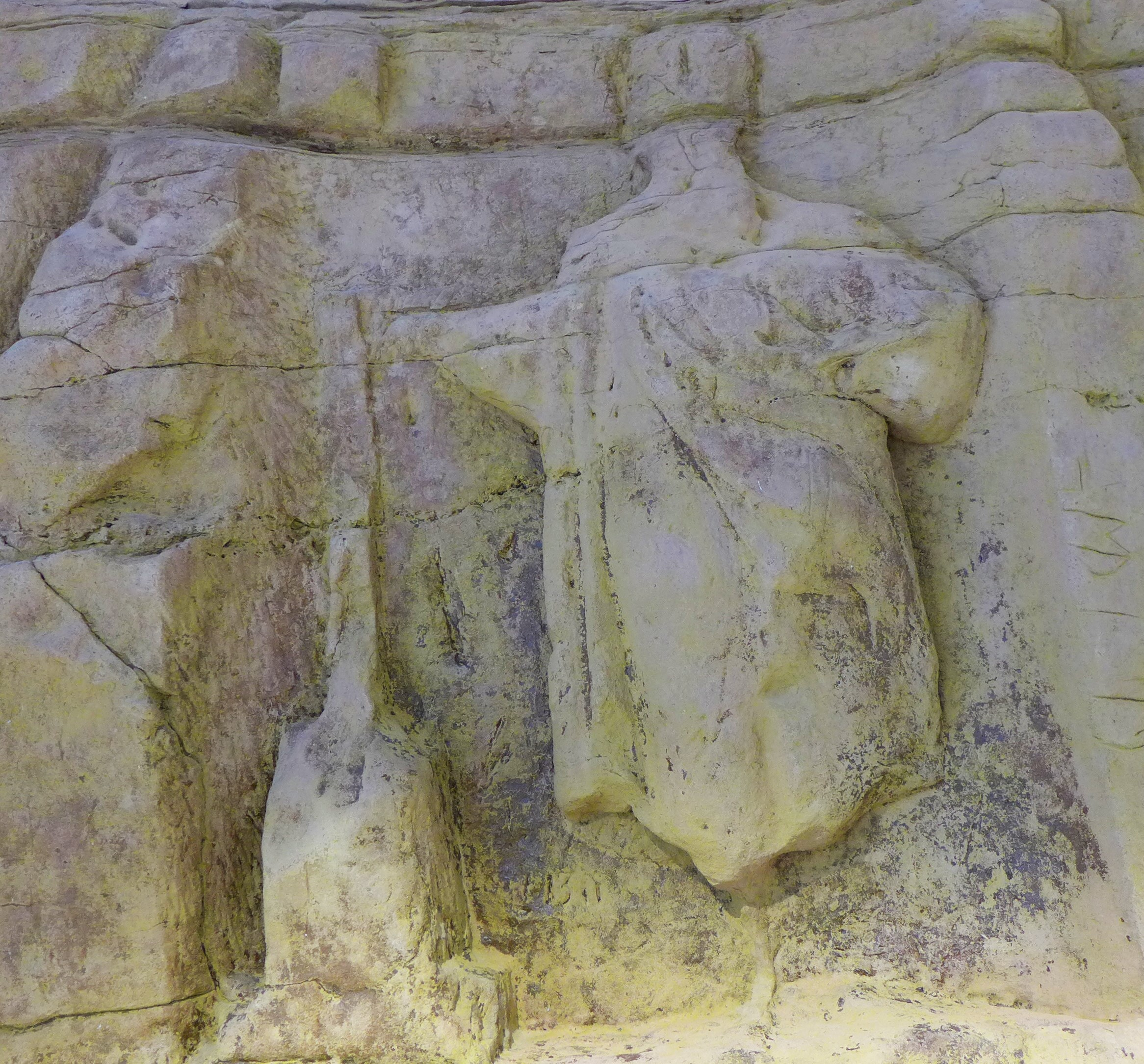
Wallerfangen, Blauwald, Gallo-Römisches Felsrelief „Drei Kapuziner“, Ausschnitt (Kopie im Historischen Museum Wallerfangen)

In keltischer Zeit befand sich das heutige Wallerfanger Ortsgebiet im Einflussbereich der Stämme der Treverer und Mediomatriker.
In römischer Zeit wurde mit der Gründung des Vicus Contiomagus der Zentralort von der linken auf die rechte Saarseite verlegt. Der Vicus entstand während der Besiedlungsphase nach der Eroberung Galliens durch Gaius Iulius Caesar von 58 bis 51 v. Chr. Contiomagus lag an der Kreuzung der Fernstraßen Metz-Mainz und Trier-Straßburg, im heutigen Dillinger Stadtteil Pachten, in direkter Grenzlage zur heutigen Wallerfanger Gemarkung. In den Jahren 275/276 wurde Contiomagus im Zuge der Völkerwanderung zerstört und wieder aufgebaut. Wallerfangen selbst blieb auf der linken Saarseite als Industriestandort bedeutend. An den Hängen des Limberges sowie im Ortsteil St. Barbara ist römischer Bergbau hinsichtlich der Kupfermineralien Azurit und Malachit im Emilianus-Stollen am Hansenberg aus dem 2.–3. Jahrhundert n. Chr. nachgewiesen. Das Kupfererz trat in fein verteilter Form oder in kleinen, walnussgroßen Nestern im Buntsandstein unterhalb einer Tonschicht auf. Das Kupfer färbt den Oberen Buntsandstein leicht bläulich, sodass der spätere Volksmund mehreren Wallerfanger Gewannen einen diesbezüglich speziellen Namen gab: Blaufels, Blauwald und Blauloch. Das Kupfer trat in zwei Arten auf: einer blauen Kupferlasur bzw. Azurit (2CuCO3•Cu(OH)2) und einem grünlichen Malachit (CuCO3•Cu(OH)2). Diese Kupferverbindungen gelangten durch zirkulierendes Wasser, das entlang einer tektonischen Verwerfung, der Felsbergverwerfung, aufstieg, in den bestehenden Buntsandstein.
Das Produkt aus Azurit, die azurblaue Farbe, fand an vielen Orten in den nordwestlichen Provinzen des Römischen Reiches Verwendung. Die Kupferoxyde wurden vor allem in der benachbarten gallo-römischen Siedlung Contiomagus auf der anderen Saarseite ausgeschmolzen.
Neben dem Mundloch des Stollens am Hansenberg aus dem 2./3. Jahrhundert hat sich eine lateinische Inschrift erhalten, mit der ein gewisser Emilianus den Besitz an seinem Bergwerk und einen fristgerechten Abbaubeginn anzeigte: „INCEPTA OFFICINA EMILIANI NONIS MART“ (dt. Übersetzung: Emilianus hat den Betrieb an den Nonen des März begonnen.). Es ist die einzige erhaltene derartige lateinische Inschrift nördlich der Alpen. Die Inschrift wurde erstmals im Jahr 1859 bei einer Ausgrabung durch den Metzer Ingenieur Jacquot beschrieben. Der Stollen, den Emilianus damals graben ließ, ist der einzige heute für Besucher zugängliche römische Bergwerksstollen in Deutschland. Der saarländische Landeskonservator und Leiter des Museums für Vor- und Frühgeschichte in Saarbrücken Reinhard Schindler begann im Jahr 1964 mit der Freilegung des überschwemmten und zugeschlämmten Stollens. Ein weiterreichender Bereich des Stollens wurde unter Zuhilfenahme von Spezialisten des Deutschen Bergbau-Museums Bochum ab dem Jahr 1966 freigelegt und gesichert. Ab 1992 wurden weitere Bereiche des Stollensystems in einer 9 m tieferen Sohle durch das Deutsche Bergbaumuseum freigelegt und mit einem verzinkten Stahlausbau gesichert. 2021 wurde eine spätmerowingerzeitliche Bronzefibel, wohl aus dem 7. Jahrhundert entdeckt.

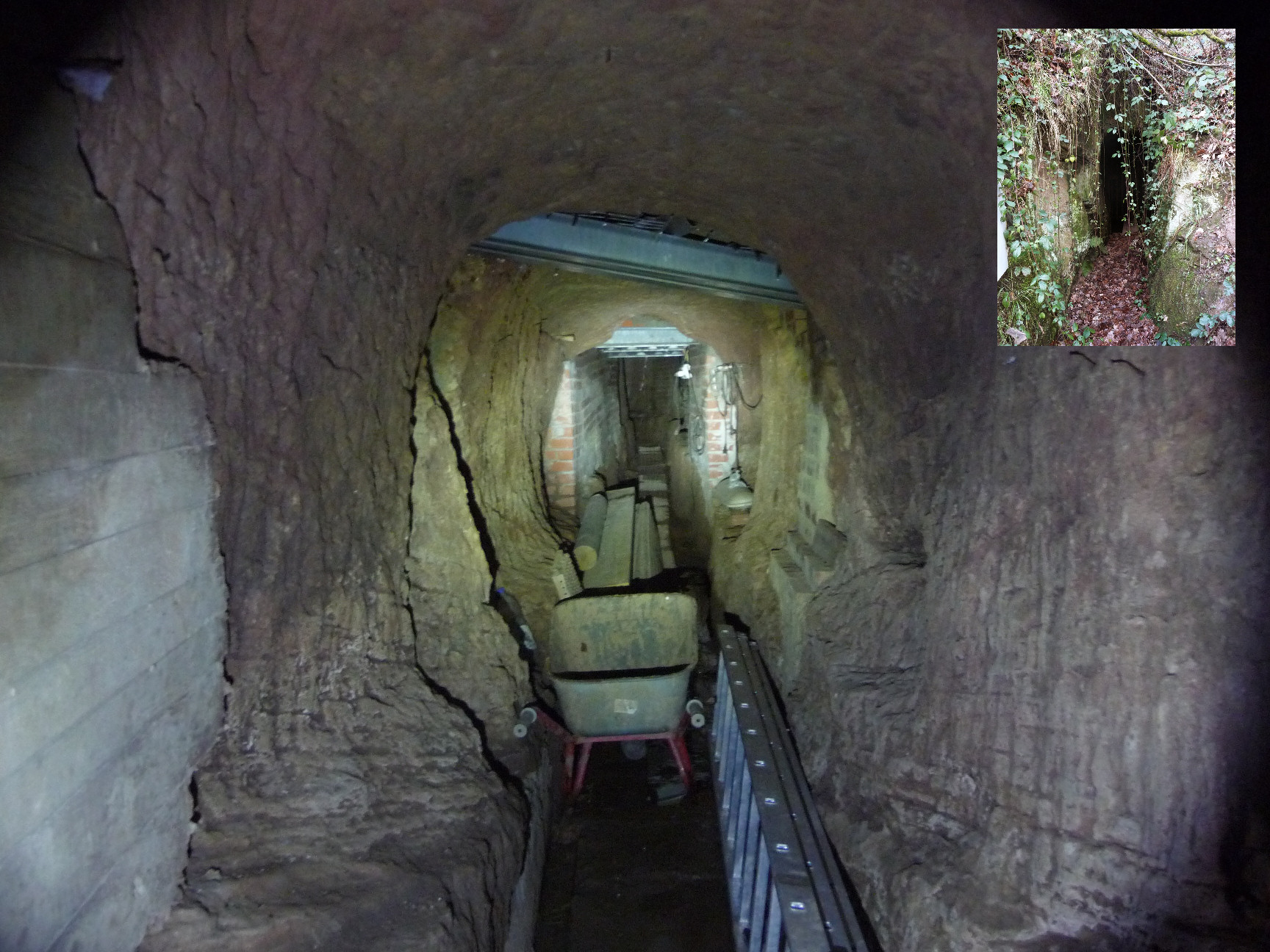
Wallerfangen, Stollen Bruss

Mit der Völkerwanderung endete für lange Zeit der Abbau von Azurit in Wallerfangen. Erst im ausgehenden Mittelalter begann wieder eine Förderung des „Azzuro della Magna“ bzw. „Azzuro del Almagna“ (Deutsches Blau), das bis nach Italien gehandelt wurde. Die Förderung und der Handel mit Azurit blühte vom 15. bis zum 17. Jahrhundert. Aussagen aus dem Werk „Fröhliche Heimfahrt“ des frühneuzeitlichen Dichters Caspar Scheidt aus dem Jahr 1553 lassen vermuten, dass auch der Nürnberger Renaissance-Künstler Albrecht Dürer mit „Wallerfanger Blau“ malte.
Die erste Erwähnung des spätmittelalterlich-frühneuzeitlichen Abbaues von Azurit datiert in das Jahr 1492, als der herzoglich-lothringische Einnehmer Hans von Pfaffenhofen den Abbau in einer Abrechnung verzeichnete. Im Jahr 1515 besaßen 15 Unternehmer Abbaurechte am Hansenberg, am Limberg, im Blauwald sowie bei der Humburg, der vermutlichen Festungsanlage der hochmittelalterlichen Wallerfanger Grafen.
Im 18. Jahrhundert gelang es dem herzoglich-lothringischen Generalunternehmer Jean Jacques Saur, die Konzession für den gesamten Bergbau im Herzogtum Lothringen zu erhalten. Im Jahr 1746 wurde ihm die Konzession auch für den Abbau der Kupfermineralien in Wallerfangen bestätigt. Doch nun sollte das Erz der Kupfer- und nicht mehr der Farbproduktion dienen. Aufgrund des geringen Ertrages musste das Unternehmen nach wenigen Jahren aufgegeben werden. Eine Wiederaufnahme des Abbaues erfolgt im Jahr 1793, als man mit Sprengarbeiten am Limberg begann, doch auch hier wurden die Arbeiten nach kurzer Zeit wegen geringer Aussichten auf Rendite wieder eingestellt.
Einen neuen Versuch zur Gewinnung von Kupfer startete im Jahr 1855 Bergbauinspektor Daub mit der Gründung der „Gewerkschaft Paul’s Hoffnung“. Die Unternehmung basierte auf dem Versuch, die bisher unberücksichtigt gebliebenen kupferhaltigen Gesteine in den bisherigen Stollen im Nahtenkeller, im Blauwaldstollen und im Stollen Bruss sowie im neu abgeteuften Stollen in der Sonnenkuppe am Limberg durch chemische Auslaugung nutzbar zu machen. Hierbei wurde das Gestein mit Salzsäure behandelt. Im Sonnental errichtete man dazu im Jahr 1864 eine Läuterei, in der die geförderten Gesteine in einem Dampfwalzwerk zermahlen und in Bottichen mit Salzsäure ausgelaugt wurden. Unter Hinzugabe von Eisenblechabfällen der nahegelegenen Dillinger Hütte wurde das Kupfer in der Flüssigkeit ausgefällt, sodass ein Zement-Kupfer-Schlamm entstand. Diesen Schlamm transportierte man per Schiff nach Linz am Rhein, wo er weiterverarbeitet wurde. Infolge der hohen Transportkosten und der gestiegenen Herstellungskosten für Salzsäure, musste die Unternehmung bereits im Jahr 1866 wieder eingestellt werden. Die Läutereigebäude im Sonnental (Nähe des heutigen Hauses Sonnental, kurz bevor der Weg nach Oberlimberg abzweigt) wurden um 1932 abgebrochen.

## Mittelalter

### Fränkische Eroberung

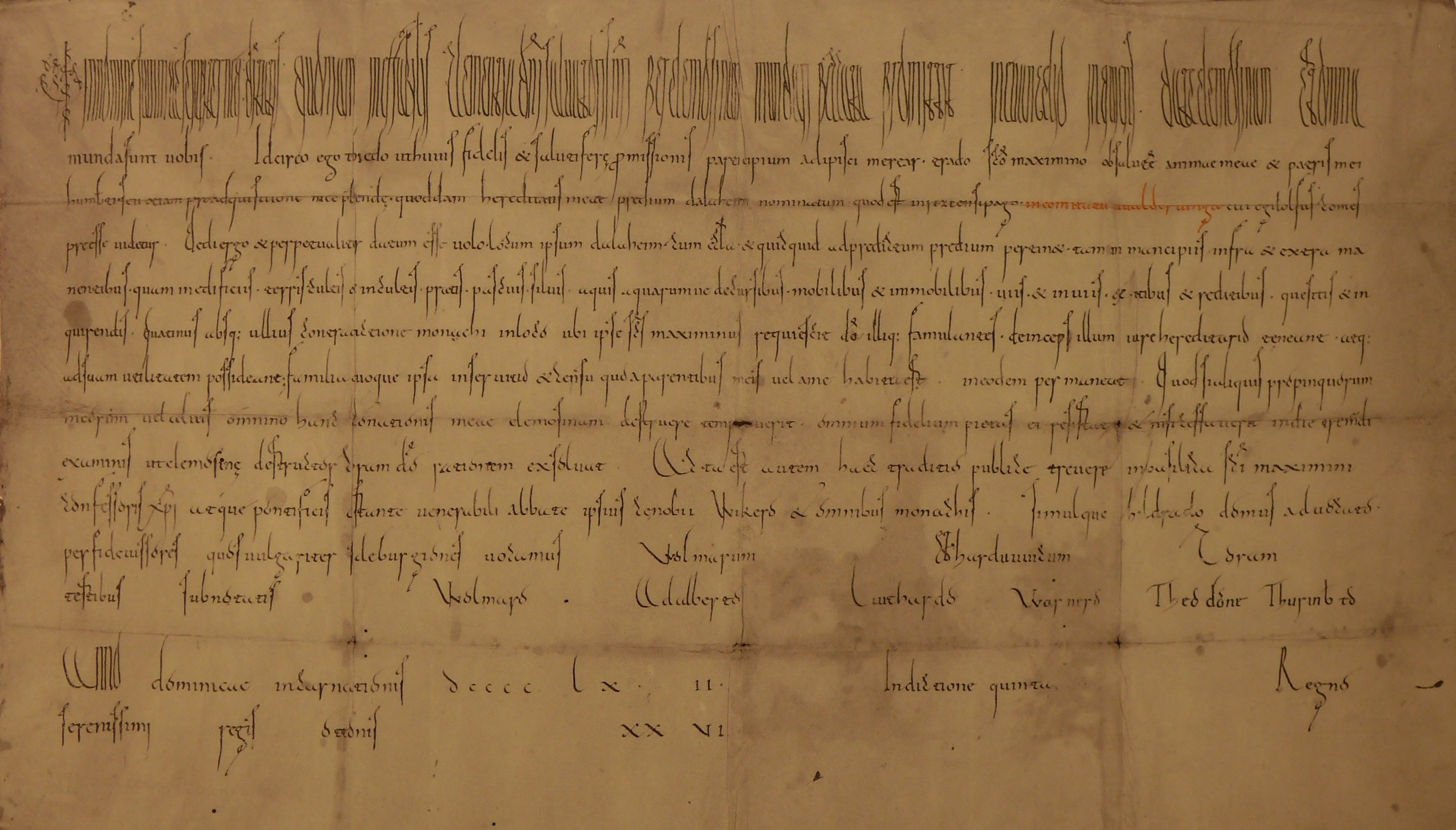
Wallerfangen, Ersterwähnungsurkunde des Ortes „uualderuinga“ aus dem Jahr 962, Universitätsbibliothek Heidelberg, Nr. 321

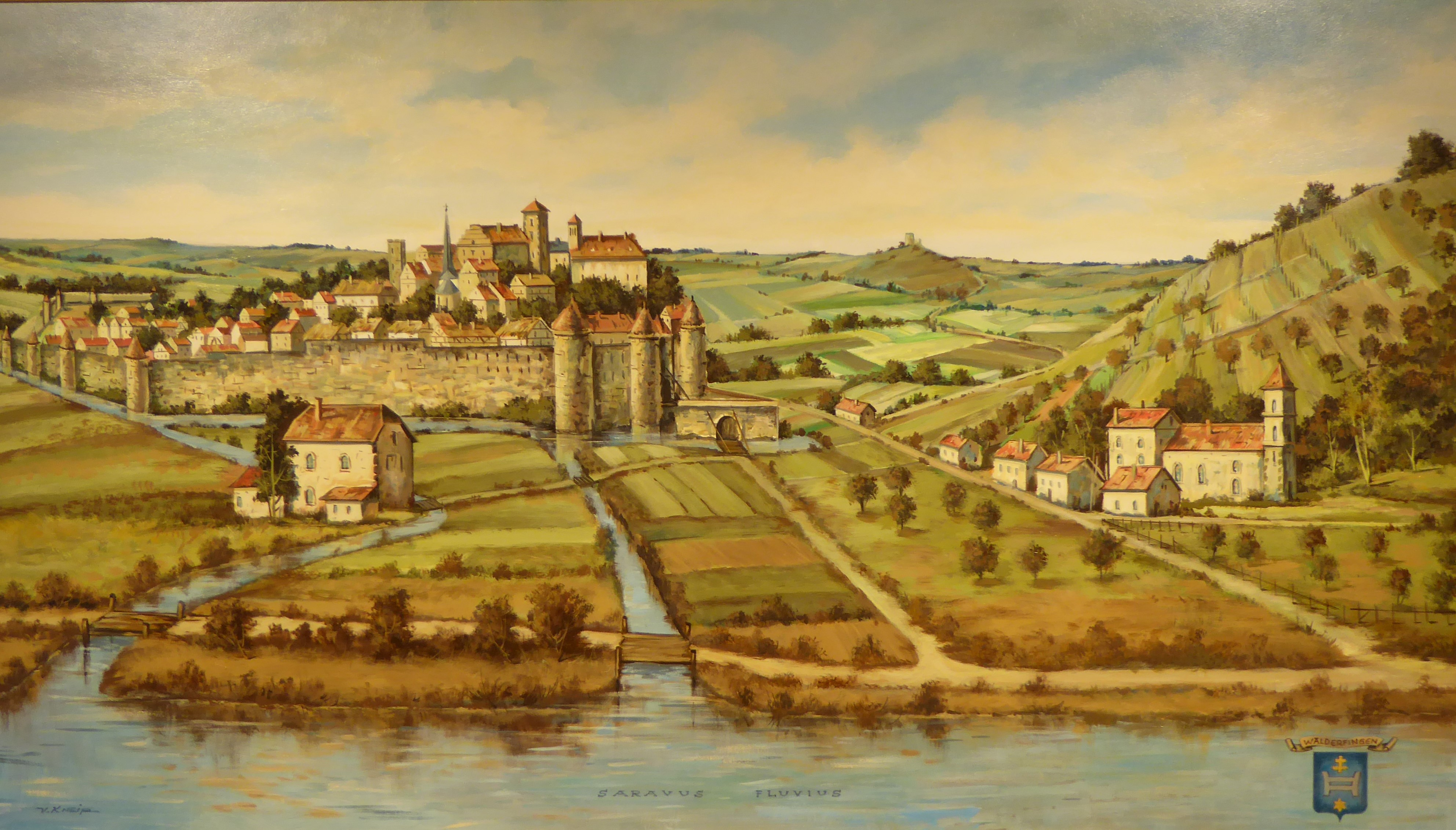
Wallerfangen, Rekonstruktion der mittelalterlichen Stadtanlage vom Saarufer aus; rechts der Lumpenbach; links der Mühlenbach (Heimatmuseum Wallerfangen)

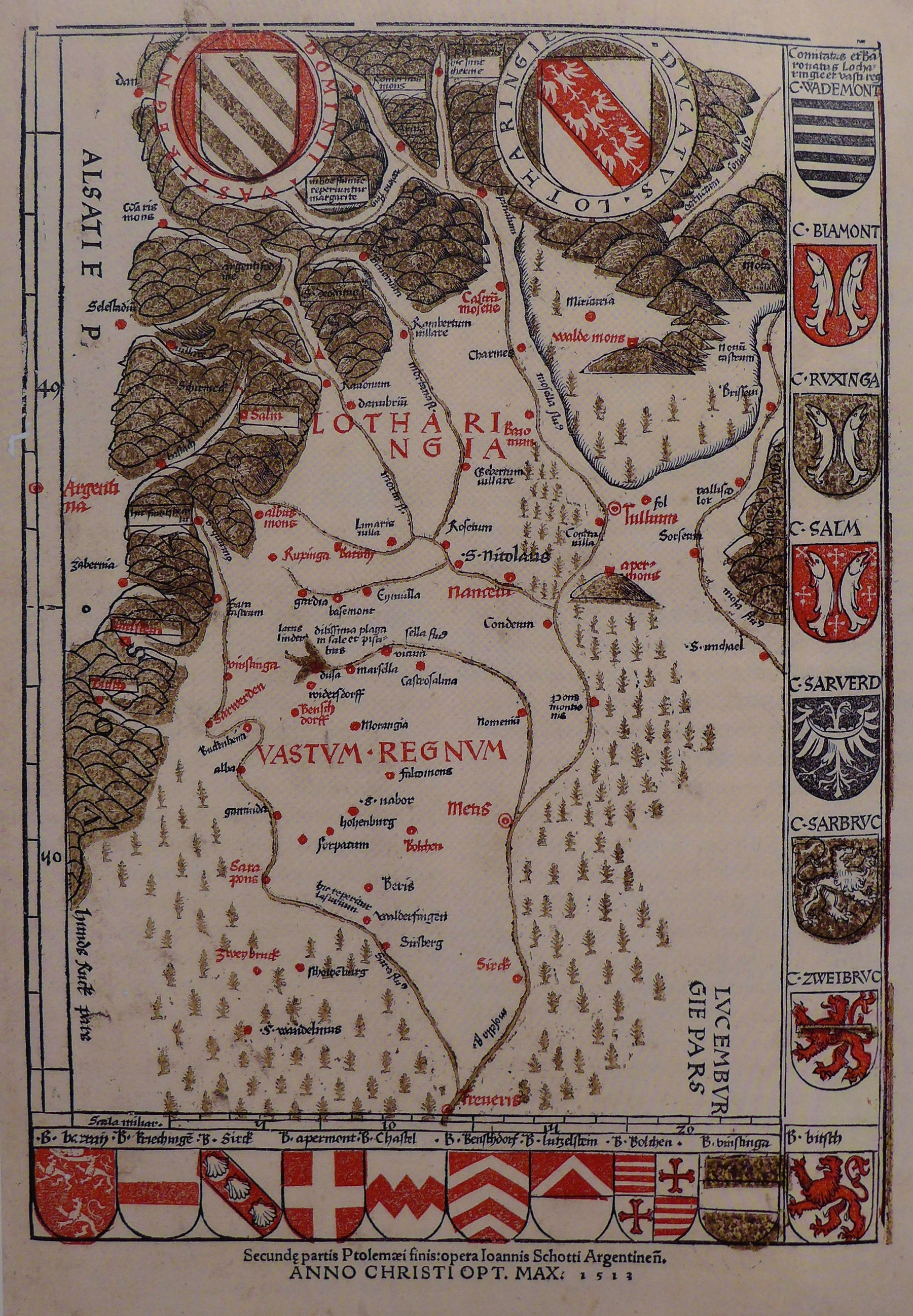
Wallerfangen auf der Lothringenkarte von Martin Waldseemüller (1513)

Nach dem Untergang des Weströmischen Reiches im Jahr 476 und der Schlacht bei Soissons im Jahre 486 (oder 487), die der salfränkische Herrscher Chlodwig I. für sich entscheiden konnte, begann eine neue Etappe der Region unter der Herrschaft des Frankenreiches. Fränkische Gräber der jüngeren Merowingerzeit (frühes 7. Jh. n. Chr.) im Ortsteil Rammelfangen belegen den Beginn germanischer Besiedlung im frühen Mittelalter.

### Teil Lotharingiens
Mit dem Vertrag von Verdun vom 10. August 843 wurde das Gebiet der heutigen Gemeinde Wallerfangen als Teil des fränkischen Mittelreiches Kaiser Lothar I., einem Enkel Karls des Großen, als unmittelbarer königlicher Herrschaftsbereich (Lotharii Regnum) zugeteilt. Nachfolger Lothars I. als König (jedoch ohne die Kaiserwürde) wurde dessen Sohn Lothar II.; er gab dem Großterritorium die Bezeichnung „Lotharingien“ („das Reich Lothars“). Nachdem König Heinrich I. die Zentralgewalt im Ostfrankenreich wiederhergestellt hatte, unterwarf sich ihm im Jahr 925 auch der lothringische Herzog Giselbert. Heinrich gliederte das Herzogtum Lothringen als fünftes Stammesherzogtum in das Ostfrankenreich ein. Somit kam im Jahr 925 auch das heutige Ortsgebiet mit dem lothringischen Herrschaftsterritorium endgültig an das ostfränkische Reich.

### Teil Oberlothringens
Mit dem Zerfall des alten Herzogtum in die Herzogtümer Oberlothringen und Niederlothringen kam das heutige Ortsgebiet Wallerfangens zu Oberlothringen (Bestand als Herzogtum bis 1766) und war Teil des herzoglichen Hausbesitzes.
Die urkundliche Überlieferung setzt im 10. Jh. n. Chr. ein. Die erste urkundliche Nennung Wallerfangens datiert in das Jahr 962. Der Name Wallerfangen trat hier als „uualdervinga“ erstmals in Erscheinung. In der Urkunde aus dem Jahre 962 bezeichnet er eine Grafschaft, als deren Graf Egilolf genannt wird. Ein in der Grafschaft gelegener Besitz eines Mannes namens Thido wird der Reichsabtei St. Maximin in Trier zur Förderung von dessen Seelenheil übergeben.

„Im Namen der höchsten und ewigen Gottheit. Da ja die unbeschreibliche Güte unseres Herrn und Retters verspricht, dass durch Almosen die Sünden gereinigt werden, indem er im Evangelium spricht, gebt Almosen und alles ist für euch rein, deshalb übergebe ich, Thiedo, um die Teilnahme an diesem sicheren und heilbringenden Versprechen zu verdienen, zu meinem Seelenheil und zu dem meines Vaters Humbertus, aber auch für den Erwerb meiner Pfründe, ein gewisses Gut meines Erbes, Dalaheim genannt, das im Rizzigau in der Grafschaft Walderfinga, dem der Graf Egilolf vorzustehen scheint, liegt.
Ich habe also jenen Ort Dalaheim gegeben und will, dass er für immer gegeben ist, mit der Kirche und was zu dem vorgenannten Gut gehört, sowohl an Hörigen, die innerhalb als auch außerhalb wohnen, als auch an Gebäuden, bebautem und unbebautem Land, Wiesen, Weiden, Wäldern, Wasser und fließenden Gewässern, beweglichen und unbeweglichen Gütern, Wegen und unwegsamen Gebieten, an Ausgängen und Eingängen, an Forderungen und zu Erwerbendem.
Und ich gebe es soweit ohne Widerspruch irgendeines Mönches an dem Ort, wo der heilige Maximin selbst ruht durch Gott. Weiter sollen jene Diener jenes nach Erbrecht halten und zu ihrem Nutzen besitzen. Auch soll die Hofgenossenschaft selbst bei den Diensten und Abgaben bleiben, wie es von meinen Eltern und von mir gehalten worden ist.
Wenn aber irgendeiner meiner Verwandten oder sonst jemand versuchen sollte, das Almosen meiner Schenkung zu vernichten, dann soll die Frömmigkeit aller Ehrlichen ihm Widerstand leisten, und wenn er nicht ablässt, wird er am Tag der furchtbaren Prüfung als Vernichter eines Almosens vor Gott Rechenschaft ablegen.
Geschehen aber ist diese Übertragung öffentlich in Trier in der Basilika des heiligen Maximin, des Bekenners Christi und Bischofs, im Beisein des ehrwürdigen Abtes dieses Klosters, Wiker, und aller Mönche und zugleich des Vogtes des Hauses, Hildrad, durch die Bürgen, die wir volkstümlich Saleburgiones nennen, Wolmar und Harduwich, vor den unterzeichneten Zeugen Wolmar, Adalbert, Liuthard, Warner, Theodo, Thurinbert, im Jahr der Menschwerdung des Herrn 962, in der fünften Indiktion, im 26. Herrschaftsjahr des durchlauchtigsten König Otto.“

Wallerfangen besaß als Grafensitz der Grafschaft Wallerfangen (962 comitatus Walderfinga) zentralörtliche Funktion. Ende des 10. Jahrhunderts wird ein Graf Giselbert von Wallerfangen genannt.

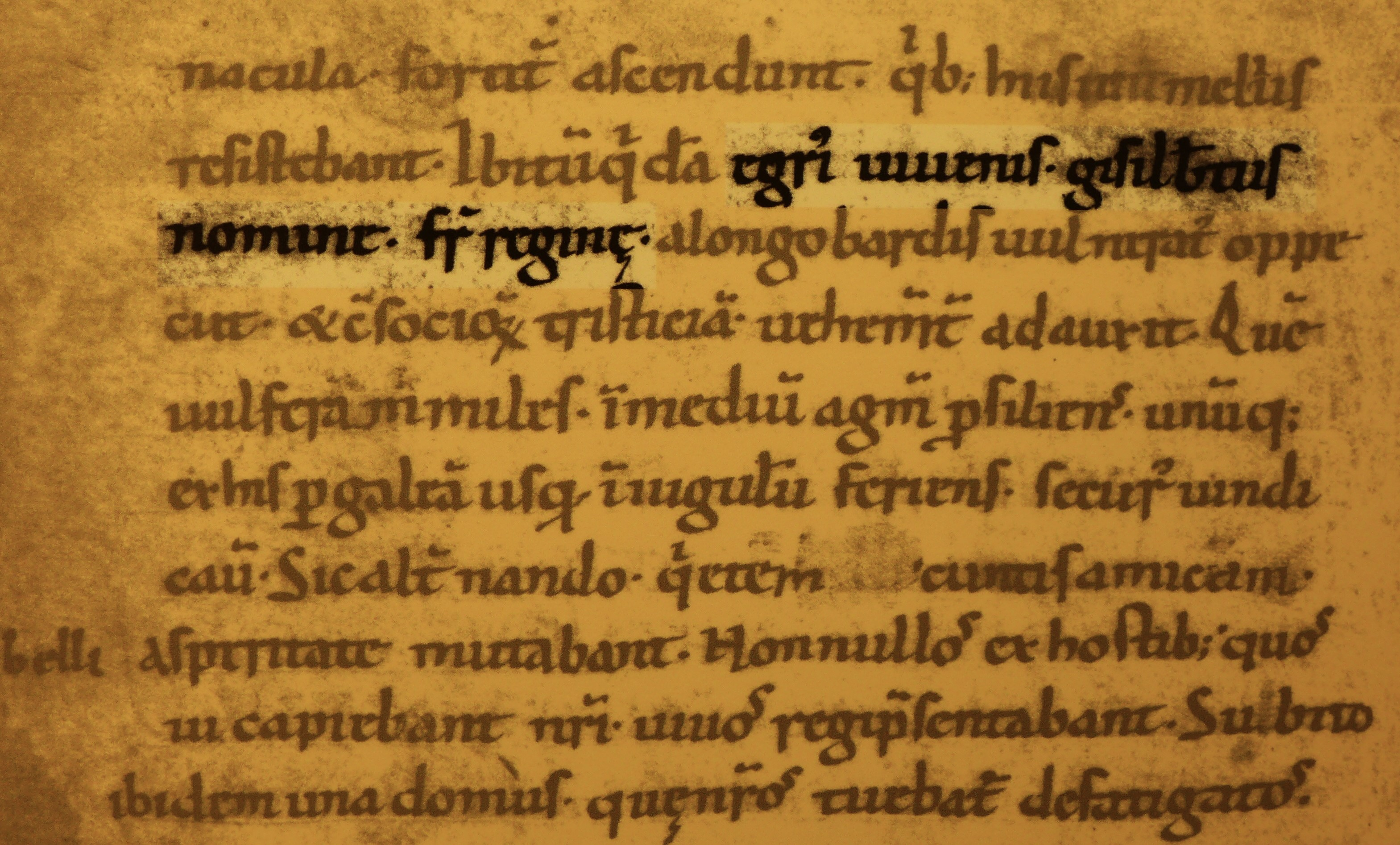
Thietmar von Merseburg, Bischof und Geschichtsschreiber der Ottonenzeit, beschreibt in seiner Chronik das Schicksal des Giselbert (Ausschnitt aus der Dresdener Handschrift der Chronik Thietmars, Faksimile im Heimatmuseum Wallerfangen mit farblicher Hervorhebung der entsprechenden Textpassage)

Bereits unter Giselberts Vater Siegfried von Luxemburg hatten Bestrebungen begonnen, den eigenen Herrschaftsbereich in Richtung der oberen Mosel und der mittleren Saar zu expandieren. Der Machtbereich der Luxemburger konnte dabei saaraufwärts bis nach Wallerfangen ausgedehnt werden. Die Herrschaft Wallerfangen wurde mit Siegfrieds Sohn Giselbert besetzt. Die Grafschaftsbezeichnung lautete „in pago Moselensi, in comitatu Waldelevinga, cui Giselbertus comes preesse videtur“ (dt.: „im Moselgau, in der Grafschaft Wallerfangen, der Graf Giselbert als Graf vorsteht“).
Wallerfangen war keine Gaugrafschaft, sondern ein persönliches Herrschaftsgebilde ohne festgelegte Grenzen. Der Ort an der Saar war dabei ein Hauptstützpunkt der Machtausbreitung. Die Grafschaft Wallerfangen wird in den Urkunden in Beziehung zu drei Gauen zugeordnet: zum Rizzagau, zum Saargau und zum Moselgau. Die Grafschaft Wallerfangen deckte sich aber mit keinem dieser drei Gaue. Giselberts Grafschaft Wallerfangen wird nur im 10. Jahrhundert genannt. Unmittelbare Zeugnisse über Giselberts politisches Handeln sind rar.
Giselberts jüngere Schwester Kunigunde von Luxemburg hatte in der zweiten Hälfte der 990er Jahre Herzog Heinrich von Bayern geheiratet, der am 7. Juni 1002 in Mainz zum deutschen König gewählt und durch Erzbischof Willigis im Mainzer Dom gekrönt wurde. Als Heinrich im Frühjahr 1004 zu einem Italienzug aufbrach, begleitete ihn auch sein Schwager Giselbert von Wallerfangen. Bei einem Aufstand in Pavia gegen den König wurde Giselbert von Wallerfangen verletzt und von Helfern aus dem Kampfgetümmel weggetragen. Er erlag seinen schweren Verletzungen vier Tage später am 18. Mai 1004.
Das Grafenhaus Luxemburg hat das Wallerfanger Gebiet nicht halten können und wurde durch das Haus Lothringen hier verdrängt. Wallerfangen wurde im Lauf seiner Geschichte schließlich Amtssitz des deutschen Bellistums des Herzogtums Lothringen. Es darf vermutet werden, dass der frühe und erbenlose Tod Giselberts für diese Entwicklung mitverantwortlich ist.
Eine ehemalige Turmburg auf dem Gebiet des heutigen Wallerfanger Ortsteils Düren aus dem 10. Jahrhundert, die sogenannte Humburg, wird von Historikern als die Burg Gisilberts angesehen. Auf einem Bergsporn bei Wallerfangen hatte im Jahr 1965 der saarländische Landeskonservator Reinhard Schindler die Fundamente eines mächtigen mittelalterlichen Steinturmes ausgegraben. Sporn und Turm waren durch einen Abschnittswall mit einem zugehörigen Graben abgeriegelt. Die etwa zwei Meter starken Mauern bilden ein unregelmäßiges Rechteck von 13/14,50 m auf 17/19 m. Sie weisen an den Turmecken sorgfältig behauene Sandsteinquader auf. Die archäologischen Befunde lassen auf den Burgtyp „Wohnturm“ schließen. Im Inneren fanden sich verrußte Säulenreste und romanische Architekturteile wie Säulenschäfte, Kapitelle und Rundbögen. Die Säulen, eine trägt eine römische Inschrift, sind römischen Ursprungs, die beim Bau des Gebäudes wiederverwendet wurden. Die Form der gefundenen Kapitelle deutet auf eine Fertigung im 11. Jahrhundert hin. Ein älterer Vorgängerbau ist nicht auszuschließen. Die Historiker Edith Ennen (1953) und Horst Wolfgang Böhme (1992) halten es für denkbar, dass Graf Giselbert hier seinen Sitz hatte. Die Aufgabe der Humburg fällt in die Zeit, als Graf Giselbert im Jahr 1004 ohne Nachkommen stirbt und ab der es keine weiteren schriftlichen Belege für die Grafschaft Wallerfangen mehr gibt.
Entwicklung des Ortsnamens

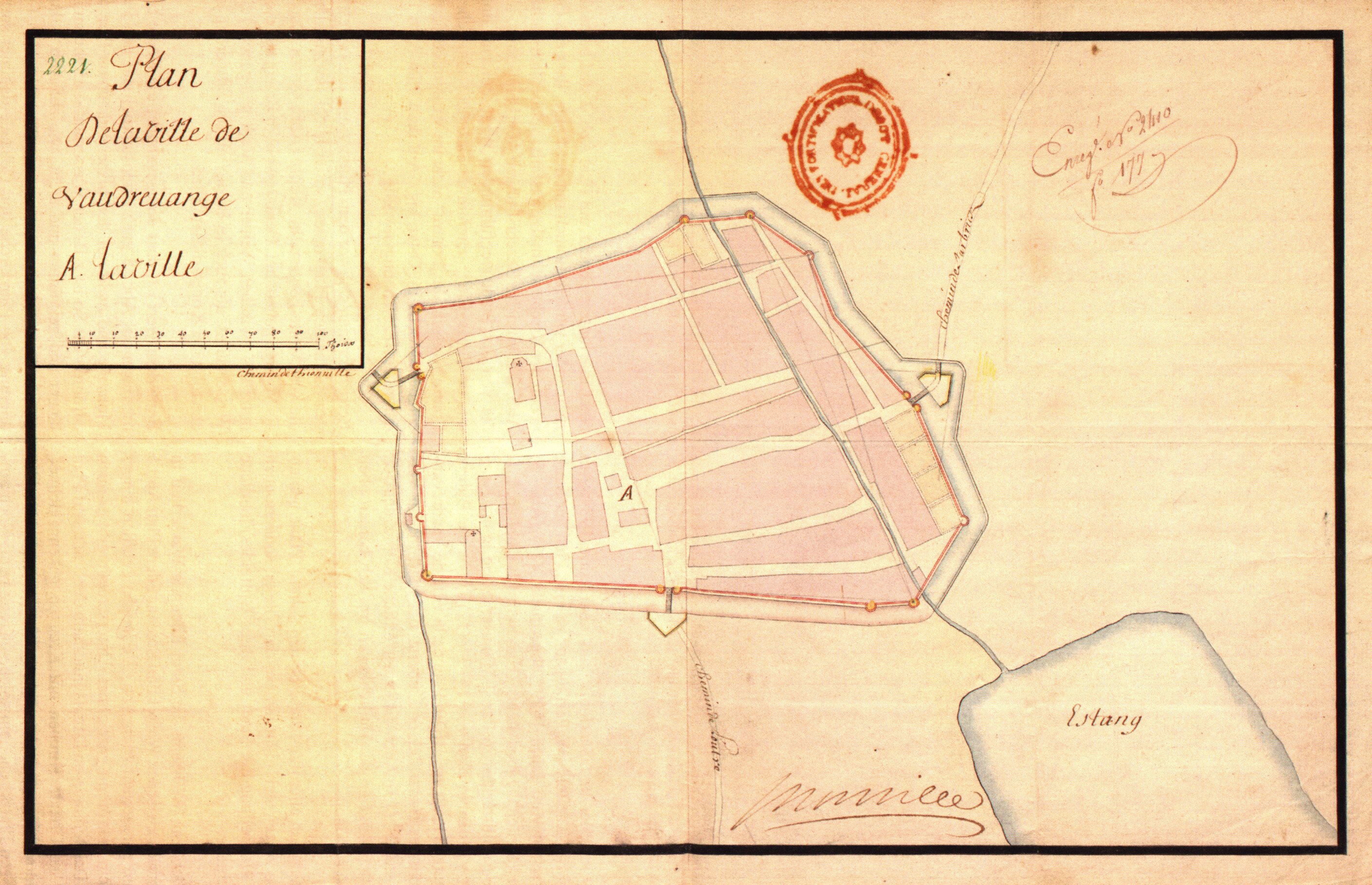
Wallerfangen/Vaudrevange; Plan von Wallerfangen aus dem Jahre 1679, sog. Plan von Monville; Das Gebäudegeviert am linken unteren Rand der Stadtmauer bezeichnet das Augustinerkloster (heute Standort der neogotischen Pfarrkirche St. Katharina); Die ursprüngliche Stadtpfarrkirche St. Peter und Paul befindet sich in der Nähe des Saartores (Weg nach Diedenhofen); das linke Fließgewässer ist der Lumpenbach/Wallerfanger Bach, das rechte der Mühlenbach, die beide in die nahegelegene Saar münden; rechts das Neutor (Weg nach Saarbrücken); unten die Oberste Pforte (Weg nach Nancy); ganz rechts unten die Aufstauung des Mühlenbaches

Der im Jahr 962 erstmals „uualdervinga“ benannte Ort veränderte im Lauf der Zeit seinen Namen zu Walderfingen. Nachdem Wallerfangen im Jahr 1541 zu einem Hauptsitz der drei Verwaltungsbezirke des Herzogtums Lothringen avancierte (Deutsches Bellistum; französisch: Bailliage d'Allemagne), französisierte man im Schriftverkehr mit den beiden anderen herzoglich-lothringischen Verwaltungssitzen, der Bailliage de Nancy mit Sitz in Nancy und der Bailliage de Vôge mit Sitz in Mirecourt, den Ortsnamen zu „Valdrefanges“, „Valdrevange“ oder „Vaudrevange“. Die heute gebräuchliche deutsche Schreibweise „Wallerfangen“ entwickelte sich aus der umgangssprachlichen deutschen Aussprache des damals offiziellen französischen Ortsnamens „Vaudrevange“. In der Zeit nach dem Wiener Kongress, als Wallerfangen in den Herrschaftsbereich des Königreiches Preußen gelangte, wurde diese Schreibweise auch amtlich festgelegt.

### Stadtwerdung

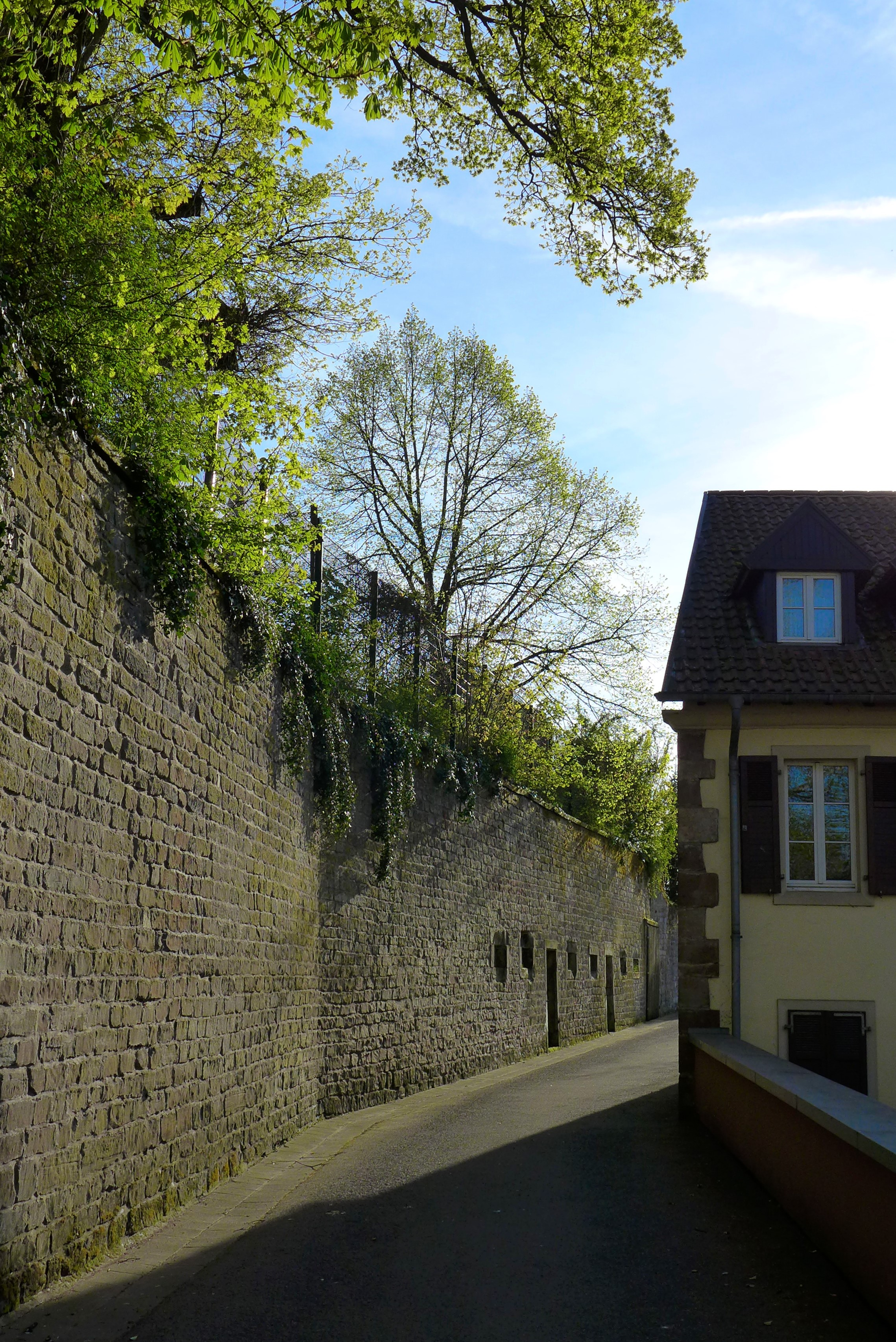
Wallerfangen, Areal der ehemaligen Stadtmauer unterhalb des ehemaligen Augustinerklosters

Der genaue Zeitpunkt der Stadtwerdung Wallerfangens ist nicht belegt. Im Jahr 1276 wird Wallerfangen in einer Urkunde noch als Ort bezeichnet. Die erste Bezeichnung als Stadt datiert aus dem Jahr 1334. Zu dieser Zeit muss also ein Ausbau der Siedlung mit Mauern, Toren und Türmen bestanden haben. Der Verlauf der Befestigungsanlagen ist bisher nicht umfassend untersucht. An verschiedenen Stellen wurden im 20. Jahrhundert Reste der Stadtmauer bei Ausgrabungen freigelegt. Vermutlich waren die Mauern bis ca. 1,50 m dick und ihnen war ein ca. 7,50 m breiter Festungsgraben vorgelagert. Erhalten haben sich Nachzeichnungen eines Stadtplanes, der vermutlich im Rahmen eines Gutachtens über die Qualifikation Wallerfangens als barocke Festung angefertigt wurde.
Die kleine mittelalterliche Stadt lag an wichtigen Handelswegen und verfügte über einen Saarhafen. Der lothringische Herzog Friedrich III. verlieh Wallerfangen einen Freiheitsbrief zur Förderung von Handel und Gewerbe. So konnten die Bürger der jungen Stadt eine unabhängige Verwaltung aufbauen, die Verteidigung der Stadt organisieren sowie eine niedere Gerichtsbarkeit institutionalisieren. Im Bezug zu Handel und Gewerbe bildeten sich nun Zünfte und Gilden.
Im ausgehenden Mittelalter besaß Wallerfangen nun Stadtrecht und war unter dem Namen „Walderfingen“ Amtssitz des Deutschen Bellistums, einer Verwaltungsuntergliederung des Herzogtums Lothringen. Daneben wurde der französische Name Vaudrevange gebraucht. Ab dem Ende des 13. Jahrhunderts bis in die frühe Neuzeit war Wallerfangen („Walderfang“, „Walderfingen“) eine mit Mauern umwehrte herzoglich-lothringische Provinzhauptstadt. Ihr Einflussbereich, der deutschsprachige Teil des Herzogtums Lothringen mit Namen „Baillage d’Allemagne“, erstreckte sich im frühen 17. Jahrhundert bis weit in das heutige Frankreich hinein. Wallerfangen war eine Stadt der „Blaugräber“, deren Produkt, die blaue Farbe Azurit, gefördert aus senkrechten Schächten und unter Nutzung der überkommenen römischen Stollen, in ganz Europa verkauft wurde. Albrecht Dürer soll mit „Wallerfanger Blau“ gemalt haben.

## Neuzeit

### Dreißigjähriger Krieg

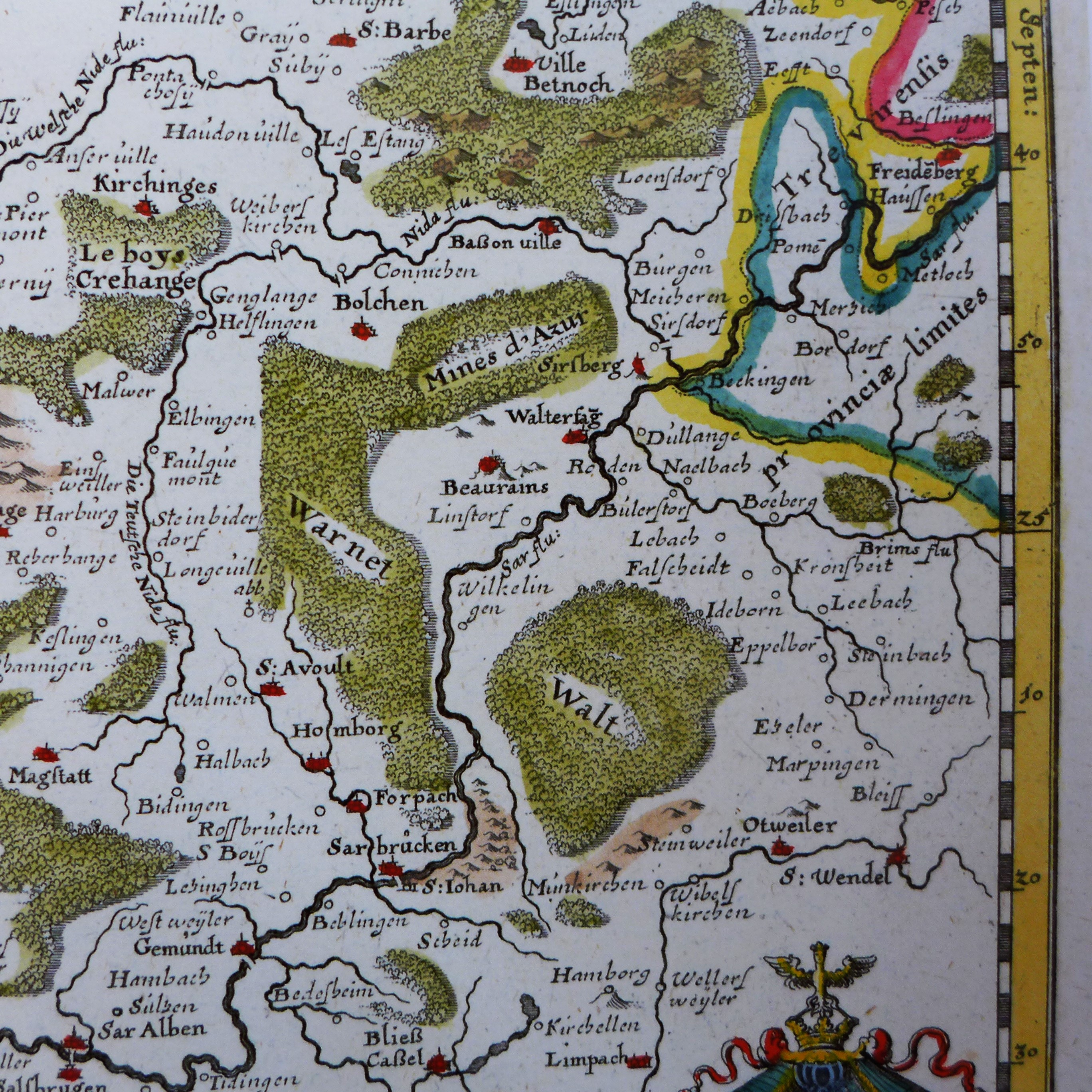
Wallerfangen auf einer Karte von Willem Janszoon Blaeu: Lotharingia Ducatus, vulgo Lorraine, 1645, (Kartenausschnitt)

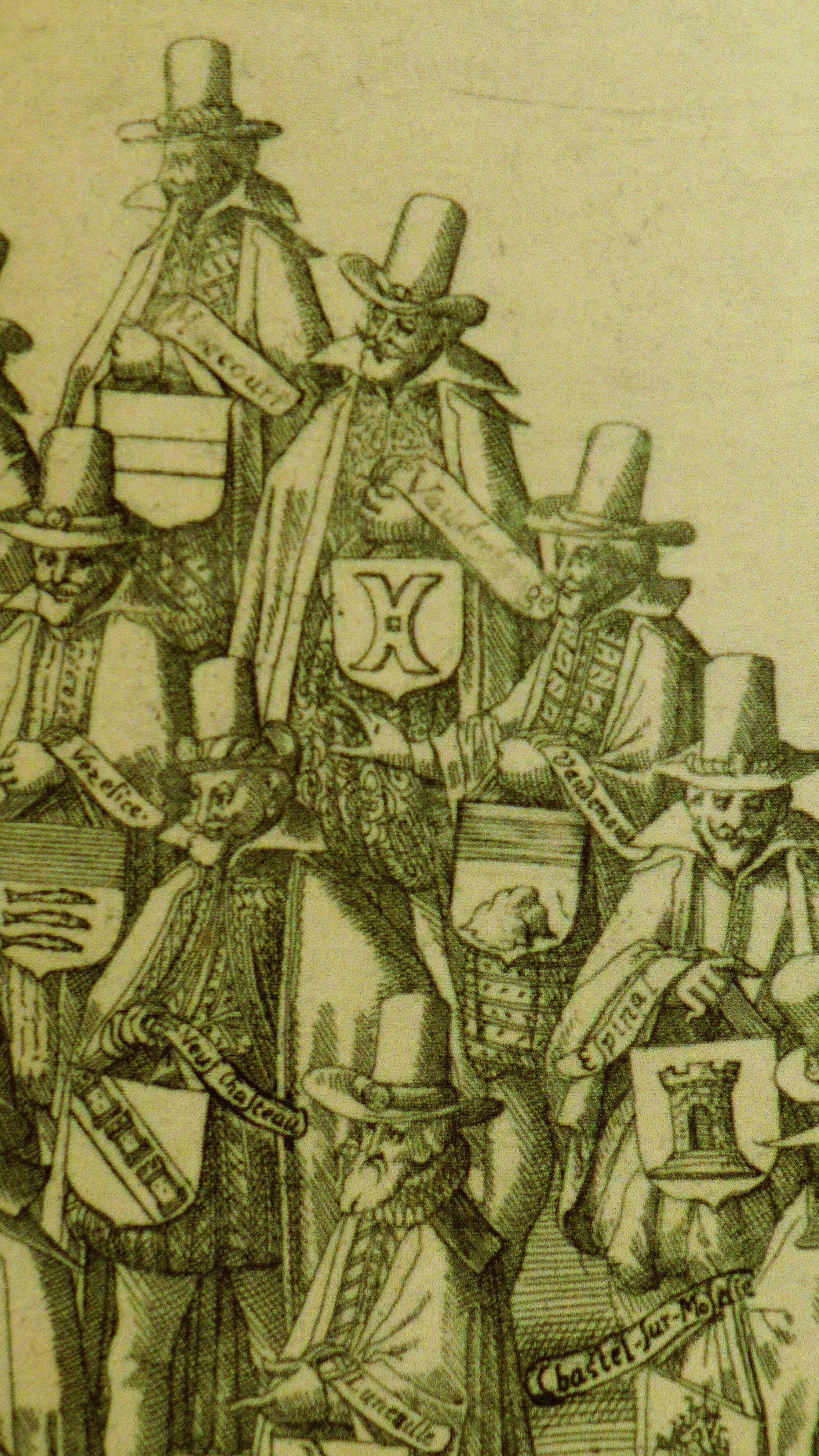
Wappenträger mit dem Mühleisenwappen der Stadt Wallerfangen unter den Vertretern der Städte und Ämter des Herzogtums Lothringen beim Einzug von Herzog Heinrich II. in Nancy im Jahr 1610, Stich von Claude de la Ruelle und Matthäus Merian (Bibliothèque nationale de France, Paris, Ausschnitt)

Zwischen 1618 und 1648 gab es in Wallerfangen und seiner Umgebung schwere Verwüstungen im Dreißigjährigen Krieg, vor allem in der letzten Kriegsphase ab 1635. 1624/1625 kam es an der Saar zu ersten großen militärischen Einquartierungen, noch bevor die Region direkter Kriegsschauplatz wurde.
Durch die Parteinahme des lothringischen Herzogs Karl IV. für den deutschen Kaiser Ferdinand II. und seine wiederholte Unterstützung von Adelsintrigen am französischen Hof besetzte der König Frankreichs Ludwig XIII. 1633 Lothringen.
Im Jahr 1635 trat Frankreich offiziell in den Krieg ein und unterstützte die am Rhein in die Defensive geratenen Schweden. Ende September 1635 trafen im Gebiet von Wallerfangen die vor dem kaiserlichen Heer flüchtenden Franzosen unter La Valette, Henri de La Tour d’Auvergne, vicomte de Turenne und Abraham de Fabert und die mit ihnen verbündeten Schweden unter Bernhard von Sachsen-Weimar ein, um über eine Fassbrücke und zwei Furten die Saar zu überqueren und in die damals befestigte Stadt Wallerfangen zu fliehen. Den Saarübergang befehligte der französische Marschall Turenne. Dabei kam es zu Gefechten und die kaiserlichen Truppen konnten dem Gegner Verluste zufügen. Unter anderen kam der schwedische Oberst Bernholf von Crailsheim zu Tode.
Kurze Zeit später gelang auch den Kaiserlichen unter Matthias Gallas der Saarübergang bei Dillingen. Nach mehreren Gefechten und fünf Sturmangriffen konnte Wallerfangen eingenommen werden und wurde von kroatischen Söldnern geplündert. Dazu gesellten sich Hungersnöte und Seuchen. Den überlebenden Bevölkerungsresten blieb kaum noch eine Existenzgrundlage.
Der Abt Philipp Gretsch der Abtei Wadgassen berichtet auf einer Kirchenrechnung aus dem Jahr 1652, dass es in der Gegend wegen der großen Hungersnot sogar zu Kannibalismus gekommen sei. Das Gebiet um Wallerfangen verlor durch den Krieg über 70 % seiner Bevölkerung (Vergleichsjahre: 1590 / 1667). Während in anderen Teilen Deutschlands der Dreißigjährige Krieg mit dem Westfälischen Frieden von Münster und Osnabrück 1648 zu Ende ging, schwelte der Konflikt in Lothringen weiter. Wallerfangen, als Teil Lothringens, lag nicht im Geltungsbereich der Bestimmungen des Westfälischen Friedens. Es kam weiterhin zu Überfällen durch marodierende Söldnerheere der Lothringer oder Franzosen. Erst mit dem Frieden von Vincennes bei Paris im Jahr 1661 endete der Krieg zwischen Frankreich und Lothringen.

### Holländischer Krieg

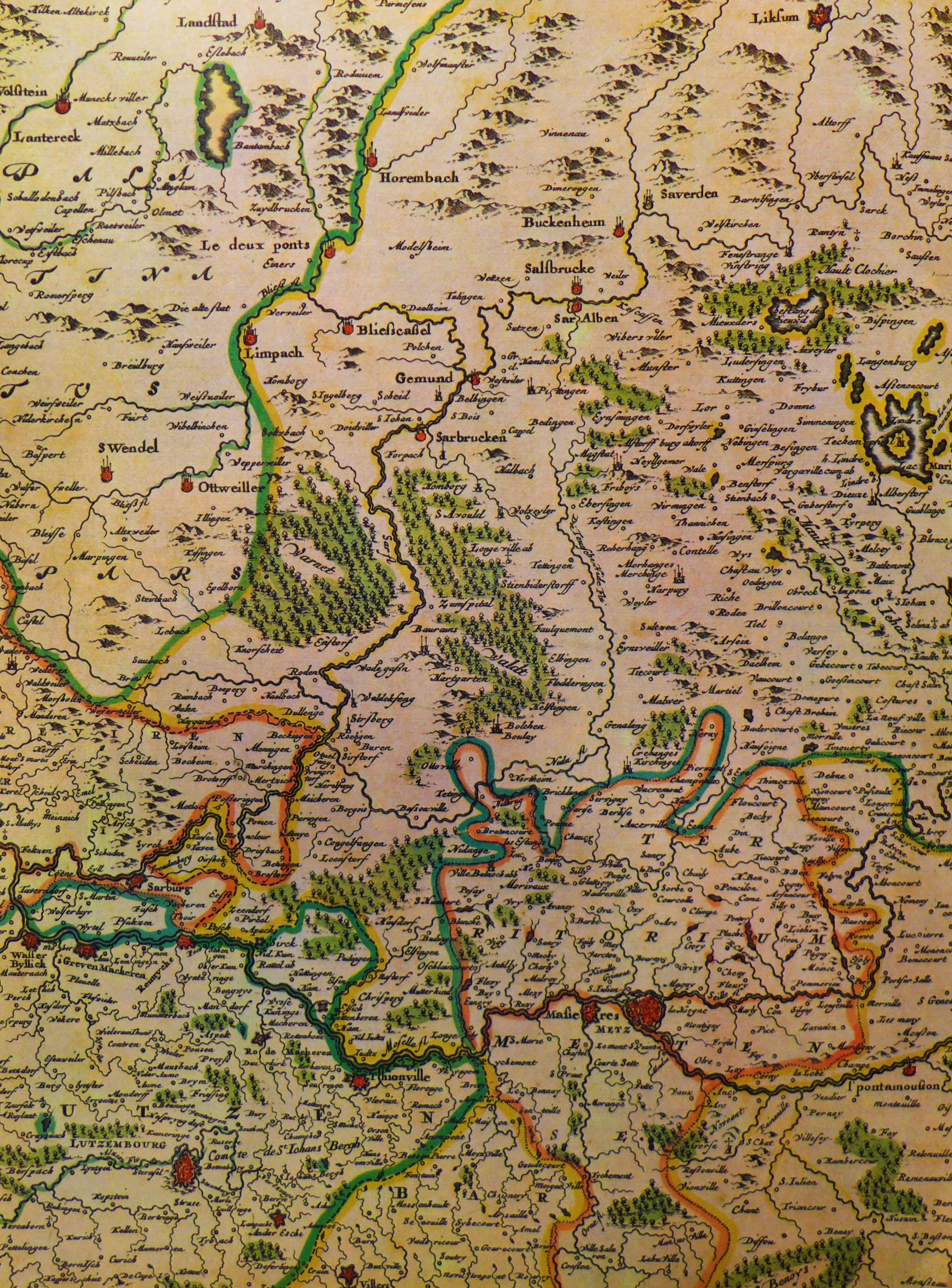
Wallerfangen auf einem Ausschnitt aus der Karte Exactissima Lotharingia von Carel Allardt aus der zweiten Hälfte des 17. Jahrhunderts

Wenige Jahre nach dem Friedensschluss von Vincennes 1661 wurde die Umgebung von Wallerfangen wieder Operationsgebiet des Holländischen Krieges (1672–1678/79). Im Jahr 1670 hatte der französische König Ludwig XIV. ganz Lothringen besetzt. Dabei vertrieb ein französisches Heer unter dem Marschall François de Créquy (1624–1687) den lothringischen Herzog Karl IV. (1604–1675) und eroberte innerhalb kurzer Zeit dessen Festungen.
In Folge des Krieges, in den auch Kurtrier und das Heilige Römische Reich hineingezogen wurden, kam es zu schweren Verwüstungen in der Umgebung.

### Zerstörung Wallerfangens

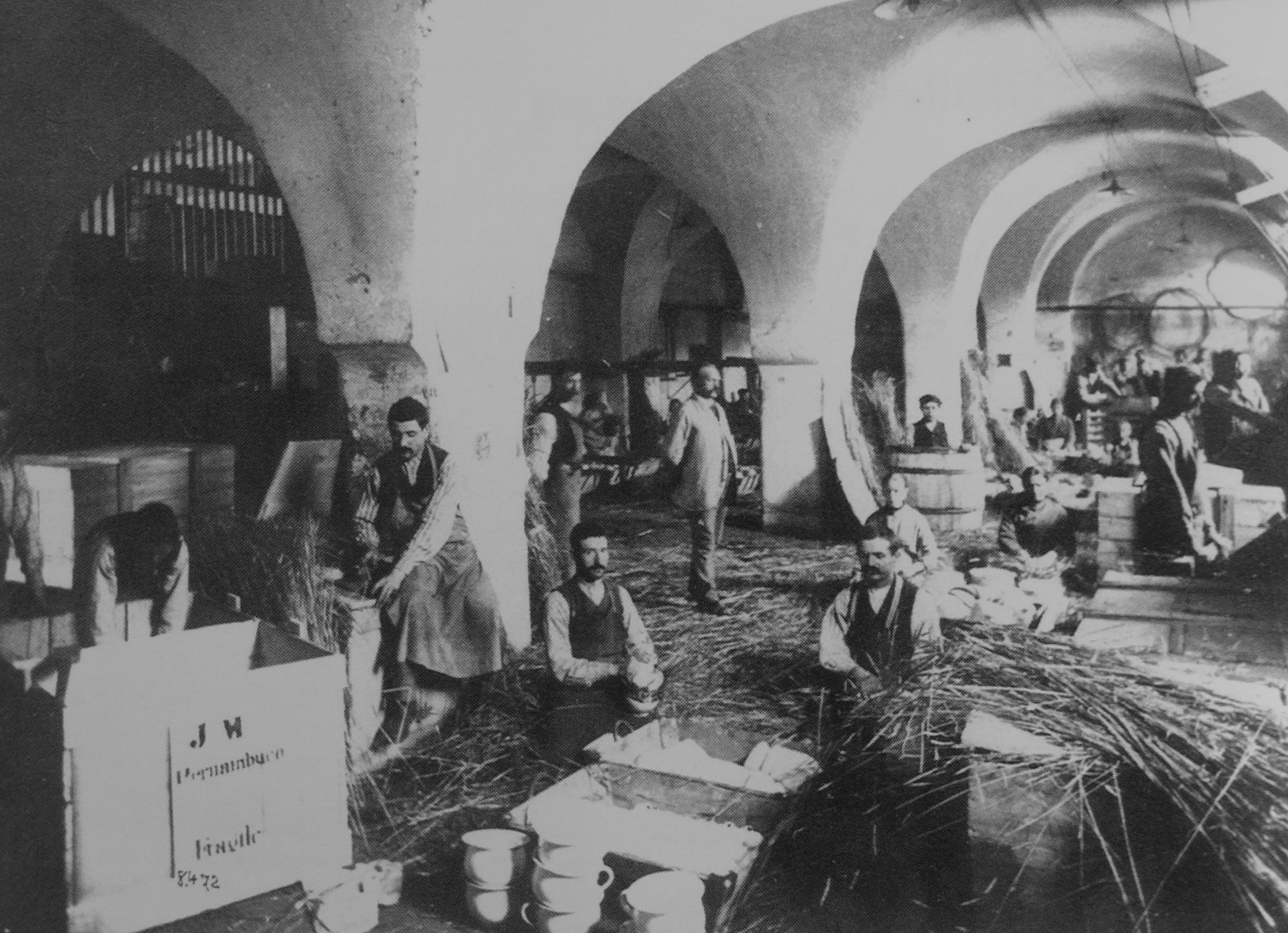
Wallerfangen, Packlager der Keramikfabrik um 1900 in der vermutlichen ehemaligen Markthalle bei einer Lieferung von Nachttöpfen in den brasilianischen Bundesstaat Pernambuco (Archiv des Vereins für Heimatforschung Wallerfangen)

Nach der Gründung der Stadt Saarlouis (1680) wurden die Einwohner von Wallerfangen 1687/88 zwangsweise in die neue Stadt umgesiedelt. Im Zuge dessen wurden auch die meisten Gebäude in Wallerfangen abgetragen, um Baumaterial für die Häuser in Saarlouis zu gewinnen. Wallerfangen entwickelte sich zu einer aus wenigen Einzelgehöften bestehenden Siedlung zurück.
Zu den wenigen Gebäuden, die den Abriss der Häuser überdauerten, muss auch die alte Markthalle Wallerfangens gehört haben. Das Bauwerk diente noch bis zum Abriss der Keramikfabrik in den 1930er Jahren als Packlager und war kreuzgratgewölbt.
Nach der Wiedererrichtung des Herzogtums Lothringen im Frieden von Rijswijk verlegte Herzog Leopold im Jahr 1698 den Sitz des Bellistums saaraufwärts nach Saargemünd. Wallerfangen bzw. das was noch davon übrig war gehörte seit dem Frieden von Rijswijk de facto und seit dem Vertrag von Paris (1718) de jure zu einer französischen Exklave um die Festungsstadt Saarlouis. Ab 1801 war es dem Kanton Rehlingen im Département Moselle zugeordnet.

### 18. und 19. Jahrhundert

#### Angliederung an das Königreich Preußen
Nachdem Napoleon Bonaparte zur Abdankung gezwungen worden war, wurde mit dem Bourbonen Ludwig XVIII. der erste Pariser Frieden am 31. Mai 1814 geschlossen, laut dessen Bestimmungen Frankreich auf die Staatsgrenzen von 1792 beschränkt wurde. Das deutschsprachige Wallerfangen sollte demnach bei Frankreich verbleiben.
Nach der Rückkehr Napoleons und dessen endgültiger Niederlage bei Waterloo am 18. Juni 1815 sowie seiner Verbannung auf die Insel St. Helena wurde im Zweiten Pariser Frieden Wallerfangen von Frankreich abgetrennt und an das Königreich Preußen (Rheinprovinz) übergeben.
Dabei hatten mehrere Bittschriften von Kaufleuten aus Saarbrücken und St. Johann und eine Unterschriftenaktion unter Federführung des Saarbrücker Bürgermeisters Heinrich Böcking, die den Anschluss der Saarorte an das Königreich Preußen zum Ziel hatten, einen nicht unerheblichen Anteil.
Österreich sah unter Kaiser Franz I. eine Ausdehnung Preußens lieber im westlichen Deutschland als an einem anderen Ort. Mit einem Territorialgewinn Preußens im Westen wollte man eine Ausdehnung Preußens auf das Königreich Sachsen verhindern. Gegen die wieder installierte Herrschaft der Bourbonen in Frankreich wollte Österreich keine gegnerische Position beziehen, da man auf ein gutes Verhältnis mit der traditionsreichen Dynastie hoffte und unnötige Belastungen scheute.
So kam es mit preußischem Einverständnis bereits am 3. November 1815 bezüglich des Friedensvertrages in Paris zu einer Vereinbarung zwischen England, Preußen, Russland und Österreich, wonach zusätzliche Territorien in den Rheinlanden an Preußen fallen sollten. Die Grenzkorrektur zu Ungunsten Frankreichs sollte an der Saar stattfinden. Am 20. November 1815 schlossen die Alliierten mit Frankreich in Paris den zweiten Friedensvertrag, der die preußisch-französische Grenze im Bereich des Mittellaufes der Saar festlegte. Damit musste der französische König Ludwig XVIII. für das Stadtgebiet des heutigen Wallerfangen allen Hoheits- und Eigentumsansprüchen entsagen.
Während eines Aufenthaltes in Saarbrücken erteilte der Staatskanzler Karl August von Hardenberg am 27. November 1815 dem in preußischen Diensten stehenden Oberappellationsrat Mathias Simon, der bisher in Trier als Richter fungiert hatte, die Vollmacht, das neue Gebiet unter dem Titel „Großherzogtum Niederrhein“ für Preußen in Besitz zu nehmen. Wallerfangen wurde von Simon zusammen mit dem Umland der Festung Saarlouis am 2. Dezember 1815 im Rahmen einer Feier in der Saarlouiser Kirche St. Ludwig in Besitz des preußischen Königs Friedrich Wilhelm III. genommen:

„Ich Endes Unterschriebener, Königlich-Preußischer Oberappelations-Rath im Grosherzogthum Niederrhein, Kraft vorstehender Vollmacht, Königlich Preußischer Kommissarius, zur Besitz-Ergreifung der von Frankreich an Preußen abgetretenen Gebiete, Oerter und Plätze, und bis zur definitiven Organisation mit der Oberverwaltung dieser Gebiete, Oerter und Plätze, beauftraget.
Nachdem heute den 2 Dezember, Morgens sieben Uhr, die Feyerlichkeiten der Besitznahme, durch das Läuten der Glocken verkündet worden, habe (ich) mich um 10 Uhr, in die Hauptkirche begeben, woselbst der Herr Oberbürgermeister der Stadt Saarlouis, nebst seinen Beigeordneten, und alle Glieder des Magistrats, sodann alle übrigen öffentlichen Beamten, sich versammelt hatten.
Des Herrn Königlich Preußischen General-Majors von Steinmetz, kommandierenden Generals, in den durch den Friedenstraktat vom 20 November abgetretenen Gebieten, Oertern und Plätzen, Hochwohlgebornen, waren ebenfalls, nebst ihrem Generalstabe, gegenwärtig.
Das in Saarlouis anwesende Königlich Preußische Militär, war unter Gewehr getreten, und der feierliche Aufzug von der Bürgerwache und ihrer Musik begleitet.
Ich Unterschriebener Königlicher-Kommissarius, im Einverständnis mit des Herrn General-Majors von Steinmetz, Hochwohlgebornen, verlas die vorstehende Vollmacht des Herrn Staatskanzlers Fürsten von Hardenberg Durchlaucht, und theilte der Versammlung meine Sendung mit.
Sofort wurden der Herr Oberbürgermeister und sämtliche Mitglieder des Magistrats, in eigenem Namen und als Stellvertreter der Einwohner, dem neuen Landesherrn Sr. Majestät dem König Friedrich Wilhelm von Preußen und seinen Nachfolgern, verpflichtet.
Ein eigener schriftlicher Akt wurde in dieser Hinsicht aufgesetzt, und von allen Magistratsmitgliedern unterzeichnet.
Die ganze Versammlung ertönte ein dreimaliges Lebe-Hoch dem neuen Landesherrn.
Ich habe demnach, in meiner Eigenschaft als Königlicher Kommissarius, und in Hinsicht der Besitznahme der Festung Saarlouis im Einverständniß mit dem Herrn General-Major von Steinmetz und dessen Gegenwart, erklärt, daß die reelle Besitznahme der Stadt und Festung Saarlouis, und aller übrigen Oerter der Kantone von Saarlouis und Rehlingen, und Sirck des Moseldepartements, welche durch den Friedens-Traktat vom 20 November, von Frankreich abgetreten, und nach der, zwischen Preußen und den übrigen verbündeten Mächten getroffenen besondern Uebereinkunft, den Staaten Sr. Majestät des Königs von Preußen, meines allergnädigsten Herrn, einverleibt sind, im Namen Seiner Majestät des Königs von Preußen, vollbracht seye; verordnet, daß das königl. Preußische Wappen an allen Rath- und Gemeinde-Häusern aufgestellt werde; und die Einwohner der Stadt und Festung Saarlouis, und der übrigen abgetretenen Gebiete, Oerter und Plätze, zur Unterthanen Treue und Pflicht, gegen den neuen Landesherrn, verwiesen.
Ein Te Deum von der katholischen Geistlichkeit gesungen, und das Gebät Salvum fac regem für die Erhaltung Seiner Majestät des Königs von Preußen, des neuen Landesherrn, beschloß diese feyerliche Handlung.
Gegenwärtige Besitz-Ergreifungs Protokoll soll gedruckt, und statt des Besitz-Ergreifungs Patents, in der Stadt und Festung Saarlouis, und in allen abgetretenen Gemeinden, Oertern und Plätzen angeschlagen werden.
So geschehen Preußisch-Saarlouis, den 2 Dezember 1815. Der Königliche Kommissarius Mathias Simon“

#### Industrialisierung
In Wallerfangen wurde bis in die 1860er Jahre ein natürlich vorkommendes Azuritmineral, das Wallerfanger Blau unter Tage gewonnen, welches in der Antike und im Mittelalter ein gefragter Pigmentträger für Kunstgewerbe und Malerei war. Mit wachsender Verfügbarkeit lichtechter synthetischer Farbstoffe – wie etwa das Berliner Blau – wurde die mühsame Gewinnung im Zeitalter der Industrialisierung rasch unrentabel und daher aufgegeben.
Steingutfabrik

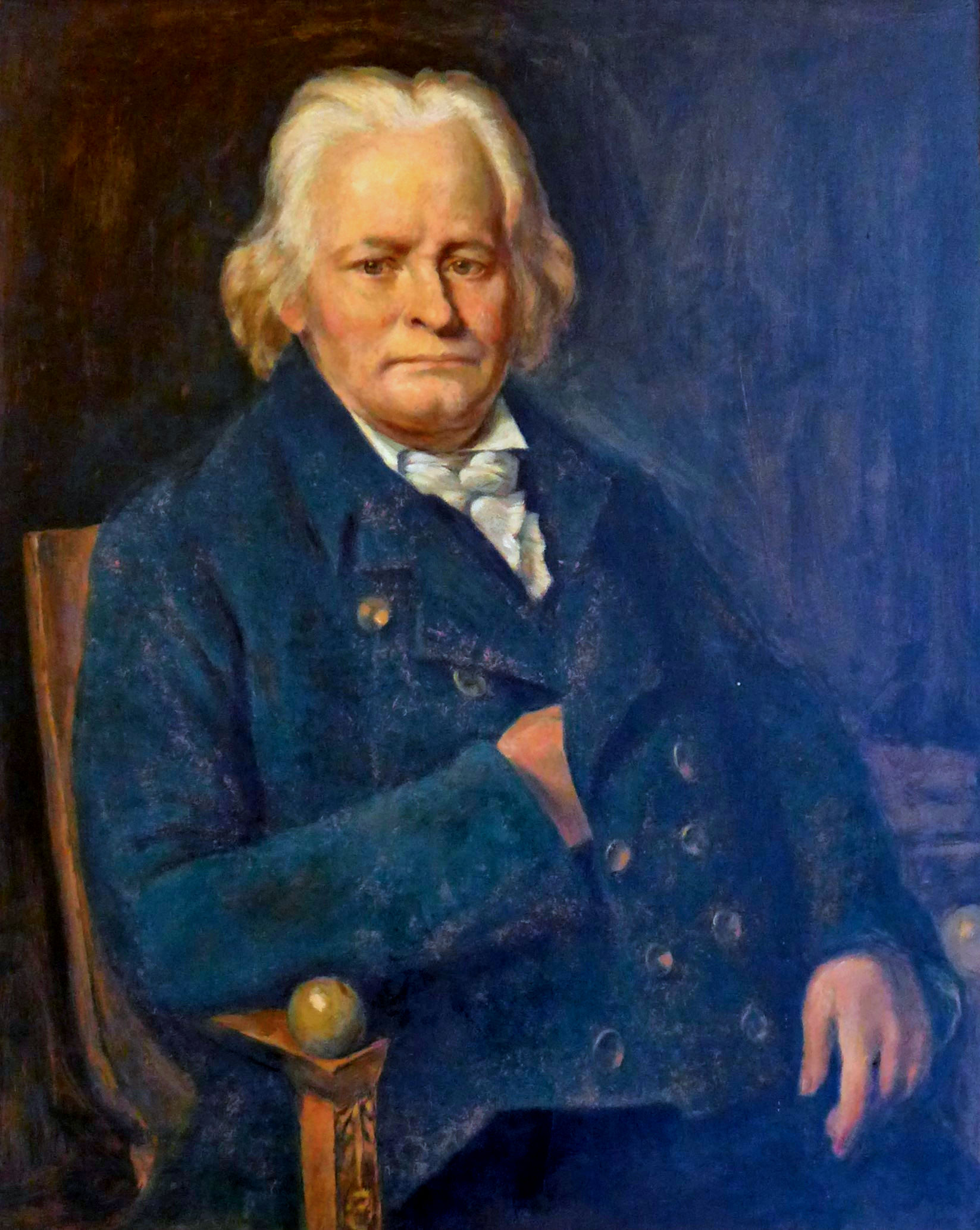
Pierre Joseph Boch (1737–1818)
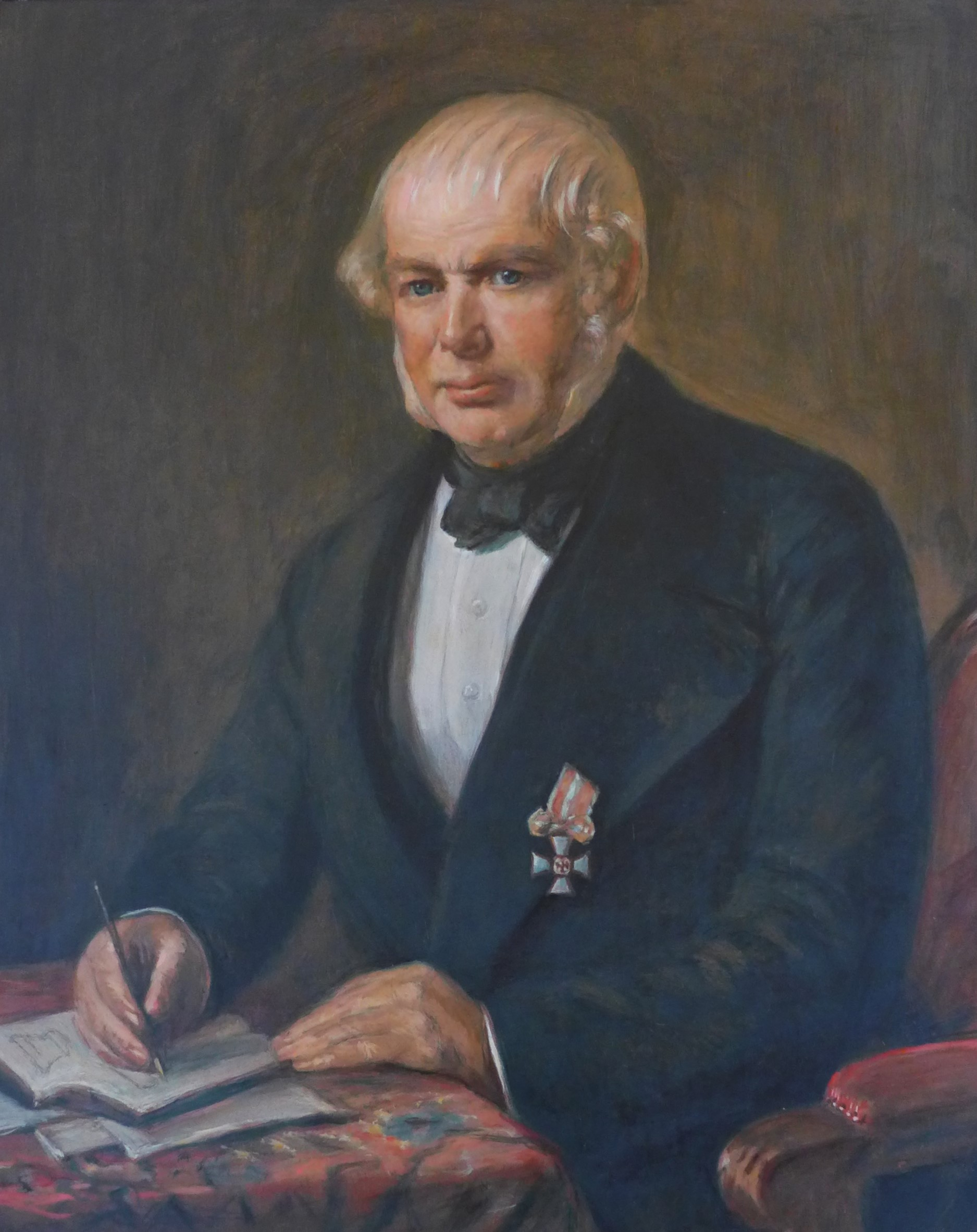
Johann Franz Boch-Buschmann (1782–1858)
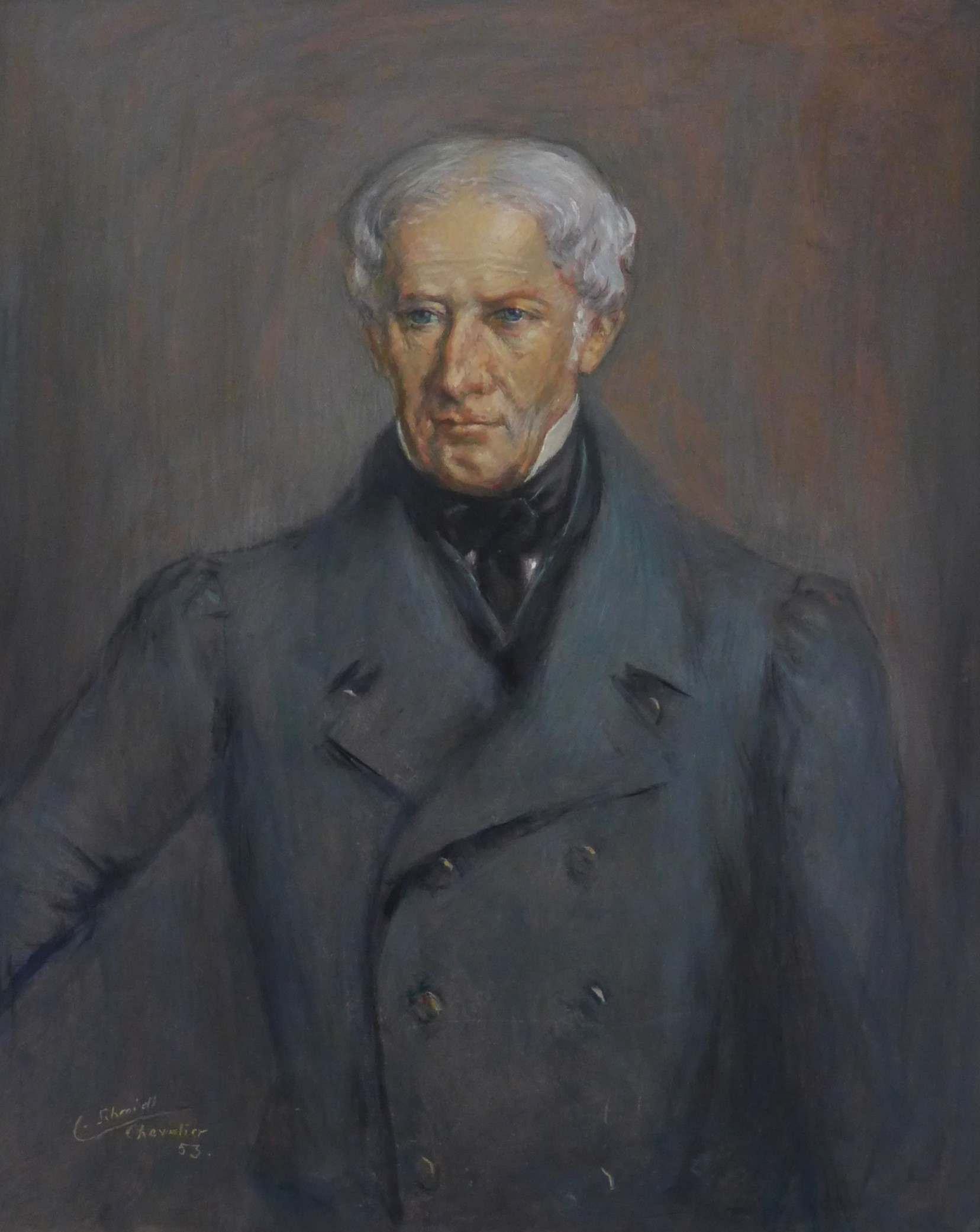
Nicolas Villeroy (1759–1843)
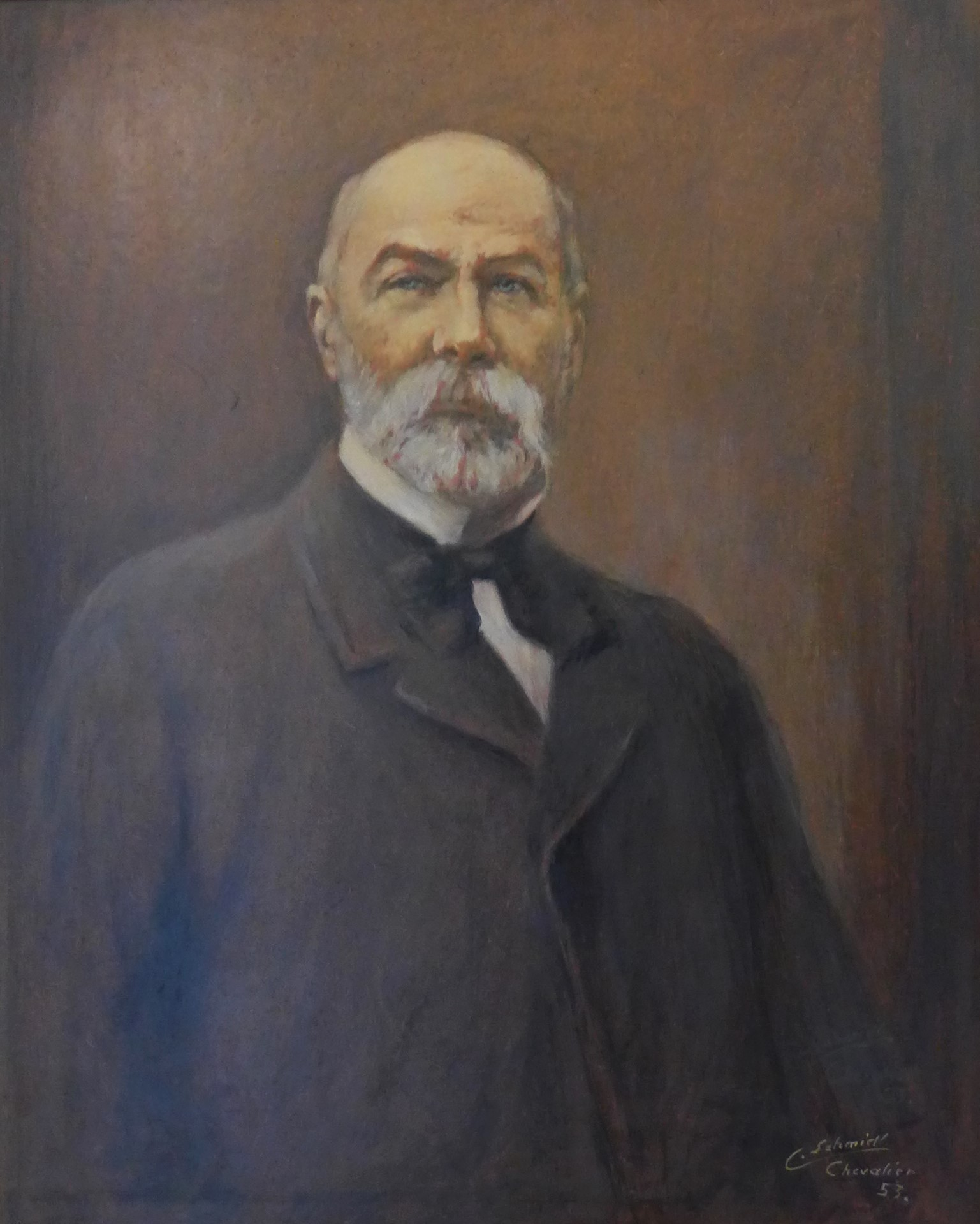
Gaspar Alfred Villeroy (1818–1896)
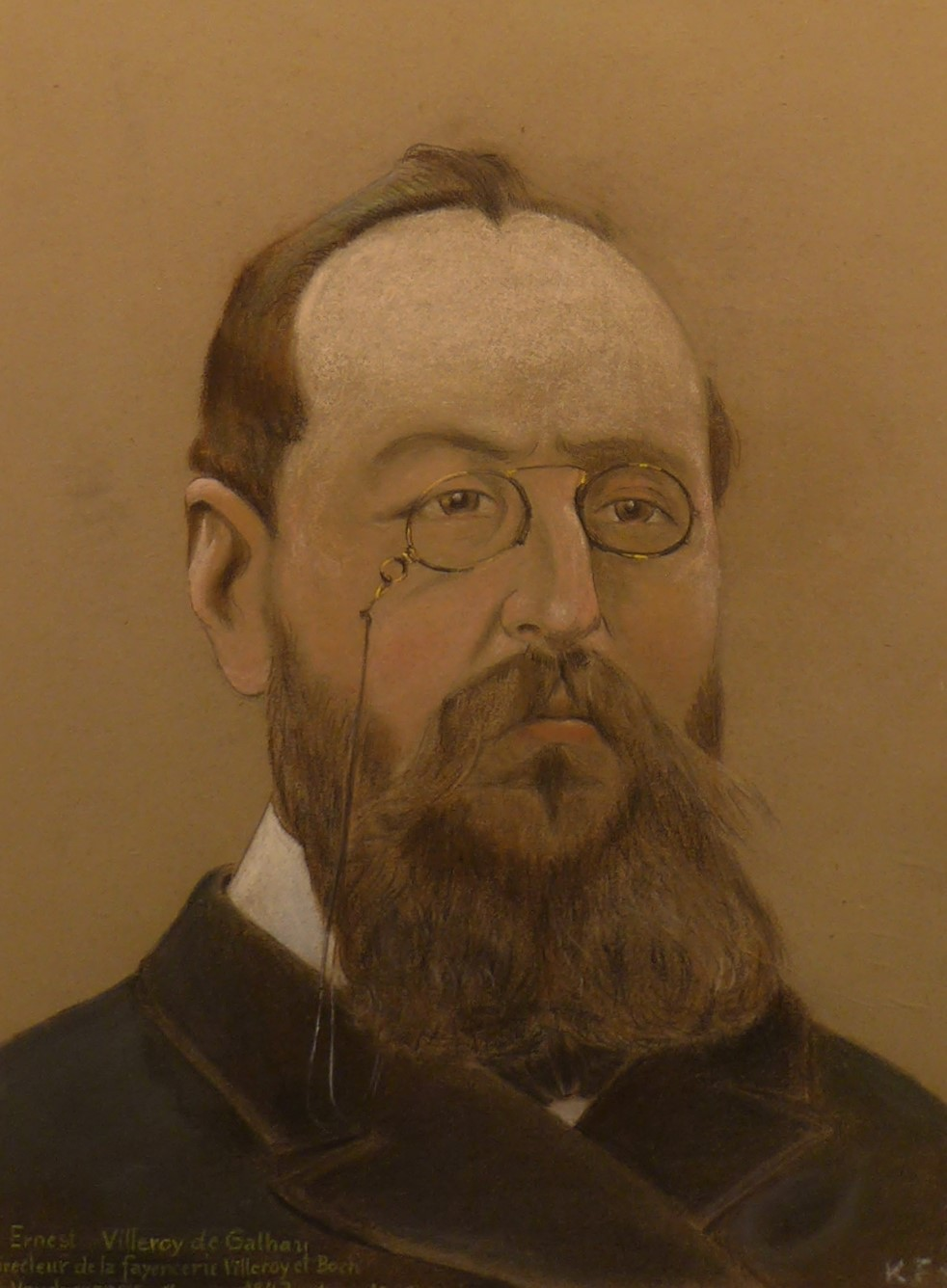
Ernest Villeroy (1843–1908)

Im Jahr 1791 entstand in Wallerfangen eine von Nicolas Villeroy gegründete Steingutfabrik, die sich später zu den Keramischen Werken von Villeroy und Boch entwickelte. Die Fabrik verschaffte dem Ort einen neuen Aufschwung. Nicolas Villeroy führte das Unternehmen aus kleinen Anfängen in die nach dem Zweiten Pariser Frieden mit dem Jahre 1815 beginnende preußische Zeit hinein, als aus Vaudrevange „Wallerfangen“, eine Gemeinde an der neuen Grenze zu Frankreich, wurde.
Anfangs konnte Villeroy im kleinen Wallerfangen nicht genügend Produktionsmitarbeiter finden, weshalb er die ersten Arbeiter aus der bereits bestehenden Steingutfabrik in Frauenberg bei Saargemünd mitbrachte. Die Frauenberger Arbeiter hatte man bei dessen Gründung mehrheitlich aus den Keramikmanufakturen Attert, Arlon und Septfontaines, Bubenhausen, Zweibrücken, Höchst, Kelsterbach, Gutenbrunn und Dirmstein rekrutiert.
Die technische Leitung legte man in Wallerfangen zunächst in die Hände eines versierten Mitarbeiters aus Frauenberg, Jakob Heckel. Heckel war vorher in der Höchster Porzellanmanufaktur beschäftigt gewesen, die im Jahr 1796 in Konkurs gegangen war. Intensive Forschungen wurden in Wallerfangen auf dem Gebiet des Dekordruckes unternommen.
Das Faiencerie-Unternehmen in Frauenberg war bereits im Jahr 1785 durch Jean Thibault mit der Genehmigung des Comtes de Vergennes gegründet worden. Die Produktionsräume lagen im ehemaligen Frauenberger Schloss, das der Graf von Vergennes mitsamt der zugehörigen Herrschaft erworben hatte. Bereits wenige Jahre später, im August 1789, kaufte sich der aus Metz stammende Nicolas Villeroy als Teilhaber mit einem Anteil von 10 % in Frauenberg ein.
Sehr schnell begann Villeroy, die Geschäftsabläufe des jungen Unternehmens in die Hand zu nehmen, denn schon kurz nach seinem Eintritt stellte er Überlegungen an, die Firma nach Straßburg, in das Schloss Clouange bei Wallingen in der Nähe von Diedenhofen, nach Saarlouis oder auf das Firmengelände der ehemaligen Papiermühle bei Dillingen/Saar zu verlegen. Hintergrund der Suche nach einem neuen Produktionsstandort war, dass sich das Frauenberger Schloss bereits seit einem Brand im Jahr 1783 in einem desolaten Zustand befand. Nicolas Villeroy hatte seine kaufmännische Ausbildung in der Verwaltung des Weingutes und des Handelsunternehmens Richard Böcking in Traben-Trarbach an der Mosel gemacht, wo er im Jahr 1786 die Tochter von Richard Böcking, Therese-Sophie Böcking heiratete. Thibault und Villeroy hatten bereits im lothringischen Salinenhandel Geschäftskontakte gepflegt, in dem Thibault seit 1770, Villeroy seit 1784 tätig gewesen waren. Schließlich entschied man sich für Wallerfangen als neuen Firmenstandort. Hier kaufte Nicolas Villeroy im Jahr 1790 von Theodor Lasalle ein Haus mit Garten, doch die Übersiedelung des jungen Unternehmens erfolgte erst im Sommer des Folgejahres 1791. Villeroy hatte seinen Unternehmensanteil in der Zwischenzeit auf 50 % gesteigert. Der Gründer Jean Thibault besaß noch 25 %, ebenso ein weiterer Teilhaber, der Trierer Kaufmann Heinrich (Henry) Kaiser. Als zusätzliche Immobilie wurde sehr bald das sogenannte „Chateau Warsberg“ im Ortszentrum von Wallerfangen erworben. Das Gebäude wurde zur Urzelle des später über fünfzig Gebäudeteile umfassenden Fabrikkomplexes. In Wallerfangen war man erstmals Besitzer und nicht bloß Pächter der Produktionsgebäude wie vormals in Frauenberg.
Die Entscheidung für Wallerfangen als Produktionsstandort wurde deshalb gefällt, da man die Saar als Transportweg nutzen konnte. Die Wälder der Umgebung boten genügend Holz als Brennmaterial. Darüber hinaus bot sich der Ort an, da die nahegelegenen Steinkohlengruben des aufblühenden Saarreviers effizienten Brennstoff für die Keramiköfen liefern konnten. Bereits im Jahr 1780 erwarb Villeroy eine Förderkonzession für die Hostenbacher Grube, die im Jahr 1798 bei einer Versteigerung erworben werden konnte und anschließend von seinem Bruder Pierre Villeroy verwaltet wurde. So betrieb man um das Jahr 1800 in Wallerfangen bereits zwei Kohlenöfen, die den Rohbrand besorgten.
Nicolas Villeroy gelang es im Jahr 1797, die Anteile der übrigen Teilhaber Jean Thibault und Henry Kaiser aufzukaufen, sodass er nach Abzahlung des Kaufpreises im Jahr 1801 als alleiniger Besitzer der Wallerfanger Fabrik auftrat.
Um 1815 begann man in Wallerfangen spezielle Fachleute für die Keramikproduktion zu engagieren, die damals noch überwiegend aus England kamen. Die ersten britischen Gastarbeiter – einige davon aus der Porzellanstadt Stoke-on-Trent – warb man in einem Kriegsgefangenenlager im Nachbarort Saarlouis an. Noch Jahre später war der englische Einfluss in Wallerfangen erheblich. Nicolas Villeroy reiste in den darauf folgenden Jahren oft nach England, um sich mit den dortigen Produktionsverfahren vertraut zu machen. Die englischen Arbeiter waren besonders im Kupferdruckatelier der Firma tätig, das im Jahr 1825 eingerichtet wurde.

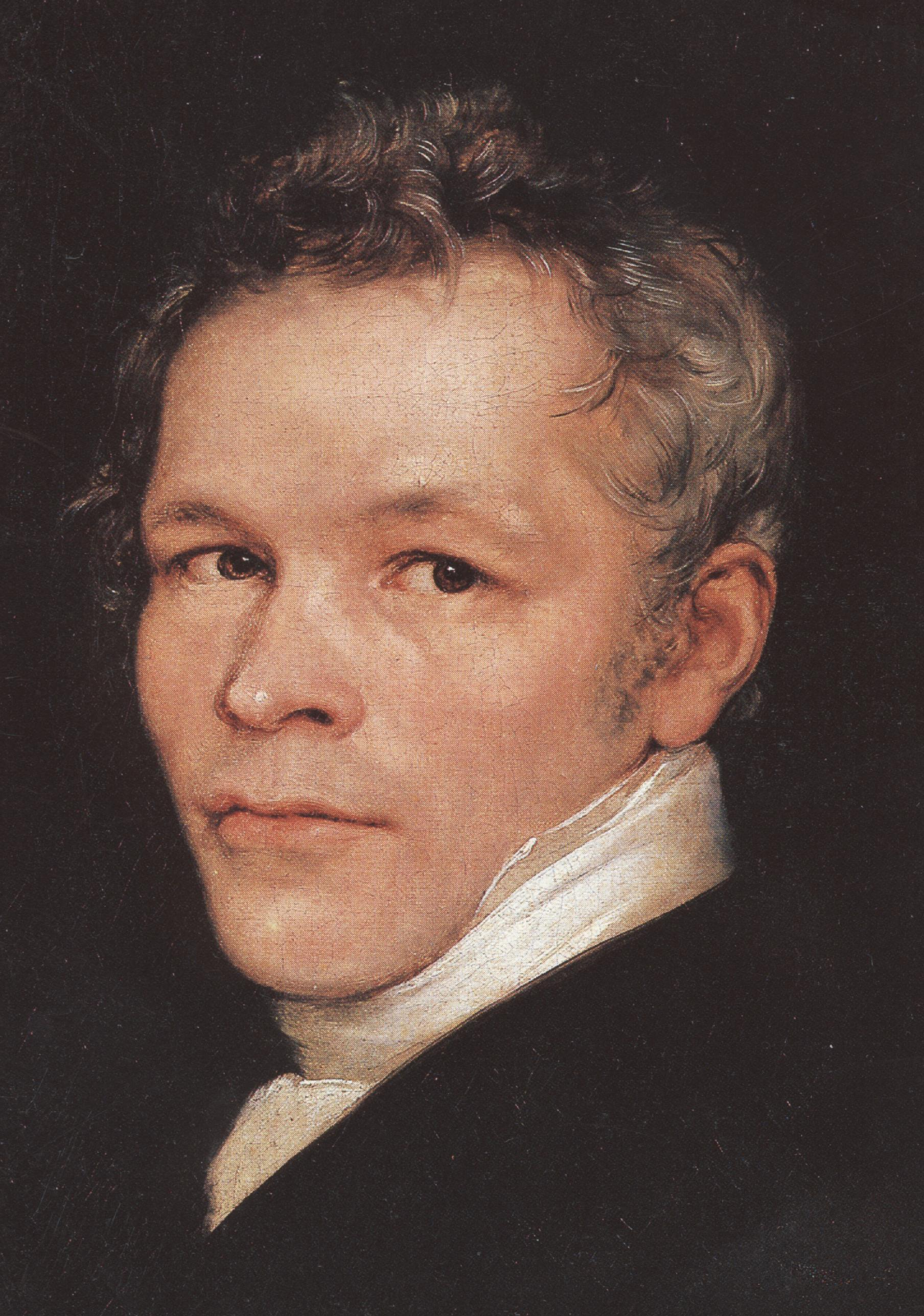
Karl Friedrich Schinkel im Jahr seines Wallerfangen-Besuches 1826, Gemälde von Carl Begas

Im Jahr 1826 besuchte der preußische Baumeister Karl Friedrich Schinkel das Saartal. Nach dem Besuch der Dillinger Hütte setzte er über die Saar nach Wallerfangen über und berichtete in seinen Tagebüchern über das dortige Keramikwerk:

„Unfern davon (gemeint ist Dillingen) liegt eine andere Steingutfabrik in Wallerfangen (Schinkel hatte zuvor die Bochsche Keramikfabrik in Mettlach besucht.), die einem Herrn Villeroy gehört, Beuth hatte hier seine Ankunft einen Tag zu spät gemeldet, ward also noch nicht erwartet; Herr Villeroy war auf einen Tag verreist, seine alte Frau (gemeint ist Thérèse-Sophie Villeroy, geb. Böcking, 1764-1842), die wie eine alte Edeldame halbfranzösische Sitten hatte, war sehr betrübt, daß ihr Mann uns nicht sehen sollte, und daß wir nicht die Nacht bei ihr bleiben wollten. Der Schwiegersohn führte uns in der Fabrik umher, die sehr groß ist, viele Ware fabriziert, aber nicht soviel Raffinement hat als die von Herrn Buschmann. Gegen Abend erreichten wir bei fortwährendem Regen Saarbrücken.“

Im Jahr 1836 verband Nicolas Villeroy sein Unternehmen mit demjenigen von Jean-François Boch zu dem späteren Weltunternehmen Villeroy & Boch. Durch die Zusammenarbeit bei der Lieferung von Rohstoffen war man im Jahr 1818 erstmals mit der im Jahr 1809 in der säkularisierten Benediktiner-Abtei St. Peter in Mettlach gegründeten Keramikmanufaktur Boch-Buschmann geschäftlich in Kontakt gekommen. Die Geschäftsbeziehungen wurden fortan intensiviert, sodass es am 14. April 1836 in der Fremersdorfer Saarmühle vertraglich zur Fusion der Unternehmen in Wallerfangen und Mettlach kam. Damit war das Unternehmen Villeroy & Boch aus der Taufe gehoben. Hintergrund der Fusion war die Hoffnung, so besser gegen die englischen Keramikimporte auf den europäischen Kontinent gewappnet zu sein.
Mit der Heirat von Octavie Villeroy (1823–1899), der Enkelin von Nicolas Villeroy, Tochter von Charles Villeroy (1789–1843) sowie Schwester des von 1842 bis 1875 in Wallerfangen amtierenden Firmenchefs Alfred Villeroy, mit Eugen Boch, dem Sohn von Jean-François Boch, am 3. Mai 1842 in Fremersdorf wurden die bisher nur geschäftlichen Beziehungen beider Familien nun auch auf eine private Ebene gehoben.

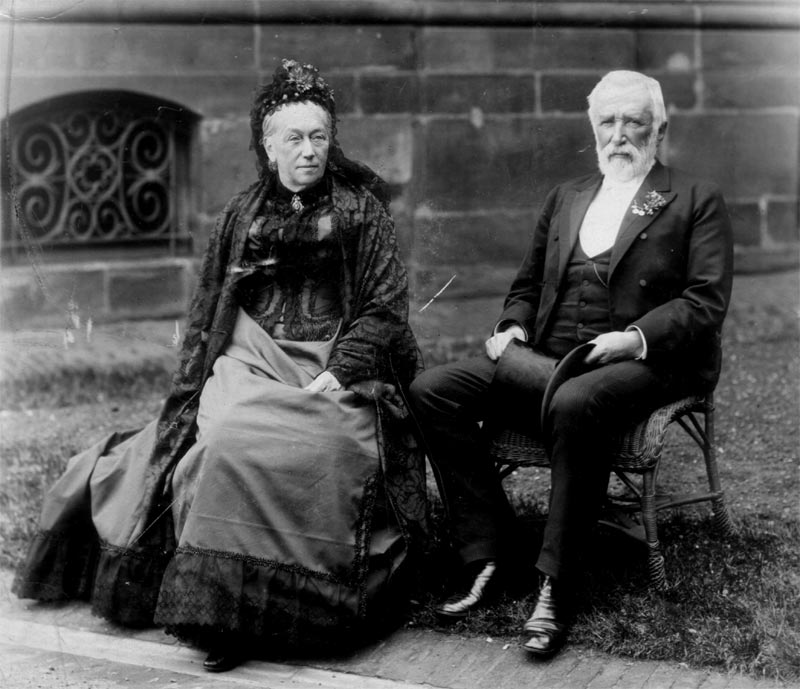
Eugen Boch und Oktavie Villeroy anlässlich ihrer Goldenen Hochzeit im Jahr 1892

 Im Folgejahr verstarb der Wallerfanger Firmengründer Nicolas Villeroy am 28. Dezember 1843.
Einen Höhepunkt der Entwicklung des Wallerfanger Unternehmens feierte man am 4. Juli 1891: Die annähernd 1000 Beschäftigten der Steingutfabrik begingen auf einem Festplatz am Standort des heutigen Bildungshauses „Haus Sonnental“ das 100-jährige Bestehen des Unternehmens mit Festzug, feierlichem Gottesdienst, Konzert, Tanz und abschließendem Feuerwerk. Zum Festessen waren 1400 Personen geladen. Jeder Mitarbeiter erhielt als Erinnerungsgeschenk einen in Mettlach hergestellten Steinzeugkrug. Höhere Angestellte und Beamte des Unternehmens bekamen zusätzlich eine Deckelmontierung aus Zinn. Jubiläumsprodukt des Wallerfanger Unternehmens war eine Terrine mit Unterplatte.

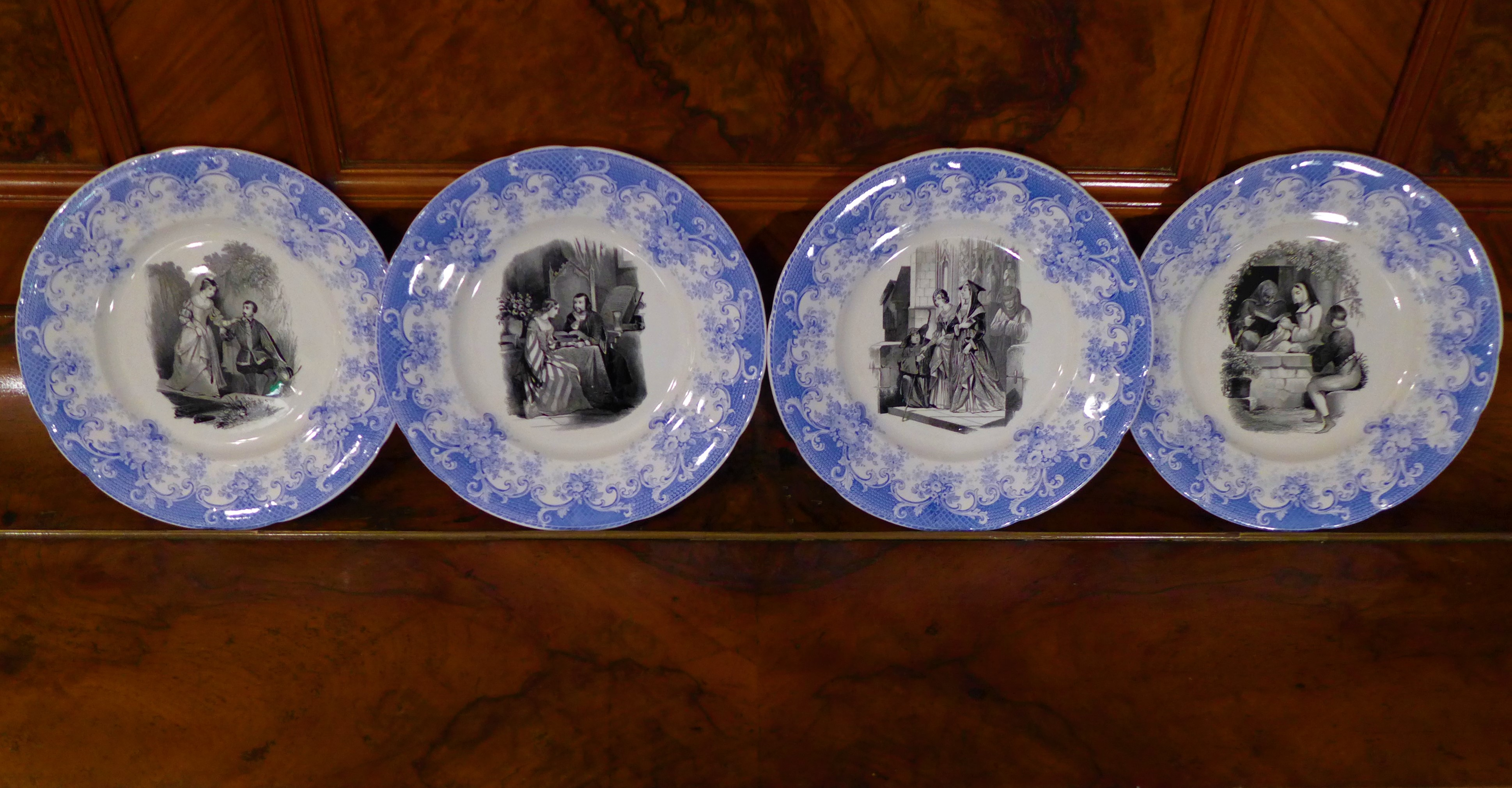
Wallerfanger Steingut aus dem letzten Viertel des 19. Jahrhunderts; Vier Teller einer Serie von zwölf Darstellungen spätmittelalterlicher Liebespaare im Spiegelfeld von Philipp Müller; Fahne mit himmelblauen Blumenranken-Mustern, Durchmesser: 21 cm

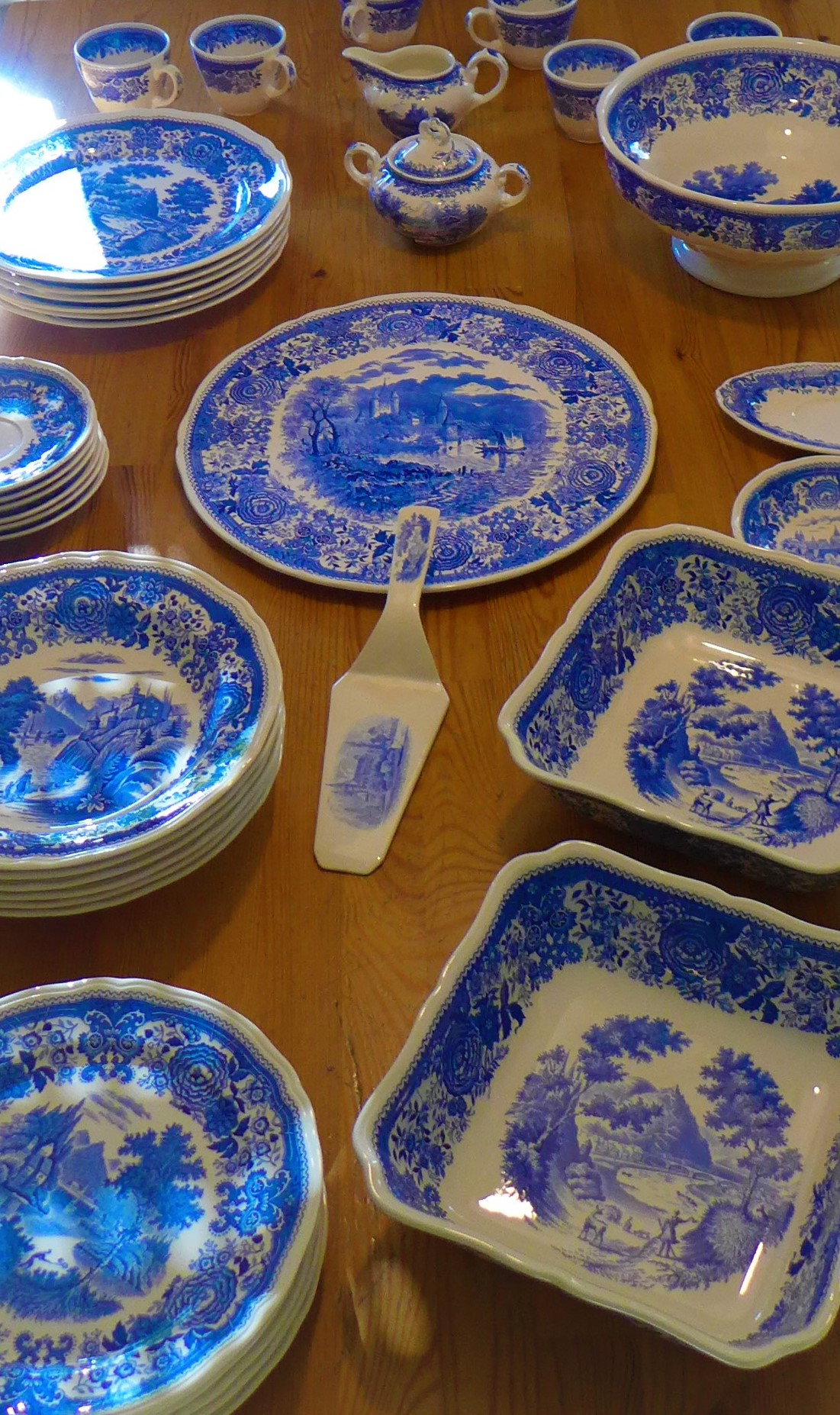
Teile der in Wallerfangen entworfenen Service-Serie „Burgenland“ (hier blaue Variante) von Philipp Müller

Einer der bedeutendsten Wallerfanger Dekorentwickler war der Kupferstecher Philipp Müller (1811–1893), der auch als Illustrator und Karikaturist tätig war. Müllers Vater war bereits im Jahr 1805 als Dekormaler nach Wallerfangen gekommen und hatte sich dort im Jahr 1836 verheiratet. Im Jahr 1825 begann Philipp Müller in der Keramikfabrik eine Lehre als Kupferstecher. Zu seinen bekanntesten Motivserien gehören bis heute die „Burgenland-Motive“.
Im Laufe des 19. Jahrhunderts dehnten sich die Gebäude der Keramikfabrik auf dem gesamten, heute „Fabrikplatz“ genannten Zentrum der Gemeinde Wallerfangen aus. Ende des 19. Jahrhunderts waren in dem Werk über 1000 Männer und Frauen beschäftigt. Das von ihnen hergestellte Geschirr aus Steingut und Porzellan wurden in alle Welt verkauft. Nach 1860 bestand die Produktion vorwiegend aus Geschirr für den Haushaltsbedarf und Stapelware, die an andere Unternehmen zum Weiterverkauf abgegeben wurde. Seit 1900 begann man vermehrt, kostengünstige Spritzdekore herzustellen. Leiter der Steingutfabrik waren:
Leiter der Steingutfabrik waren:
- Nicolas Villeroy: 1789–1820
- Louis Villeroy: 1820–1830
- Auguste Jaunez: 1830–1842
- Alfred Villeroy: 1842–1873
- Ernest Villeroy: 1873–1891
- Leon Richard: 1891–1900
- Heinrich Ruppe: 1900–1907
- Albert Hoffmann: 1907–1919
- Josef Peter Lengersdorff: 1919–1925
- Martin Lengersdorff (technische Leitung): 1926–1929
- Rudolf Zechel (kaufmännische Leitung): 1926–1928
- Walter Fiehn: 1929–1931

Direktionsvilla

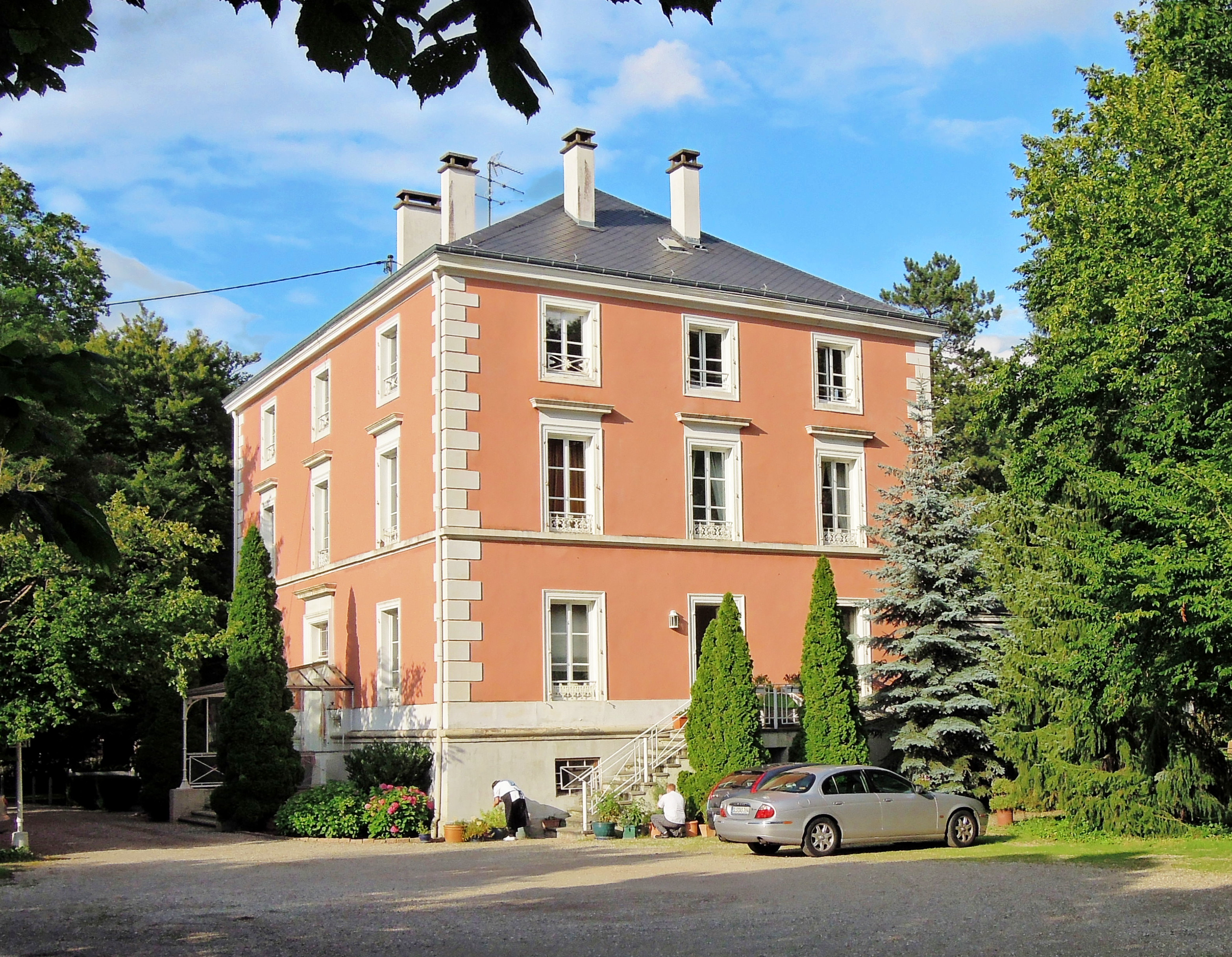
Wallerfangen, ehemalige Direktionsvilla der Steingutfabrik, seit 1986 „Villa Fayence“

Als Direktionsvilla erbaute man in den Jahren 1834–1835 in der Wallerfanger Hauptstraße gegenüber den Wirtschaftsgebäuden des heutigen Papenschen Anwesens ein dreigeschossiges Gebäude für Auguste Jaunez, der von 1830 bis 1842 Direktor der Keramikfabrik war. Auch die Nachfolger von Jaunez wohnten hier. Als die Fabrik geschlossen werden musste, kaufte im Jahr 1931 die Familie von Papen das Haus. Im Jahr 1939 logierte hier der Standortälteste der Saarlouiser Garnison. Nach dem Zweiten Weltkrieg diente die Villa zeitweise als Sitz der französischen Gendarmerie, bevor sie deutsche Polizeiinspektion wurde. Im Jahr 1986 eröffnete im Gebäude ein Hotel-Restaurant unter dem Namen „Villa Fayence“.
Die dreigeschossige Villa auf quadratischem Grundriss erhebt sich über einem hohen Sockelgeschoss mit profiliertem Gesims. Die Gestaltung erinnert in der architektonischen Kubatur und in Einzelformen an italienische Päläste der Renaissance des 16. Jahrhunderts. Die Fenster im Erdgeschoss sind mit einfach profilierten Gewänden gerahmt. Die Eingangstür ist mit einem geraden Gesims verdacht. Ein mittleres Fenster ist dreieckig verdacht. Die Fenster im ersten Obergeschoss sind durch ein Sohlbankgesims verbunden und weisen eine gerade Profilgesimsverdachung auf. Das zweite Obergeschoss ist als Mezzanin ausgeführt. Die Fenster weisen hier wie im Erdgeschoss schlicht profilierte Gewände auf. Über dem Gebäude erhebt sich ein relativ niedriges Walmdach mediterraner Prägung.
Erholungsheim
An der Ecke Hauptstraße/Saarstraße erbaute die Steingutfabrik im Jahr 1880 ein Casino unter dem Titel „Erholungsheim für die Angestellten und Beamten der Steingutfabrik Villeroy & Boch“. Eine Vorgängereinrichtung hatte bis dahin in der alten Mühle am Mühlenweg bestanden. Für die einfachen Arbeiter existierte ein Erholungsheim in der Nähe des Wallerfanger Amalienplatzes. Der Vorplatz des Angestellten- und Beamten-Casinos, der heute als Parkplatz genutzt wird, war ursprünglich ein Abstellplatz für Pferdefuhrwerke. Der Eingang des Casinos befand sich in der Hauptstraße. Durch einen zweigeschossigen Verbindungsbau gelangte man in einen großen Tanzsaalbau mit Stichbogenfenstern an der Giebelfassade, der nach einer Nutzung als Kino und Textilgeschäft seit 1978 als Apotheke genutzt wird.
Firma Mouget-Lukullus
Aus der in der Wallerfanger Hauptstraße betriebenen Gastwirtschaft „Vaudrevange“ mit angeschlossener Metzgerei entwickelte sich ab dem Jahr 1863 unter Führung des ehemaligen Steingutfabrikarbeiters Karl Mouget ein größerer fleischverarbeitender Betrieb in Wallerfangen. Der Betrieb expandierte zu Beginn des 20. Jahrhunderts durch die Belieferung von Kasernen und Krankenhäusern. Durch den Einsatz moderner Maschinen wurden Fleischkonserven sowie Fleisch- und Wurstwaren im großen Stil produziert. Im Jahr 1989 zog sich die Familie Mouget aus der Produktion zurück. Nach zwei Eigentümerwechseln wurde die Produktion der „Lukullus Fleischwarenfabrik GmbH & Co. KG“ im Jahr 2008 schließlich eingestellt.
NKS-Demmerle
Das Unternehmen wurde im Jahr 1870 in Wallerfangen durch den Baumeister Peter Demmerle gegründet. Nach dem Ersten Weltkrieg ergänzte man das Bauunternehmen um ein Architekturbüro. Die Firma war jetzt besonders im Straßenbau tätig. Nach dem Zweiten Weltkrieg erweiterte man den gewachsenen Betrieb um die Sparte Personen- und Warenbeförderung, die jedoch im Jahr 1960 wieder eingestellt wurde. Im Jahr 1958 begann man mit der Produktion von Steinen auf dem Gelände der Abraumhalde der Wallerfanger Steingutfabrik, auf der Kesselasche und Keramikabfälle gelagert worden waren. Auf der Grundlage dieses Abraummaterials wurden Hohlblocksteine für den Hausbau hergestellt. Im Jahr 1964 begann man, Betonwaren und Betonfertigteile speziell für den Gartenbau und den Außenbereich herzustellen. Darüber hinaus wurden die für die 1960er Jahre typischen Betonfassadenelemente, die man bei der Fassadengestaltung von Kaufhäusern einsetzte, hier produziert. Seit 1986 spezialisierte sich das Unternehmen auf den Vertrieb von Betontechnologieprodukten. Es werden fertige Betonformen aus Polyurethanen oder Silikonen für Unternehmen angeboten sowie im Rahmen der Rekonstruktion historischer Bauteile in Beton Abnahme von Originalen vor Ort hergestellt und Repliken gefertigt. Darüber hinaus liefert das Unternehmen Produktionseinrichtungen für Fertigungsstrecken.

#### Nicolas Adolphe de Galhau

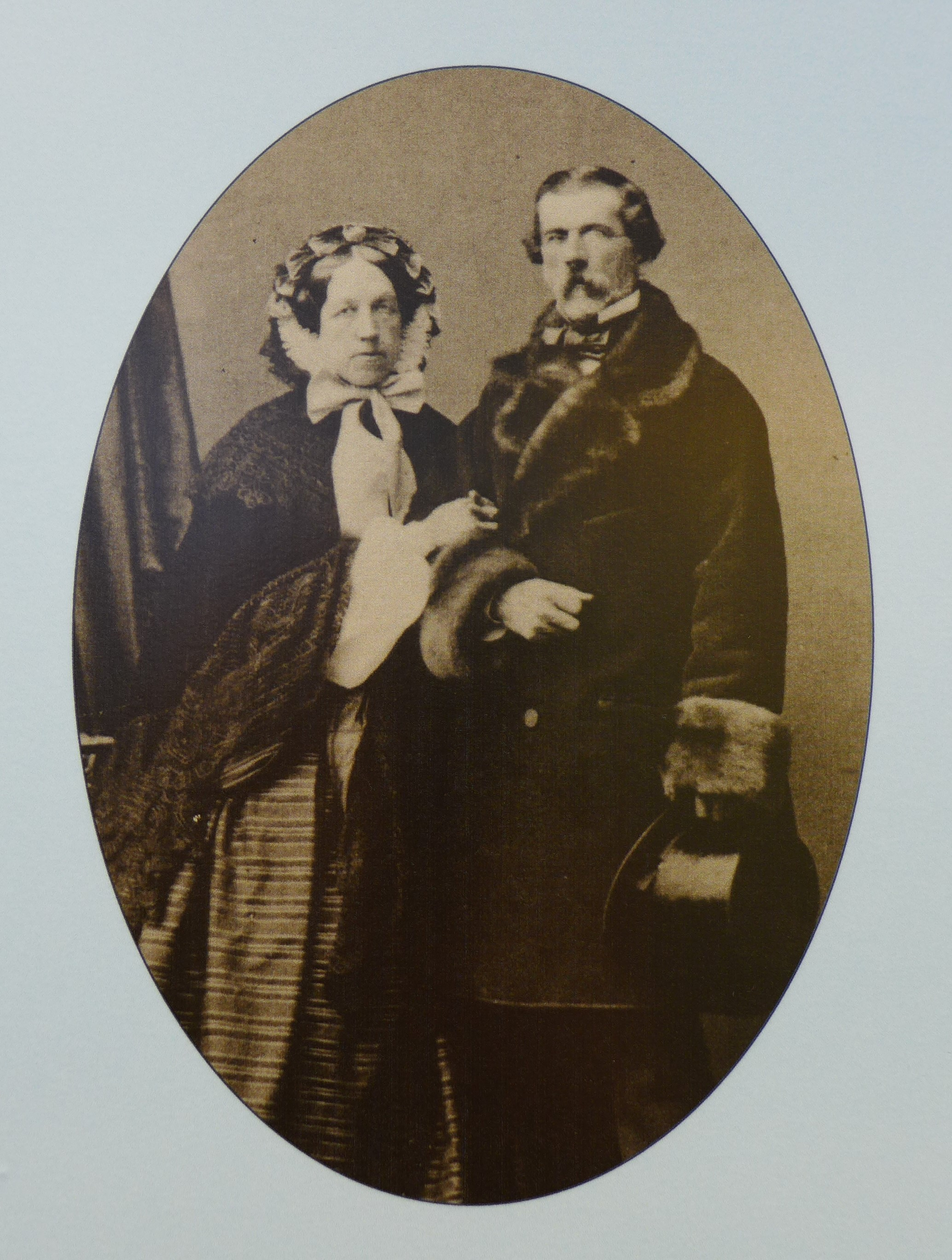
Eheleute Nicolas Adolphe de Galhau (1814–1889) und Sophie Leonie Elisabeth de Galhau (geb. Villeroy, 1821–1885), um 1870 (Heimatmuseum Wallerfangen)

Kommunalpolitisch wurde Wallerfangen in der zweiten Hälfte des 19. Jahrhunderts entscheidend von einem Enkel von Nicolas Villeroy, Nicolas Adolphe de Galhau, geprägt. Im Jahr 1862 übernahm Galhau das elterliche Gut in Wallerfangen und baute es in den folgenden Jahren aus. Die alten Gebäude wurden abgerissen und ein kleines Landschloss errichtet, das in einen Park im englischen Stil lag (heute Schloss von Papen). Galhau war von 1851 bis zu seinem Tode im Jahre 1889 Bürgermeister von Wallerfangen. In diese Zeit kümmerte er sich insbesondere um die infrastrukturelle Gestaltung des Ortes. So ließ er auf einem familieneigenen Gelände, heute die nach ihm benannte Adolpheshöhe, ein Rathaus und drei Schulgebäude errichten. Galhau unterstützte den Bau einer Wasserleitung in Wallerfangen, initiierte den Neubau der Wallerfanger Katharinenkirche, eines Arbeitererholungsheimes sowie des örtlichen Schlachthauses. In den Jahren 1861 bis 1863 war Galhau Mitglied des Preußischen Abgeordnetenhauses.

#### Einrichtung der Sophienstiftung

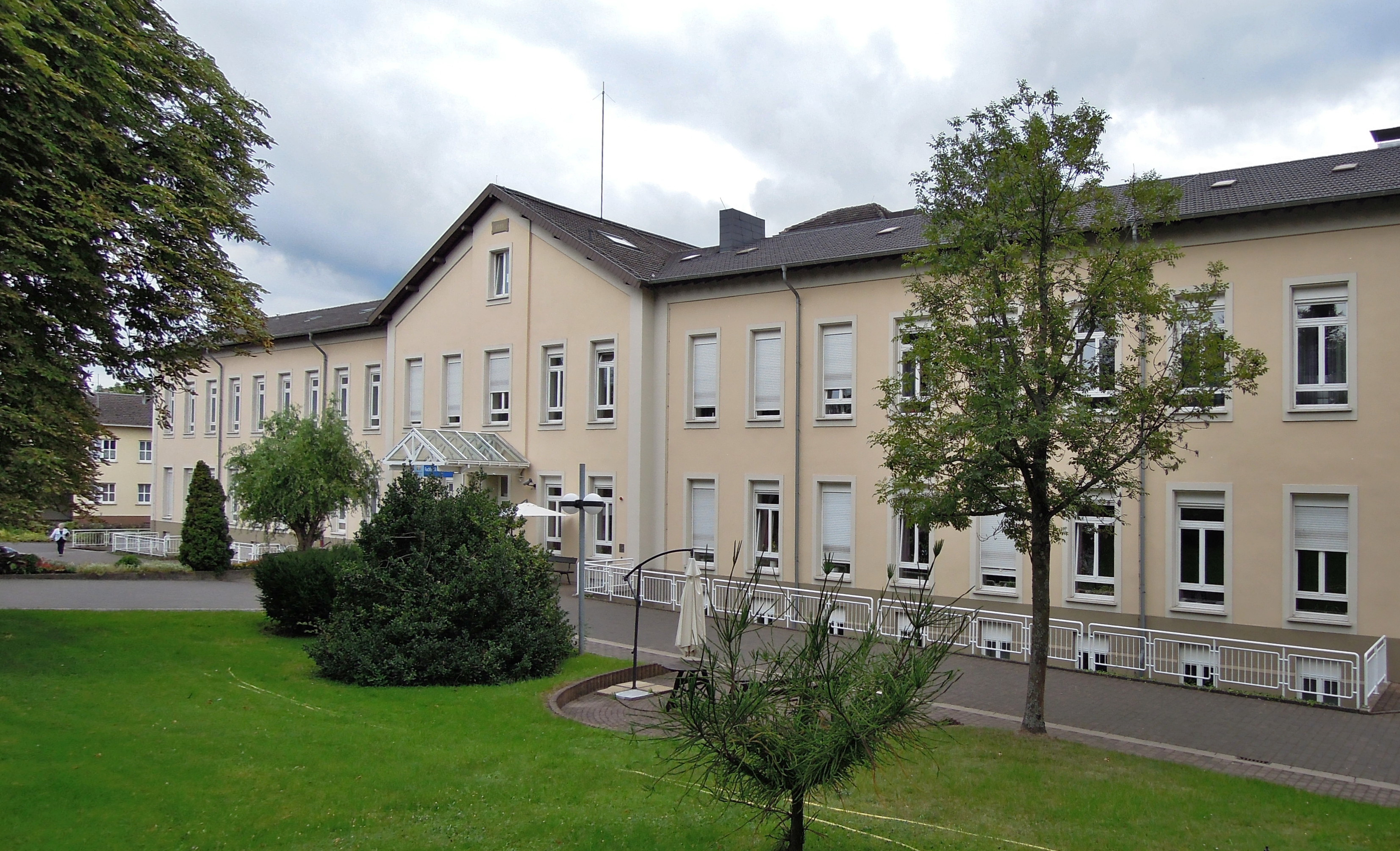
Wallerfangen, das nach dem Namenspatron seines Gründers Nicolas-Adolphe de Galhau benannte St.-Nikolaus-Hospital

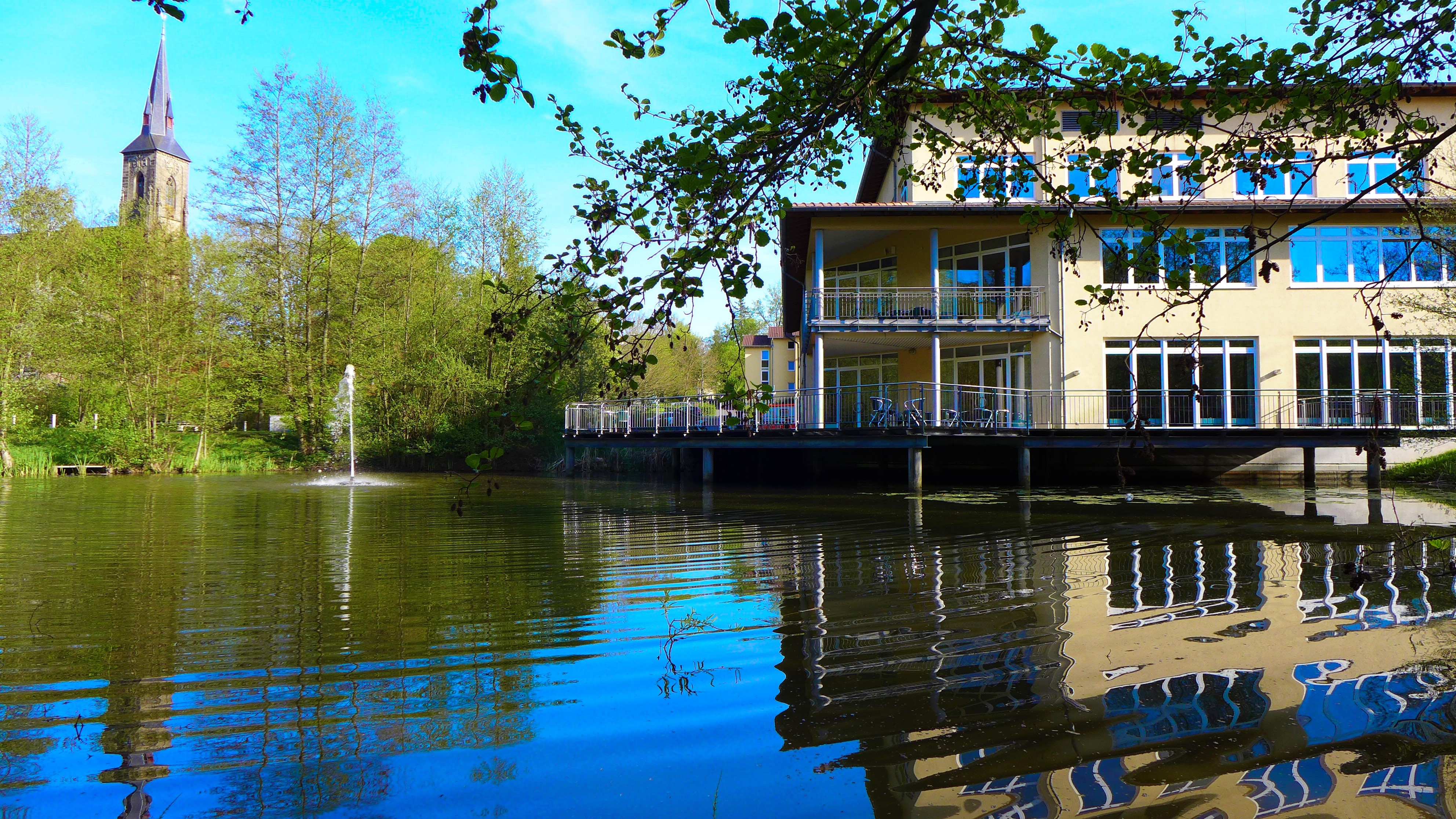
Fachklinik für Psychiatrie und Psychotherapie mit Turm der Wallerfanger Kirche St. Katharina

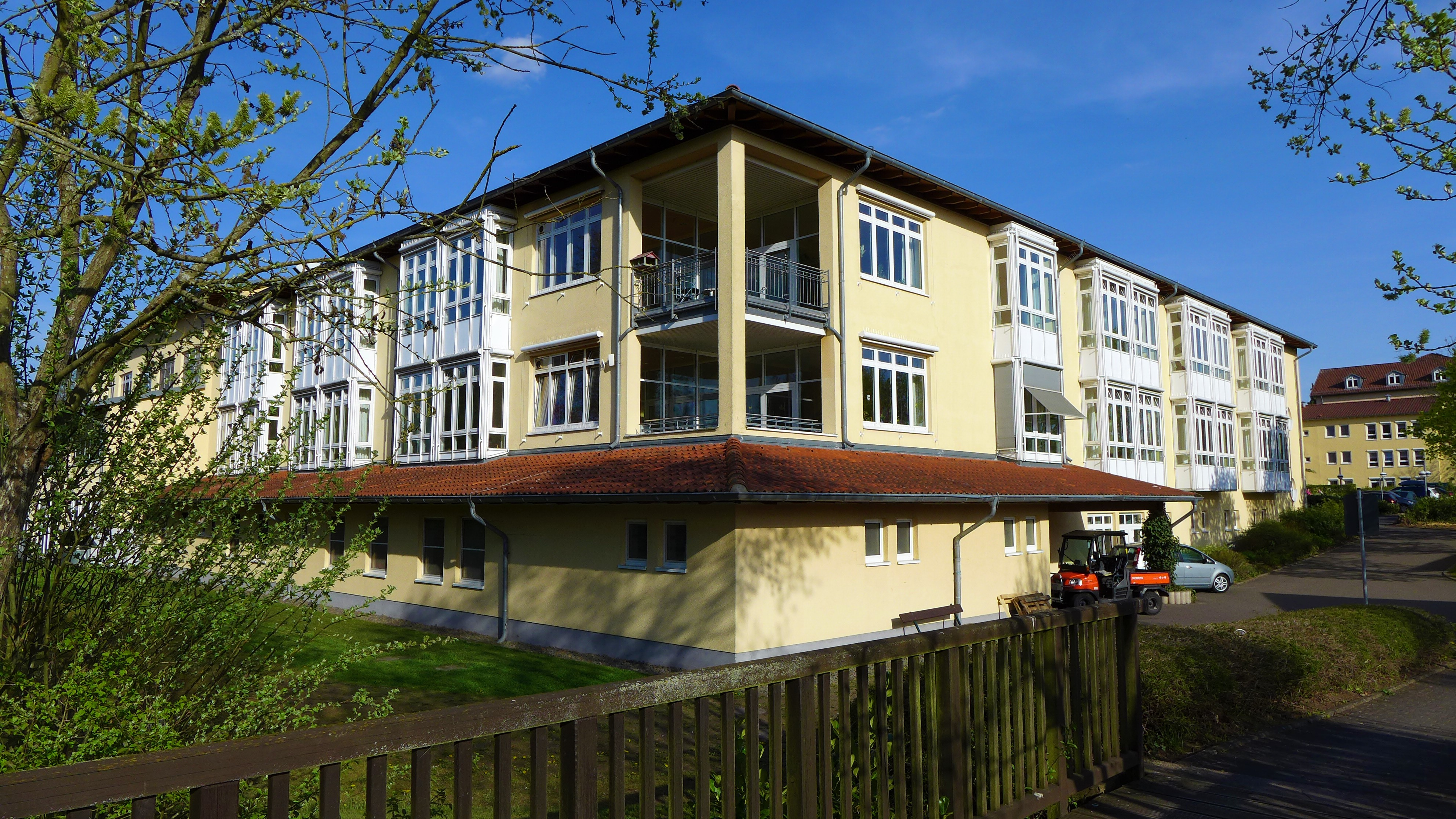
Fachklinik für Psychiatrie und Psychotherapie, Partie am Lumpenbach

Nicolas-Adolphe de Galhau hinterließ in Wallerfangen auch als Großgrundbesitzer, maßgeblicher Anteilseigner von Villeroy & Boch, Schlossherr, Mäzen und Gründer einer Stiftung bis heute Spuren. So gründete er am 7. Juni 1857 die Sophienstiftung als soziale „Stiftung allgemeinen Beistandes“, die er nach seiner Mutter Sophie Villeroy († 1856) benannte. Zunächst beschäftigte sich die Stiftung mit der Waisenfürsorge und der Krankenpflege. Bereits im Jahr 1838 war in Wallerfangen ein Armenverein zur Förderung der sozialen Wohlfahrt gegründet worden. Gräfin Marie Guilleminot (verwitwete Louis Villeroy, geb. Ebray, 1794–1879) stellte dem Verein im Jahr 1841 das ehemalige Schulhaus zur Verfügung. Drei Jahre später, im Jahr 1844, errichtete man eine Kinderbewahranstalt mit finanziellen Mitteln der Erben von Nicolas Villeroy (1759–1843). Zwei Häuser und zwei Gärten dienten gleichzeitig als Asyl für Alte und Hilfsbedürftige der Gemeinde Wallerfangen. Der im Jahr 1844 eröffnete Kindergarten war bis zum Jahr 1974, als die Einrichtung in kirchliche Trägerschaft überging, im Besitz der Sophienstiftung.
Zur Pflege der Alten und zur Betreuung der Kinder kamen am 20. März 1948 drei Schwestern vom Orden des heiligen Karl Borromäus vom Mutterhaus in Nancy nach Wallerfangen. Der Armenverein, der im Jahr 1848 bereits seit zehn Jahren bestand, hatte die Generaloberin in Nancy um Entsendung der drei Schwestern gebeten, damit diese die Kinderbewahranstalt, die Pflege der Alten und Kranken sowie die Verwaltung der Einrichtung übernehmen sollten. Seit der Gründung des Borromäerinnen-Mutterhauses in Trier werden die Ordensschwestern des im Jahr 1652 gegründeten Ordens von dort entsandt, um in Wallerfangen zu leben und der Stiftung zu dienen.
Am 11. November 1849 erhielt man die Erlaubnis zum Betrieb einer Apotheke und einer eigenen Dispensieranstalt zur Verteilung von Arzneimitteln. Im Folgejahr 1850 wurde eine Nähschule eröffnet. Nicolas-Adolphe de Galhau vergrößerte das Haus im Jahr 1853. Im Jahr 1860 schenkte Barbe-Céphalie Thierry (geb. de Lasalle, 1799–1870) der Stiftung das Grundstück „Hallergarten“. Hier wurde im Jahr 1888 das Wallerfanger Arbeitervereinshaus errichtet. Nach dem Tod von Madame Thierry im Jahr 1870 vermachte sie ihr Schloss in Niederlimberg an der Saarengt mit Kapelle und Inventar sowie 50.000 Francs dem Hospital. Auf ihren Wunsch hin sollte das Haus von Schwestern des heiligen Karl Borromäus aus dem Mutterhaus in Trier betreut werden. Daraufhin kaufte die Familie Villeroy de Galhau das Niederlimberger Schloss auf. Geplant war für die Zukunft, den Schwestern das sogenannte „Schwarze Schloss“ neben der heutigen Wallerfanger Pfarrkirche St. Katharina zu überlassen. Die Niederlimberger Schlosskapelle wurde abgebaut, per Schiff nach Mettlach transportiert und dort wieder errichtet.
Am 30. September 1871 beurkundete Nicolas-Adolphe de Galhau notariell die endgültige Stiftungsurkunde und stattete die Stiftung mit einem Kapital von 60.000 Talern aus. Die Stiftung sollte den Gemeinden Wallerfangen, Niederlimberg und St. Barbara zugutekommen. Am 19. Februar 1872 wurde die Stiftung durch allerhöchste Kabinettsordre des preußischen Königs und deutschen Kaisers Wilhelm I. genehmigt.
In die Stiftung wurde am 2. März 1878 der bereits seit 1838 bestehende Wallerfanger Armenverein integriert. Dessen Vermögen bestand aus Immobilien (Armenhaus, Schulgebäude, Ökonomiegebäude, mehrere Wohnhäuser), Mobilien und ausstehenden Forderungen in einem Wert von insgesamt etwa 194.000 Mark.
Mit dem Tod der Gräfin Marie Guilleminot am 6. April 1879 wurde das sogenannte „Schwarze Schloss“ frei. Allerdings fiel es nicht wie angedacht an die Stiftung, sondern wurde langfristig an die Familie Fabvier vermietet. Als Ersatz versprach Nicolas-Adolphe de Galhau, ein neues Armenhaus für Wallerfangen zu errichten.
Mit dem Jahr 1881 übernahmen die Borromäerinnen die nahrungsmäßige Verpflegung der Arbeiter der Wallerfanger Steingutfabrik mit der Ausgabe von täglich 250 Essen. Diese Aufgabe versahen die Schwestern bis zum Jahr 1894.
Die behelfsmäßigen Unterkünfte der Anfangsjahre wurden durch das heute noch bestehende Krankenhausgebäude obsolet. Das St.-Nikolaus-Hospital in Wallerfangen mit einer Kapazität von 80 Betten wurde zwischen den Jahren 1882 und 1885 im Park der Gräfin Guilleminot erbaut. Zweck der »Stiftung allgemeinen Beistandes« sollte – lange Zeit vor Inkrafttreten der Reichsversicherungsordnung – die Unterstützung hilfsbedürftige alter und kranker Menschen sein, aber auch Kindern sollte Fürsorge zuteilwerden. Als Dank für die langjährige Pflege seiner Kranken Ehefrau Sophie-Léonie-Elisabeth de Galhau (geb. Villeroy), die am 15. Juli 1885 starb, stiftete Nicolas-Adolphe de Galhau den Borromäerinnen Mark. In der Folgezeit erweiterte man die Sozialeinrichtung räumlich. Darüber hinaus legte man zur Rekonvaleszenz der Patienten eine mehrere Hektar großen Parkanlage in der Nähe der Wallerfanger Pfarrkirche St. Katharina an. Das Hospital ist ein großer zweigeschossiger, satteldachgedeckter Bau auf T-förmigem Grundriss mit angeschlossener Hospitalkapelle im Flügel rechts des Eingangsportals. Die Fassade des Krankenhausgebäudes ist durch Lisenen gegliedert und hat einfache gerahmte, hochrechteckige Fenster und einen übergiebelten Eingangsrisalit.
Zu den ständigen Mitgliedern des Kuratoriums der Stiftung gehört neben dem Wallerfanger Pfarrer und dem Bürgermeister von Wallerfangen immer auch ein Mitglied der Familie Villeroy. In der Zeit des antikatholischen Bismarckschen Kulturkampfes war die katholische Einrichtung in Wallerfangen stark eingeschränkt. Die Kinderbewahranstalt und die Nähschule mussten geschlossen werden. Nur kranke Kinder und Alte durften weiter betreut werden. Erst mit dem Ende des Kulturkampfes wurden die Beschränkungen und Verbote wieder aufgehoben.
Am 4. Oktober 1882 vermachte Nicolas-Adolphe de Galhau der Stiftung das auf seine Kosten errichtete neue Bürgermeistereigebäude auf der Adolfshöhe mit den zum Ensemble gehörigen drei Schulgebäuden. Ebenso wurde ein Schlachthaus mit angegliedertem Stall gebaut. Die Gebäude wurden von der Gemeinde Wallerfangen gemietet. Der Mietzins fiel vertraglich der Sophien-Stiftung zu.
Im Jahr 1888 wurde im „Hallergarten“, der sich seit dem Jahr 1860 im Besitz der Stiftung befand, das Wallerfanger Arbeitervereinshaus errichtet. Nicolas-Adolphe de Galhau stattete es mit 10.000 Mark aus. Für den Fall, dass das Haus nicht mehr seiner ursprünglichen Bestimmung dienen würde, sollte das Grundstück mitsamt der Immobilie wieder an das St. Nikolaus-Hospital fallen.
Am 23. November 1889 starb Nicolas-Adolphe de Galhau. Mit dem Tod von Alfred Villeroy im Jahr 1896 ging eine Summe von 30.000 Mark als Vermächtnis an das Hospital, sodass eine Haushaltsschule gegründet werden konnte. Zwei Jahre später, im Jahr 1898 versah man das Hospital mit einer Zentralheizung und baute für die Verstorbenen eine Leichenhalle. Eine Kochschule konnte im Jahr 1904 eröffnet werden. Im Folgejahr 1905 wurde das Gebäude an der Pfarrkirche abgerissen und der freigewordene Platz der Gemeinde zur Verfügung gestellt.
Nachdem in Wallerfangen eine eigene Apotheke eingerichtet worden war, wurde die Hospitalapotheke im Jahr 1909 geschlossen.
Während der Zeit des Ersten Weltkrieges pflegte man im Hospital insgesamt 3944 Soldaten.
Im Jahr 1935 wurde das sogenannte „Schwarze Schloss“ als Kinderheim eingerichtet. Im selben Jahr errichtete Dechant Hartz (1867–1938) ein Wohnhaus im Hospitalsgarten. Mit seinem Tod im Jahr 1938 fiel das Anwesen an die Stiftung. Mit der Rückgliederung des Saargebietes an das Deutsche Reich im Jahr 1935 übernahm die NSDAP die Macht in Wallerfangen. Unter dem Druck der Partei mussten am 4. Oktober alle unbeweglichen Vermögensstücke der Stiftung unentgeltlich an die Zivilgemeinde Wallerfangen übertragen werden. Nur das Krankenhaus, das „Schwarze Schloss“, das Haus Hartz und das Arbeitervereinshaus blieben der Stiftung erhalten. Am 13. Januar trat die neue „Verfassung der Adolf von Galhau’schen Sophien-Stiftung zu Wallerfangen“ in Kraft. Mit dem Beginn des Zweiten Weltkrieges wurde Wallerfangen wie alle Orte der „Roten Zone“ von 1939 bis 1940 evakuiert.
Bei einem Fliegerangriff auf Saarlouis (1936 bis 1945 Saarlautern) wurde das „Schwarze Schloss“ getroffen und brannte im oberen Teil aus. Mit dem Anrücken der Alliierten im Jahr 1944 kam es zur zweiten Evakuierung. Der Ort erlitt im Vorfeld seiner Einnahme durch die US-Armee am 3. Dezember 1944 schwerste Kriegsschäden. Die Schäden an den Stiftungsgebäuden konnten im Rahmen eines Aus- und Umbaues bis zum Mai 1950 behoben werden. Im Jahr 1953 wurde der Kindergarten wieder eröffnet. Im Obergeschoss des Kindergartens wurde im Jahr 1955 ein Erweiterungsbau des Altenheimes eingerichtet.
Am 7. Juni 1957 feierte die am 7. Juni 1857 gegründete „Stiftung allgemeinen Beistandes“ ihr einhundertjähriges Bestehen. Das Krankenhaus, die Küche sowie der Operationsbereich wurden in den Jahren 1958 bis 1961 einer Renovierung unterzogen. In die gleiche Zeit fällt die Modernisierung des Kinderheimes im „Schwarzen Schloss“. Es bot nun Platz für 20 Mädchen und 20 Jungen.
In den Jahren 1967 bis 1970 errichtete man ein neues Altersheim. Am 20. Februar 1971 feierte man die einhundertste Wiederkehr der Genehmigung der Sophienstiftung durch den preußischen König und deutschen Kaiser Wilhelm I. Bei der Erstellung des Krankenhausbedarfsplans des Saarlandes im Jahr 1971 wurde das Nikolaushospital nicht berücksichtigt. Am 20. März 1973 feierte man die das 125. Jubiläum des Einzuges der Borromäerinnen in Wallerfangen im Jahr 1848. Der Kindergarten, der in die Trägerschaft der Pfarrgemeinde St. Katharina übergegangen war, konnte seinen Neubau am 2. Dezember 1974 beziehen. Im Jahr 1983 feierte man das einhundertjährige Bestehen des Hospitalgebäudes.
Vor dem Bundessozialgericht in Kassel und dem saarländischen Landessozialgericht kam es im Jahr 1991 zu einem Vergleich zwischen der Regierung des Saarlandes und den Kostenträgern. Neue Fachabteilungen sollten den Fortbestand des Krankenhauses sichern. Deshalb wurden die Psychiatrie und die geriatrische Rehabilitation eingerichtet.
Das Kinderheim im „Schwarzen Schloss“ wurde bis Februar 1992 abermals renoviert. Am 31. März 1992 schloss das Belegarztkrankenhaus.
Damit einher ging ein Umbau und eine grundlegende Sanierung des Krankenhausgebäudes. Das Nikolaushospital wurde zur Fachklinik für geriatrische Rehabilitation mit 60 vollstationären Betten und zehn Tagesklinikplätzen ausgebaut. Darüber hinaus werden 20 Belegarztbetten in den Fachrichtungen Innere Medizin und Orthopädie vorgehalten. Die Inbetriebnahme konnte am 4. Oktober 1993, die Eröffnung der geriatrischen Fachklinik erfolgen am 10. Dezember 1993. Bereits im Juli 1992 waren die Borromäerinnen in die neue Klausur im ehemaligen Altenheim einzogen. Am 8. März 1995 begannen die Gründungsarbeiten zum Bau der Psychiatrischen Fachklinik. Die Verwaltung konnte im Jahr 1996 in die neu renovierten Räume des ehemaligen Kindergartens und des Altenheimes einziehen. Am 5. Mai 1997 erfolgte die erste Aufnahme aus dem psychiatrischen Landeskrankenhaus Merzig, da dieses Haus bis zum Jahr 1998 im Rahmen eines Dezentralisierungsplanes vollständig aufgelöst werden sollte. Die feierliche Einweihung der Fachklinik für Psychiatrie und Psychotherapie beging man am 20. Juni 1997. Die Eröffnung einer psychiatrischen Tagesklinik in Lebach erfolge am 27. November 1997. Im Folgejahr 1998 konnte man am 20. März das 150. Jubiläum des Einzuges der Borromäerinnen in Wallerfangen feiern.
Aktuell betreibt die Stiftung ein Altenheim, ein Kinderheim, eine Fachklinik für Geriatrie sowie eine Fachklinik für Psychiatrie und Psychotherapie. Die Sophienstiftung ist heute der größte Arbeitgeber in Wallerfangen. Die Schwestern der Borromäerinnen verließen am 9. Dezember 2022 nach 174 Jahren Tätigkeit Wallerfangen als Wirkungsstätte. Im Rahmen eines Pontifikalamtes in der Pfarrkirche St. Katharina mit dem Trierer Weihbischof Franz Josef Gebert wurden die letzten beiden Ordensschwestern am 6. Dezember verabschiedet. Die beiden letzten verbliebenen Schwestern, Sr. Claudia Meyer und Sr. Waltraud Schnitker kehrten ins Mutterhaus nach Trier zurück. Der Konvent in Wallerfangen wurde aufgelöst.
Hospitalskapelle

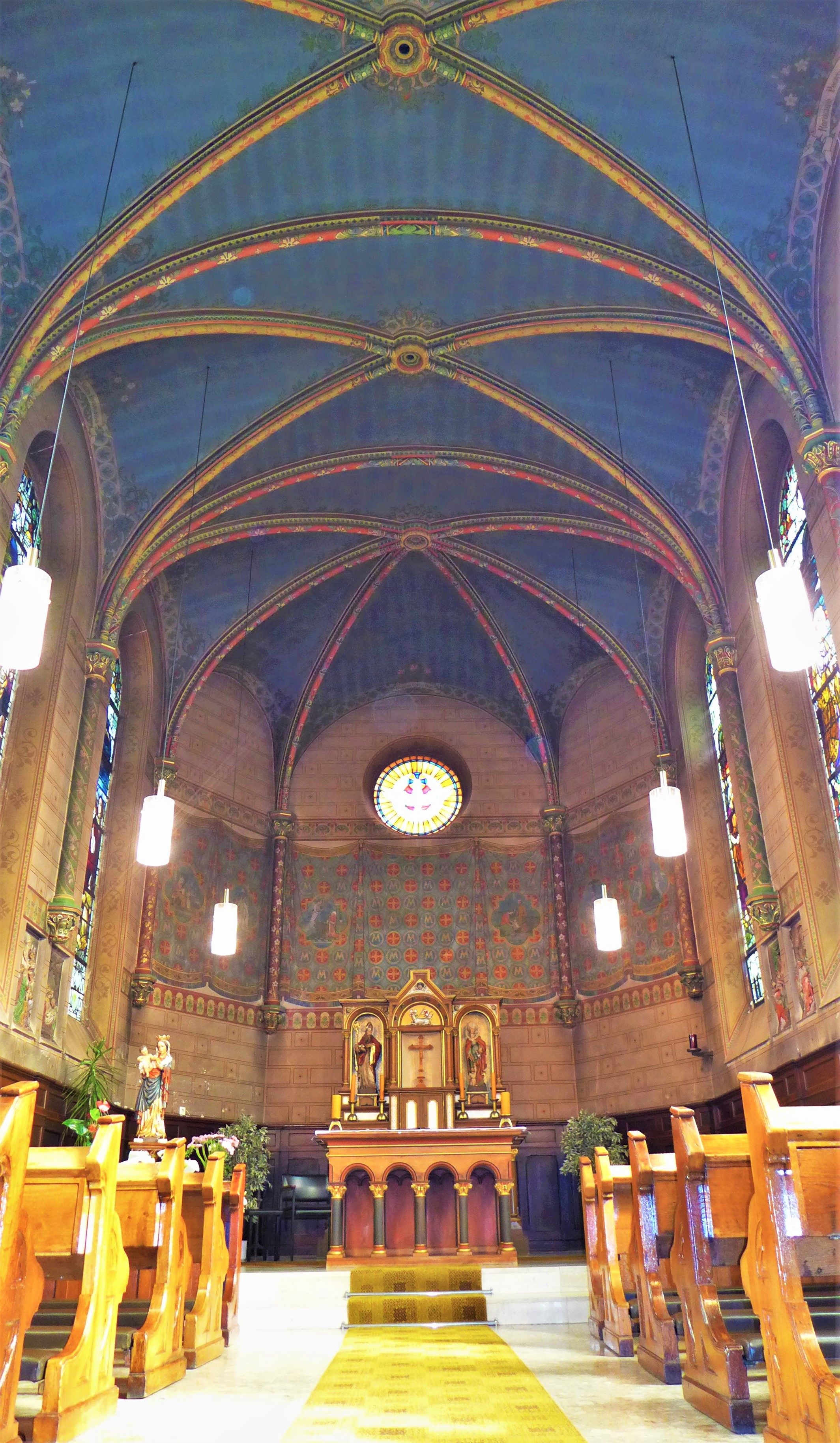
Wallerfangen, Krankenhauskapelle im neoromanischen Stil mit bauzeitlicher Ausmalung

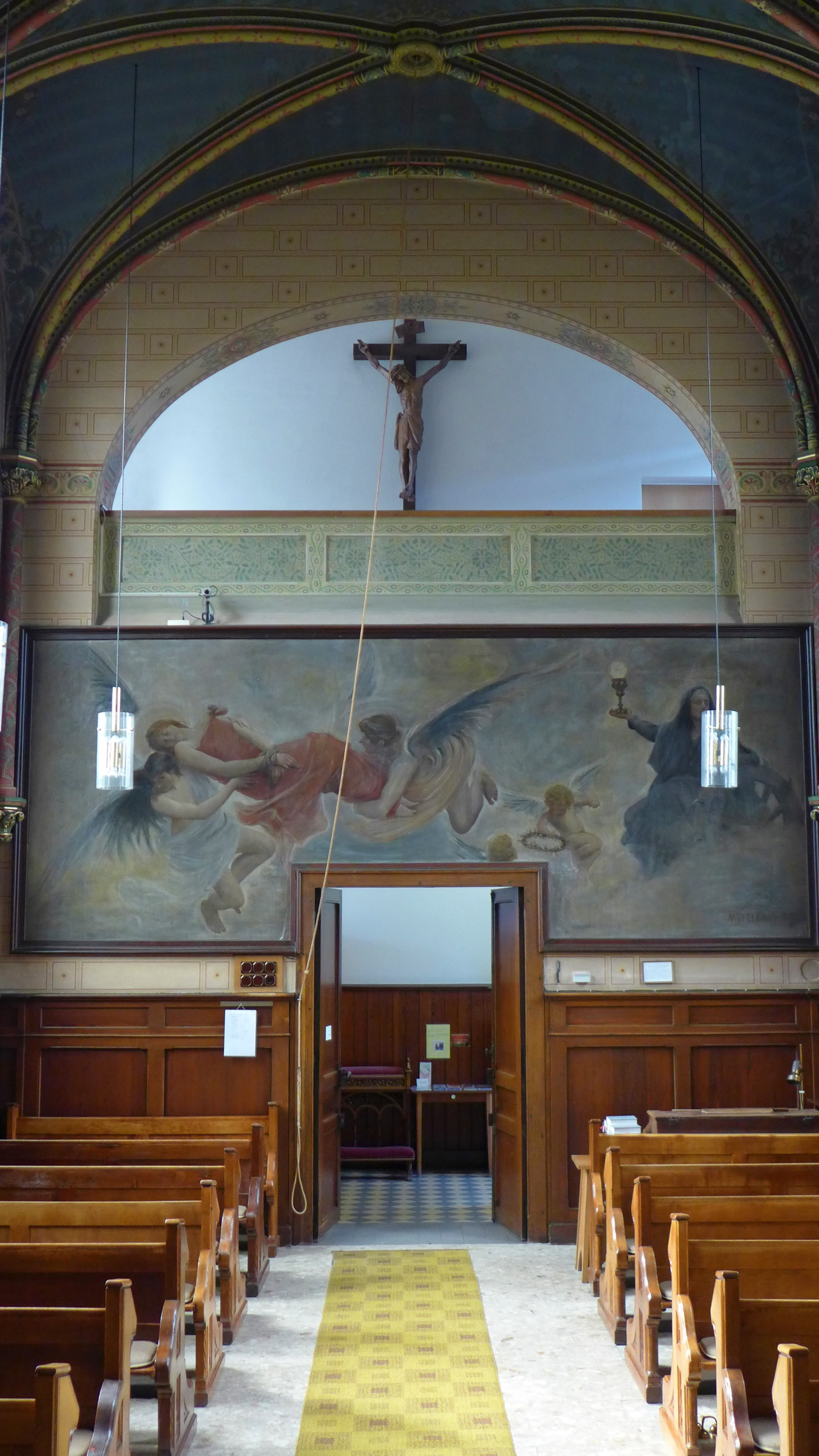
Wallerfangen, Hospitalkirche St. Nikolaus, Ölgemälde mit dem Martyrium der hl. Katharina von M. Villeroy (1887/1888)

Die am 1. Mai 1885 eingeweihte neoromanische Kapelle des Hospitals mit historistischer Innenausstattung besitzt vier Fensterachsen und ein Rundfenster im dreiseitig abgeschlossenen Chor. Eine Eingangshalle leitet in den Sakralraum ein. Darüber befindet sich eine Empore, die sich in einem Korbbogen zum Kapellenraum öffnet. Die Joche werden von Kreuzrippengewölben gebildet, die auf Diensten ruhen. Unterhalb der Dienste befinden sich in hochrechteckigen, ungerahmten Feldern die Reliefs eines Terrakotta-Kreuzweges. Die Reliefs sind farbig gefasst, jedoch hat ihre Fassung durch Übermalung und anschließende Freilegung gelitten. In der Hospitalskapelle hat sich eine reiche qualitätvolle Innenausmalung aus dem Jahr 1907 mit Darstellungen aus dem Marienleben erhalten. Sie war in der „Purifizierungswelle“ der Nachkriegszeit weiß überstrichen worden und konnte bei einer Restaurierung wieder freigelegt werden. Die Apsisteppichmalerei aus Kreuzmedaillons und der Marien-Initiale zeigt in Rahmen aus stehenden Vierpässen mit Spitzen eines Quadrates v. l. n. r. die Marienschule (die hl. Anna unterweist die kleine Maria), die Hochzeit von Maria und Josef, die Pietà-Szene (Maria hält den gekreuzigten Jesus auf ihrem Schoß), Mariä Verkündigung, die Geburt Jesu im Stall von Bethlehem sowie die Himmelfahrt Mariens. In den Gewölben des Langhauses enthalten Spruchbänder marianische Anrufungen der Lauretanischen Litanei:
Vom Eingang links zur Apsis:
- Regina Angelorum (Königin der Engel)
- Consolatrix Afflictorum (Trösterin der Betrübten)
- Salus Infirmorum (Heil der Kranken)
- Mater Salvatoris (Mutter des Heilands)

Vom Eingang rechts zur Apsis:
- Regina Patriarcharum (Königin der Patriarchen)
- Refugium Pecatorum (sic!) (Zuflucht der Sünder)
- Regina Virginum (Königin der Jungfrauen)
- Mater Creatoris (Mutter des Schöpfers)

Die Banderolen der Apsis sind der Heiligsten Dreifaltigkeit gewidmet (v. l. n. r.):
- Fili Redemptor Mundi Deus (Gottsohn, Erlöser der Welt)
- Pater de Coelis Deus (Gott, Himmelsvater)
- Spiritus Sancte Deus (Gott, Heiliger Geist)

Die Sockelzone des Innenraumes ist holzvertäfelt. Ein großformatiges Ölgemälde von M. Villeroy aus den Jahren 1887/1888, das das Martyrium der Wallerfanger Pfarr- und ehemaligen Klosterpatronin Katharina von Alexandrien thematisiert, schmückt die Eingangswand der Hospitalkirche unterhalb der Empore. Der Hintergrund der dargestellten Szenen ist als Gewölk dargestellt und deutet so auf eine himmlische Sphäre hin. Rechts sieht man in dunklen, nonnenartigen Gewändern die sitzende heilige Katharina. Während sie sich mit dem linken Arm auf das Marterrad mit scharfen Klingen stützt und leidensverachtend auf es herunterzublicken scheint, reckt sie mit ihrer Rechten einen prunkvollen Kelch empor, über dem eine strahlende Hostie erscheint. Ein schmaler Nimbenreif schwebt als Zeichen der Heiligkeit über Katharinas Kopf. Die symbolträchtige Darstellung kann als Zeichen des Sieges der christlichen Werte über die gottlose Gewalt des Heidentums gedeutet werden. Zu Füßen der Heiligen hält ein schwebender Putto die Dornenkrone als Zeichen der Leidensnachfolge Christi durch Katharinas Martyrium.
In der Mitte und im linken Teil des Gemäldes tragen schwebende Engel mit großdimensionierten Flügeln, deren Körper nur von wallenden Stoffbahnen umschlungen sind, den leblosen Körper der zu Tode gemarterten Katharina. Der Leib der jugendlichen Heiligen ist mit rotem Stoff als Hinweis auf ihre blutige Hinrichtung umwickelt, ihr Handgelenke sind noch mit Stricken gefesselt. Um Katharinas Haupt strahlt ein goldfarbener Scheibennimbus. Die Szene stellt die Übertragung der sterblichen Hülle Katharinas durch Engel zum Berg Sinai dar.
Die vom Eingang aus gesehen ersten beiden Joche weisen in ihren Rundbogenfenstern eine schlichte Nachkriegsverglasung in gelblichen Farbtönen mit violetten Akzenten auf. Das erste Fenster links des Eingangs trägt die Inschrift „Heilige Familie“. Zentral zeigt es das Christogramm als Symbol Jesu, zwei Lilien als Zeichen der Keuschheit Josefs und Mariens sowie eine Spindel als Hinweis auf die handarbeitliche Tätigkeit der Mutter Jesu und eine Axt als Hinweis auf den Zimmermannsberuf Josefs. Das folgende Fenster links des Eingangs enthält im Mittelpunkt einen goldenen Kronreif und darunter die lateinische Inschrift „humilitas“ (dt. Demut), das Motto der Borromäerinnen. Im Zentrum des sich rechts vom Eingang befindenden Fensters steht die Inschrift „St. Nikolaus“, darüber in Gold ein Bottich, eine Bischofsmitra und ein Krummstab als Symbole des heiligen Bischofs Nikolaus von Myra, der der Schutzpatron des Hospitals ist. Im Nachbarfenster verdeutlichen Weinranke, Brotkorb und Schenkkanne die karitative Haltung der heiligen Elisabeth von Thüringen, worauf auch die Inschrift „St. Elisabeth“ hinweist.
In den nächsten beiden Joche zur Apsis hin hat sich die historistische Verglasung erhalten. Auf der vom Eingang gesehen rechten Seite ist die Verkündigung der Geburt Jesu durch den Erzengel Gabriel an Maria sowie die Heilige Familie dargestellt. Auf der vom Eingang gesehen linken Seite stellt der Künstler in zwei Fenstern die Wunderbare Brotvermehrung durch Jesus sowie die Hinwendung Jesu zu den Kindern dar. Alle dargestellten Szenen sind in romanisierende Rahmen gestellt, die in einer pittoresken Kuppeltürmchenarchitektur gipfeln.
Die Innenausstattung ist nicht mehr original. Bei der Restaurierung wurden historistische Altarteile aus anderen Kirchen neu positioniert. Der Zelebrationsaltar ist an seiner Vorderseite durch eine Bogengalerie mit vier Bögen auf fünf Pfeilern gegliedert. Der neoromanische Hochaltar zeigt im Altarstipes ein Relief mit der berühmten Mailänder Abendmahlsszene nach Leonardo da Vinci vom Ende des 15. Jahrhunderts im Refektorium des Dominikanerklosters Santa Maria delle Grazie. Der Altaraufsatz ist dreiteilig gestaltet und zitiert Reliquienschreine der Romanik. Alle drei Nischen weisen Rahmungen mit Runddiensten auf. Der mittlere Teil enthält im unteren Bereich den Tabernakel mit zwei Flügeltüren. Darüber befindet sich eine hochrechteckige Expositoriumsnische für die Aufstellung des Altarkreuzes oder der Monstranz. Darüber erhebt sich in einem Rundbogen die Darstellung des apokalyptischen Lammes mit Siegesfahne. Die Archivolte ist mit Putten geschmückt. Ein weiterer Putto ist im Dreiecksfeld über dem Bogen positioniert, weitere Putten in den Zwickeln der Flankennischen. Die seitlichen Nischen bergen die Statuen des Hospitalpatrons Nikolaus von Myra (links) sowie der heiligen Elisabeth von Thüringen (rechts). Die Figuren der Altarnischen sowie eine weitere Marienfigur, die im Apsisbereich auf einem Podest aufgestellt wurde, sind neuzeitlich und dem historisierenden alpinen Kunstschnitzerwesen zuzuordnen.

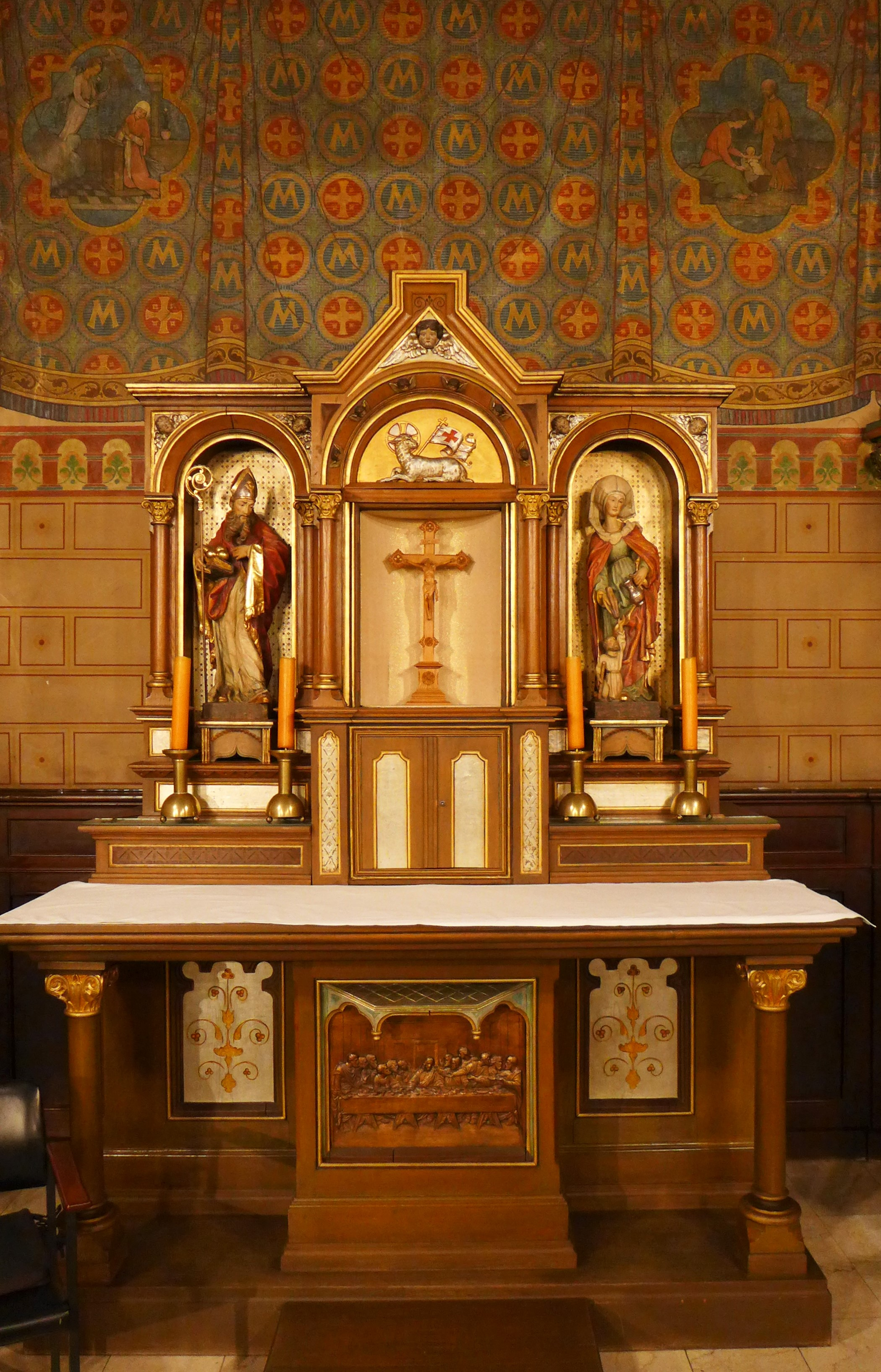
Wallerfangen, Hospitalkapelle, Hochaltar
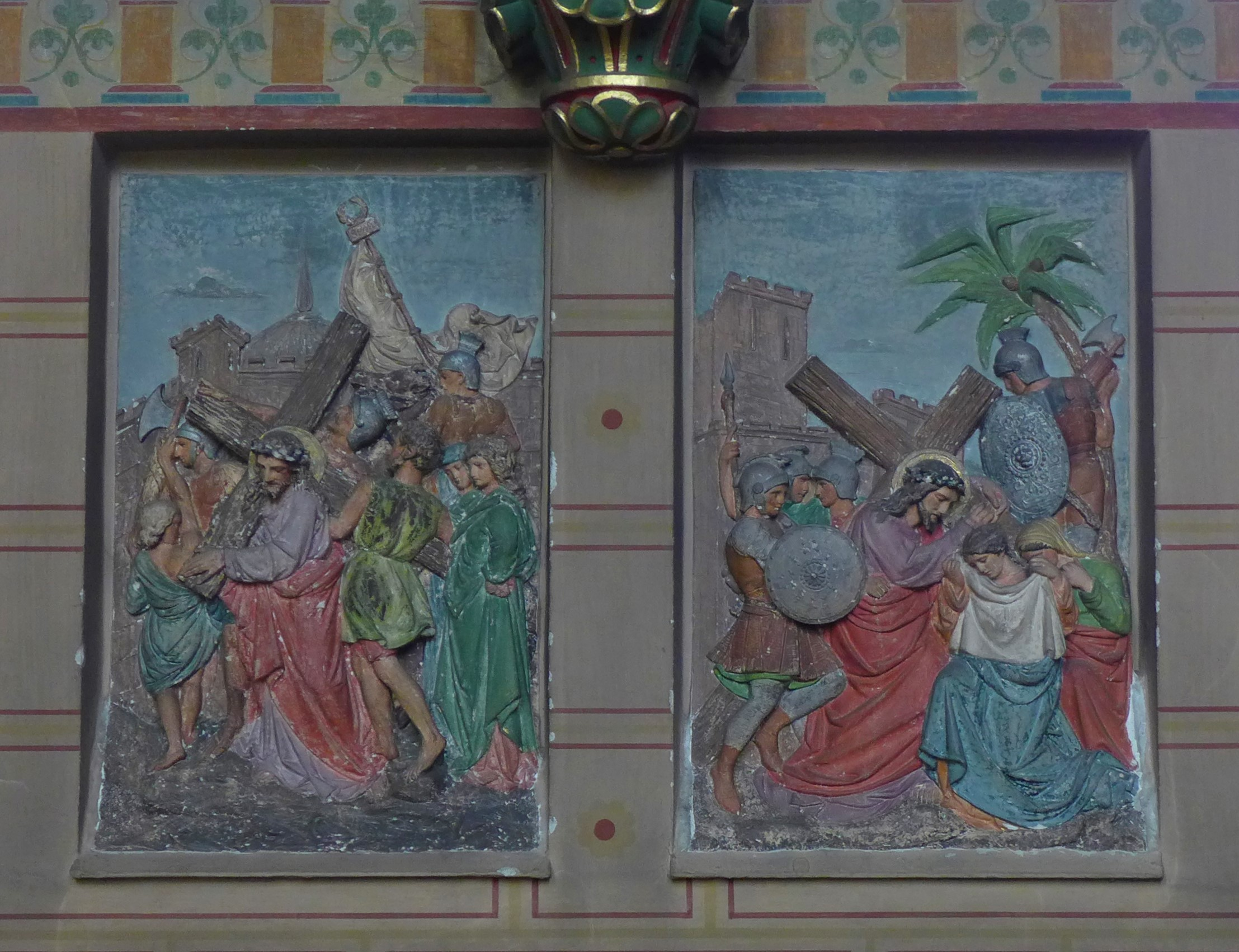
Wallerfangen, Hospitalkapelle, Kreuzwegstationen
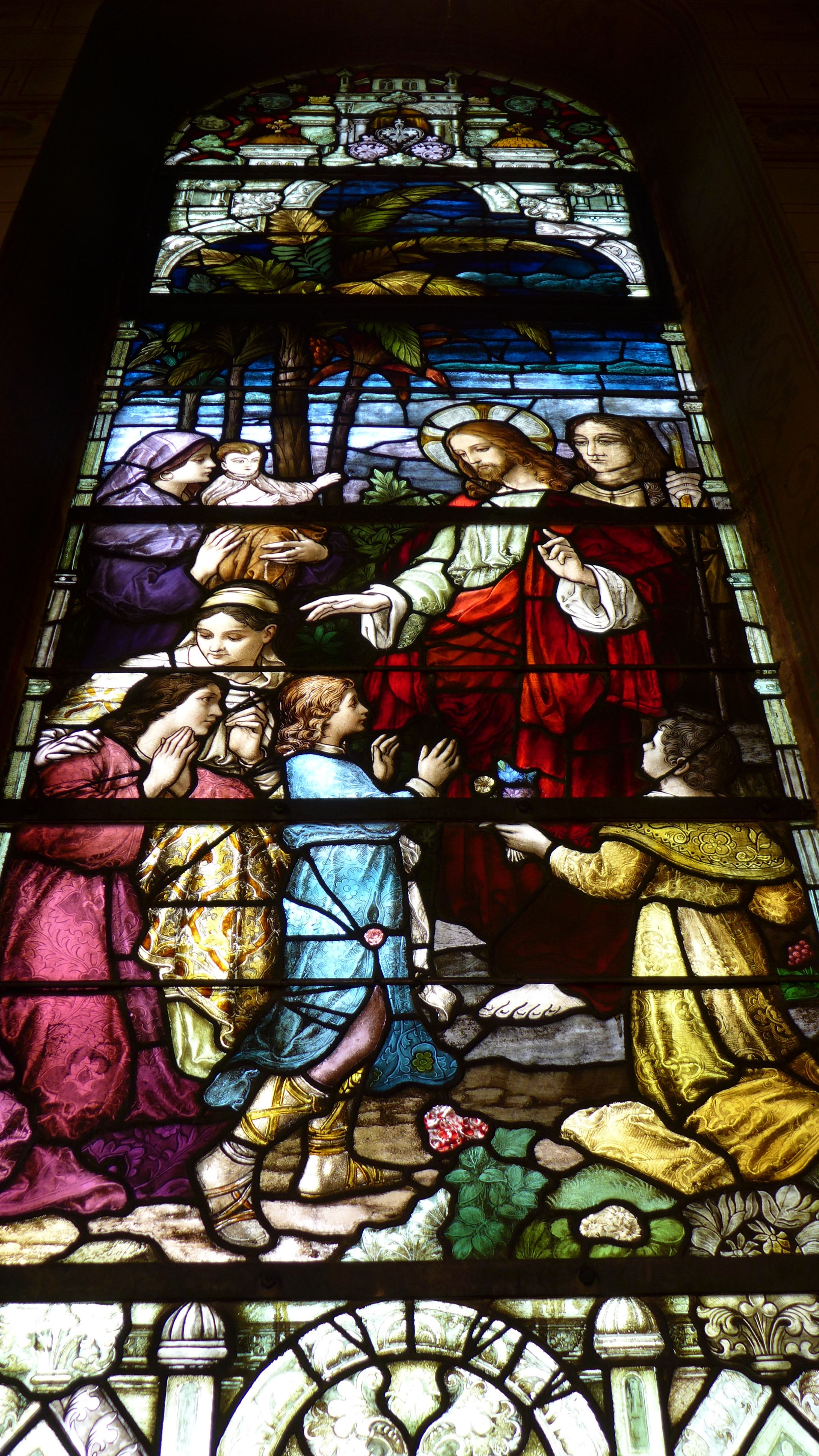
Wallerfangen, Hospitalkapelle, Fenster „Jesus segnet die Kinder“
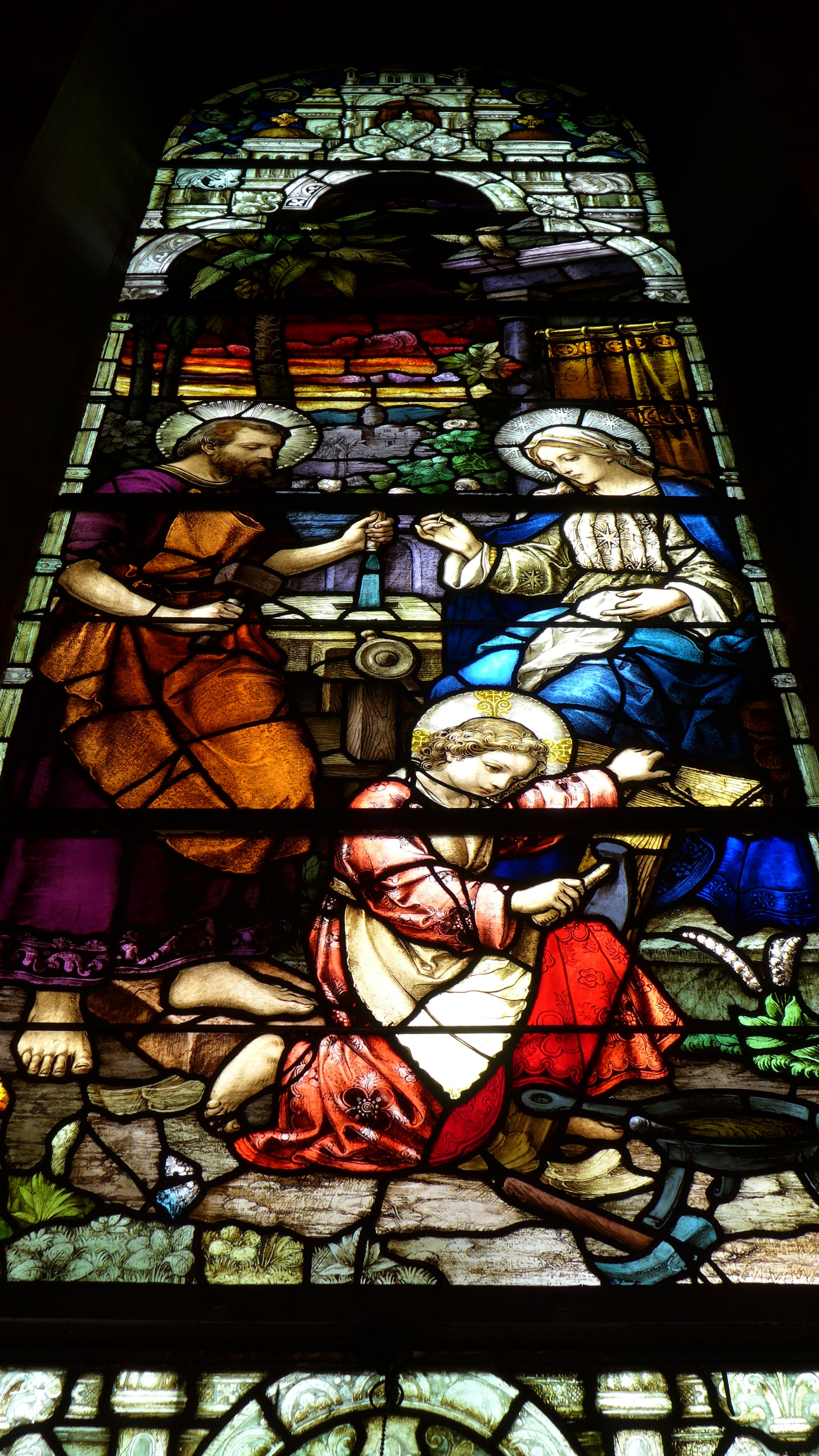
Wallerfangen, Hospitalkapelle, Fenster „Die heilige Familie in Nazareth“
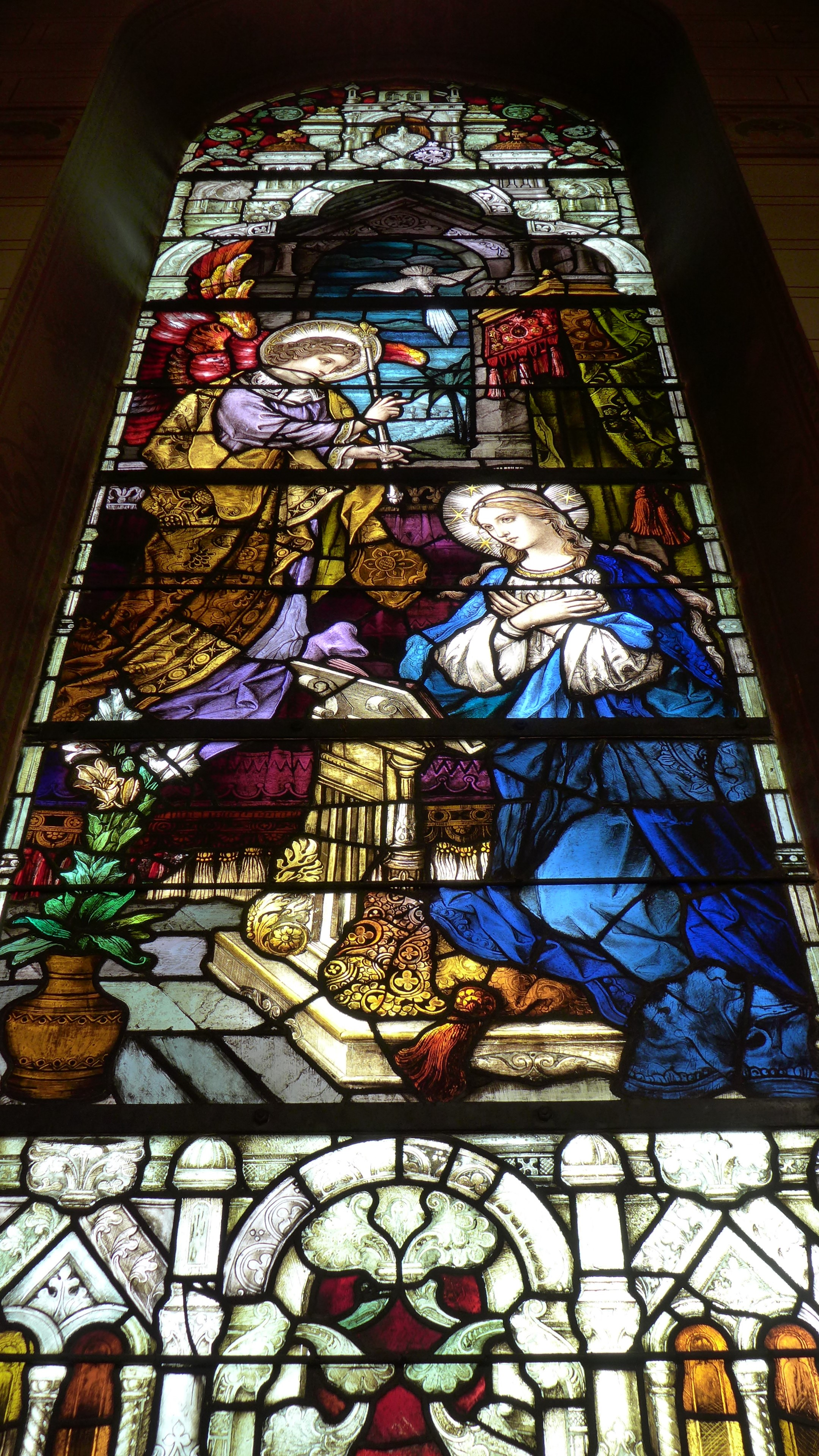
Wallerfangen, Hospitalkapelle, Fenster „Verkündigung“
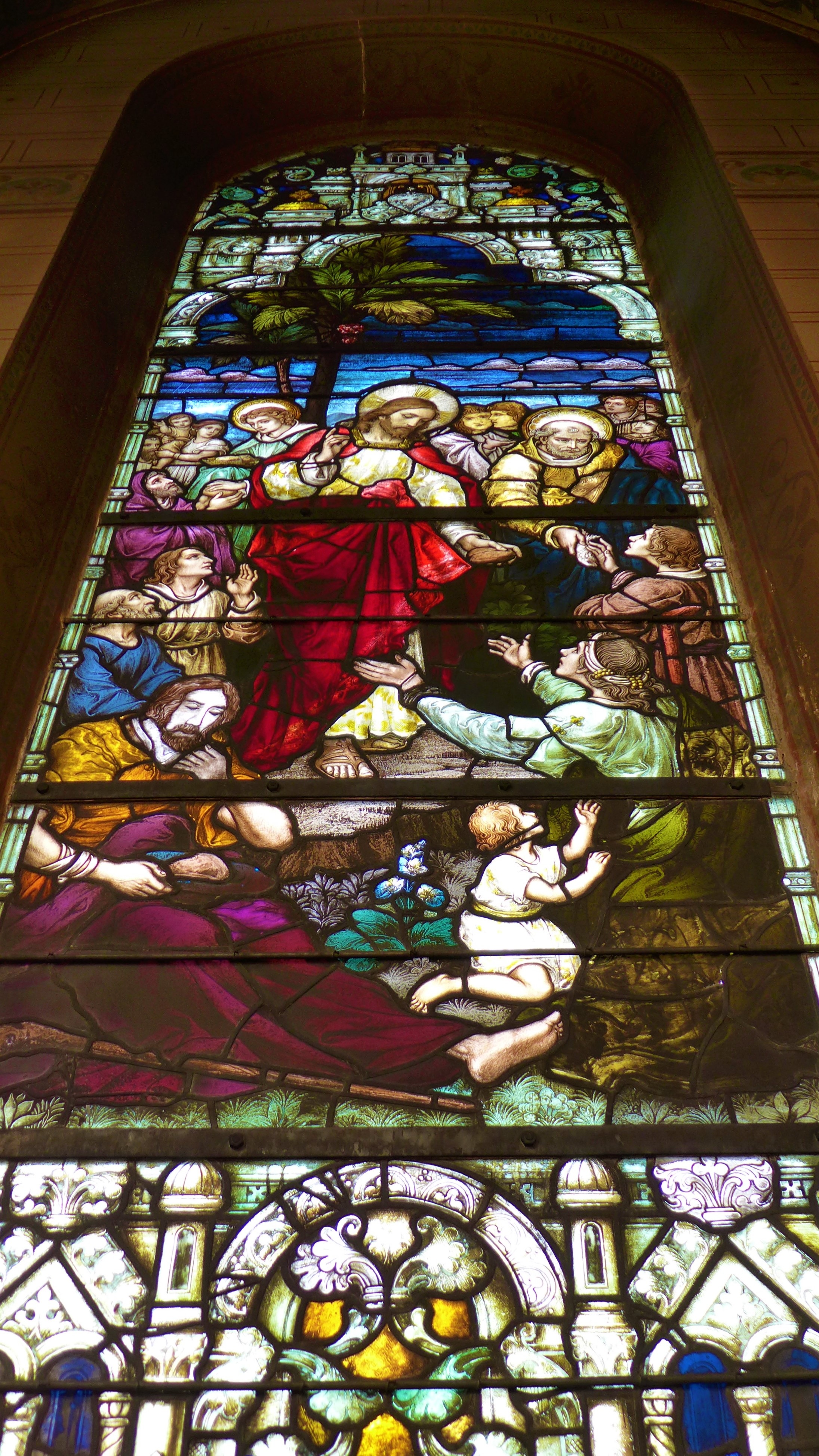
Wallerfangen, Hospitalkapelle, Fenster „Brotvermehrung“
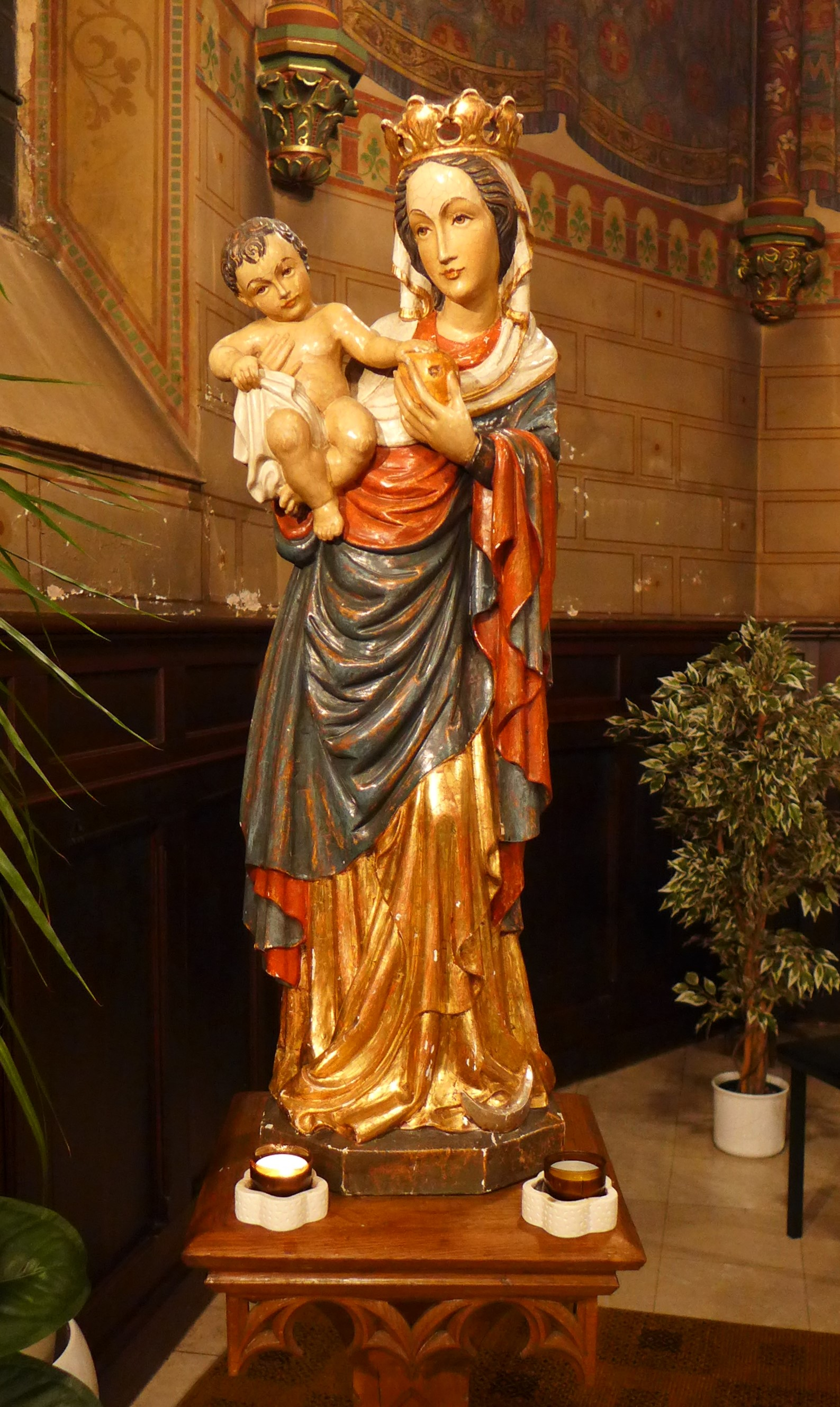
Wallerfangen, Hospitalkapelle, Marienfigur

Oberinnen im St. Nikolaus-Hospital
Im Wallerfanger Hospital wirkten folgende Borromäerinnen als Oberinnen:
- S. Maria Hildegard Meyer: 20. März 1848 – 1854
- S. Maria Laurentine Altenkirch: 26. April 1854 - 4. Mai 1880
- S. Maria Eligia Deimel: 30. Juli 1880 - 20. Oktober 1914
- S. Maria Anna Surges: 21. Oktober 1914 - 13. Juni 1924
- S. Maria Martha Felberg: 23. Juni 1924 - 15. Oktober 1930
- S. Maria Emmanuel Krebs: 23. Oktober 1930 - 28. Dezember 1932
- S. Maria Servatia Bierbrauer: 28. Dezember 1932 - 7. Dezember 1935
- S. Maria Carola Niehsen: 25. März 1936 - 30. August 1939

Schließung des Hauses infolge der Evakuierung der Roten Zone am 30. August 1939 / Stufenweise Wiederaufnahme des Betriebes ab August 1940
- S. Maria Giswalda Schuler: 18. September 1940 - 9. November 1943
- S. Maria Aloysia Grewe: 11. November 1943 - 31. Januar 1950
- S. Maria Elisabeth von Kesselstatt: 31. Januar 1950 - 23. April 1956
- S. Maria Elfriede Schneiders: 2. Mai 1956 - 30. April 1962
- S. Maria Rosa Munkes: 9. Mai 1962 bis 20. Juni 1970
- S. Maria Irmine Krütten: 3. August 1970 - 21. Oktober 1976
- S. Maria Theresina Stilz: 30. Oktober 1976 - 7. November 1983
- S. Maria Andrea Horsch: 11. November 1983 - 7. Januar 1985
- S. Maria Gerlindis Bank: 18. Januar 1985 - 5. Januar 1988
- S. Maria Leontia Hermanns: 13. Januar 1988 - 22. August 1993
- S. Maria Astrid Meyer: 23. August 1993 - 9. September 2020

#### Schlossbauten im 19. Jahrhundert

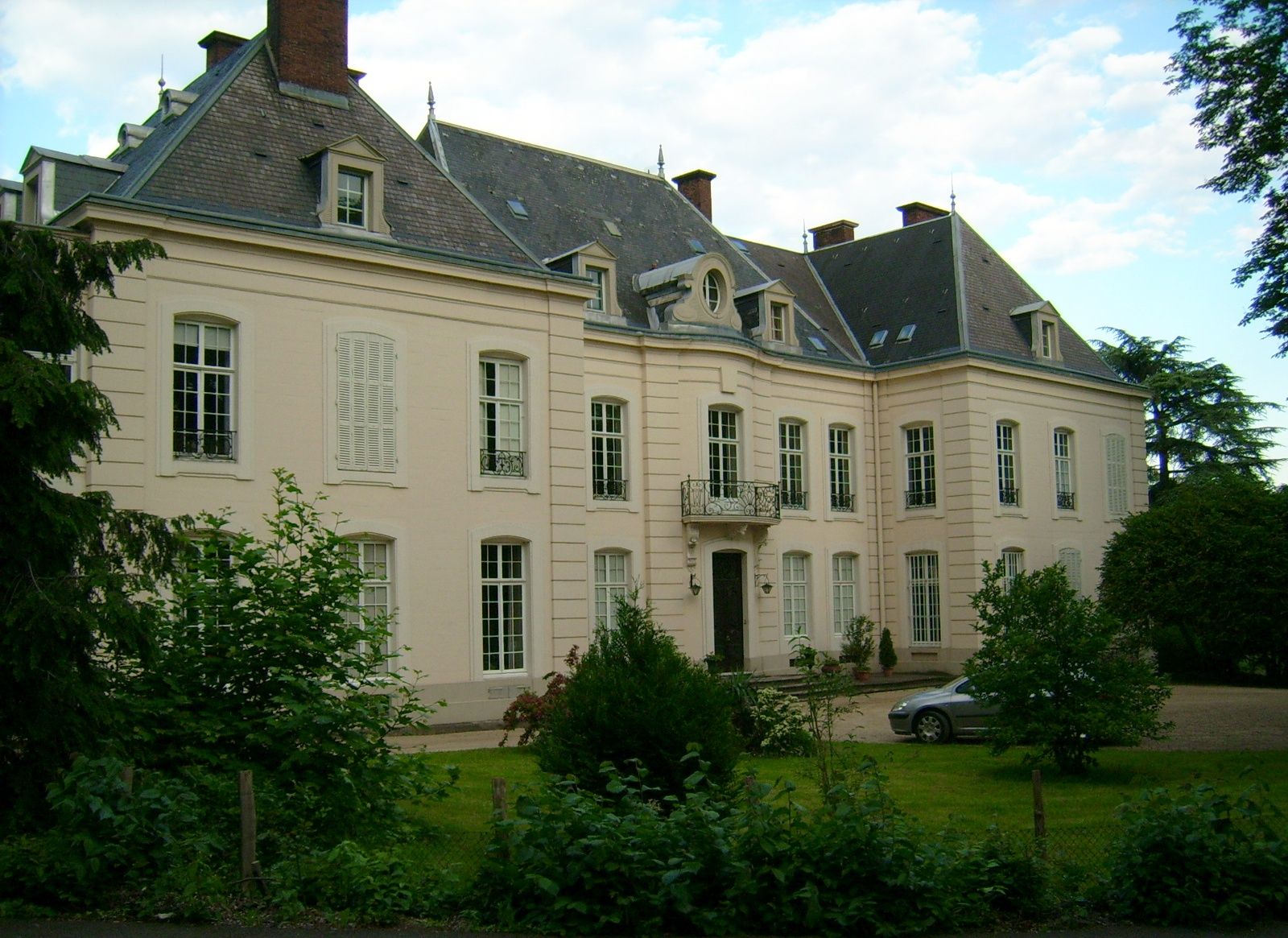
Schloss Villeroy de Galhau im Ortsteil Niederlimberg
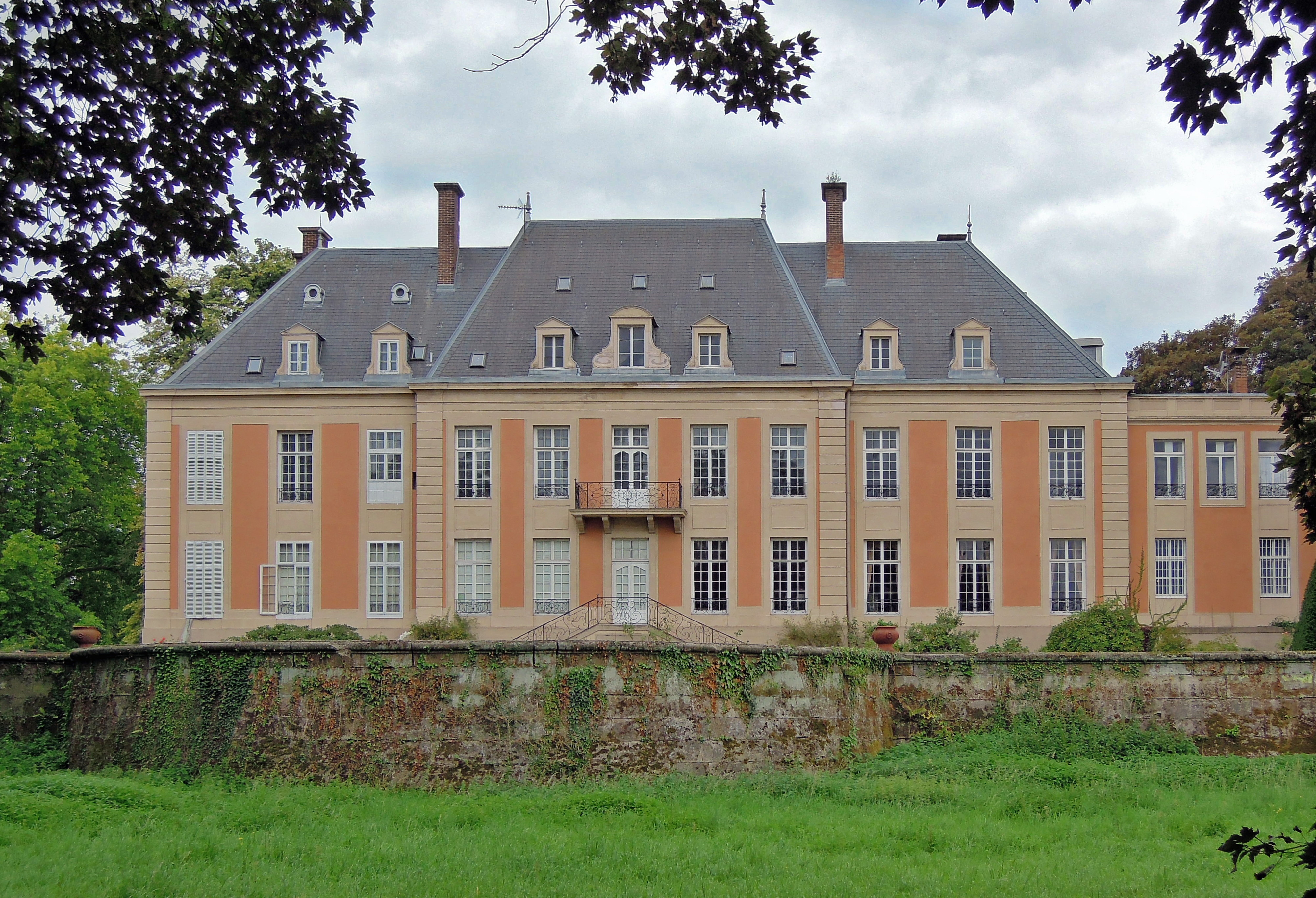
Schloss Villeroy de Galhau, Saarfront
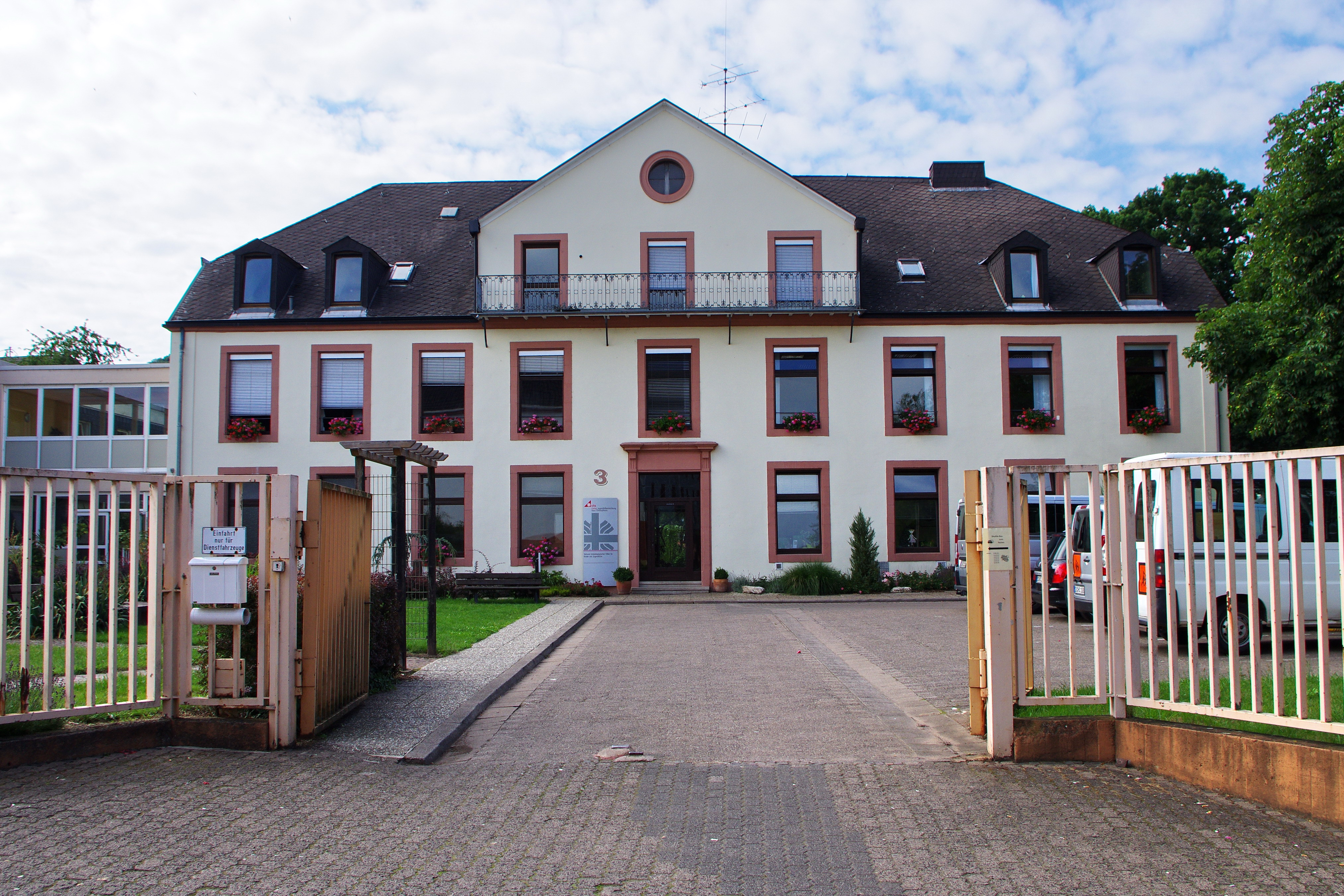
Fabvier’sches Schloss am ehemaligen Fabrikplatz
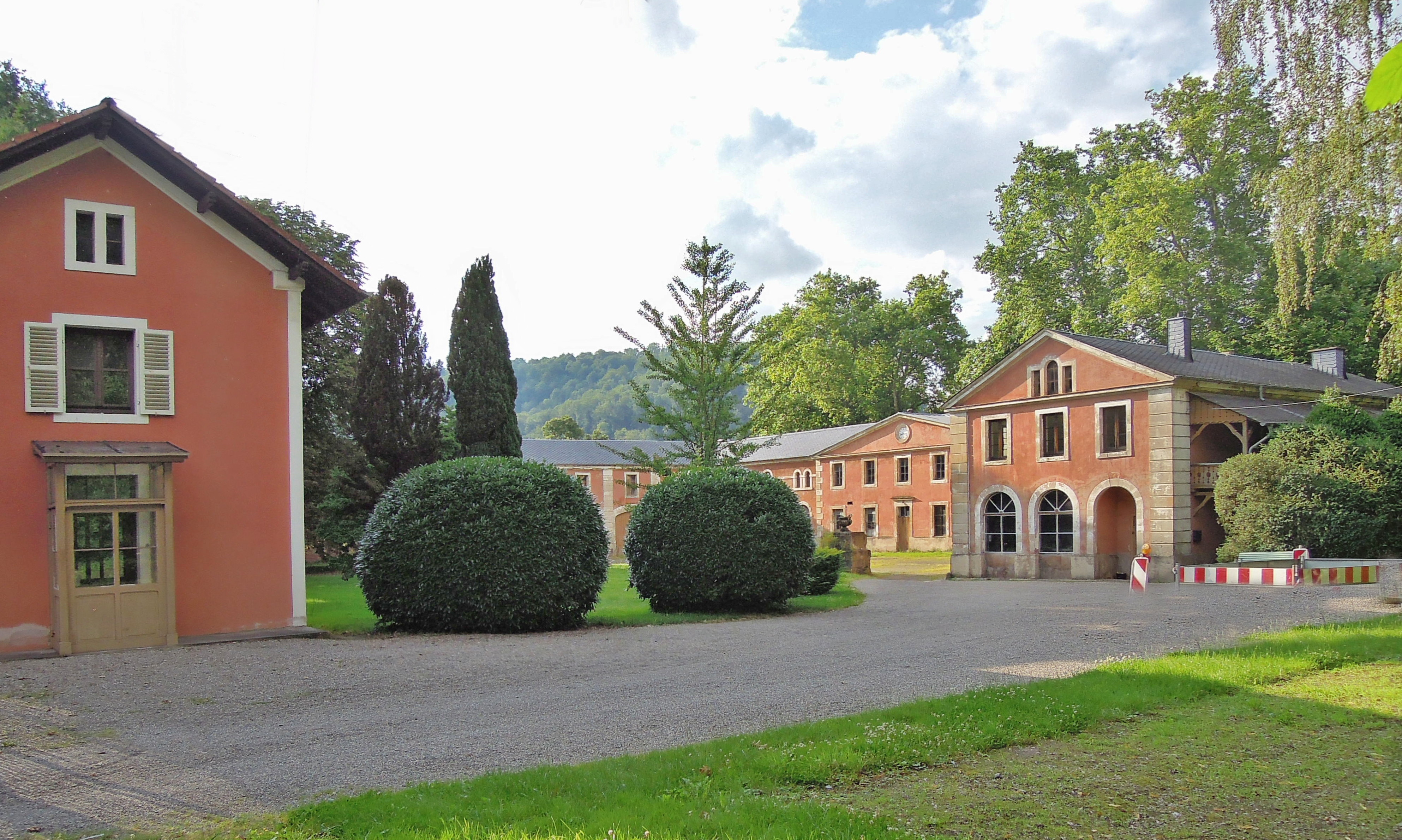
Verbliebene Wirtschaftsgebäude des (zerstörten) Papen’schen Schlosses
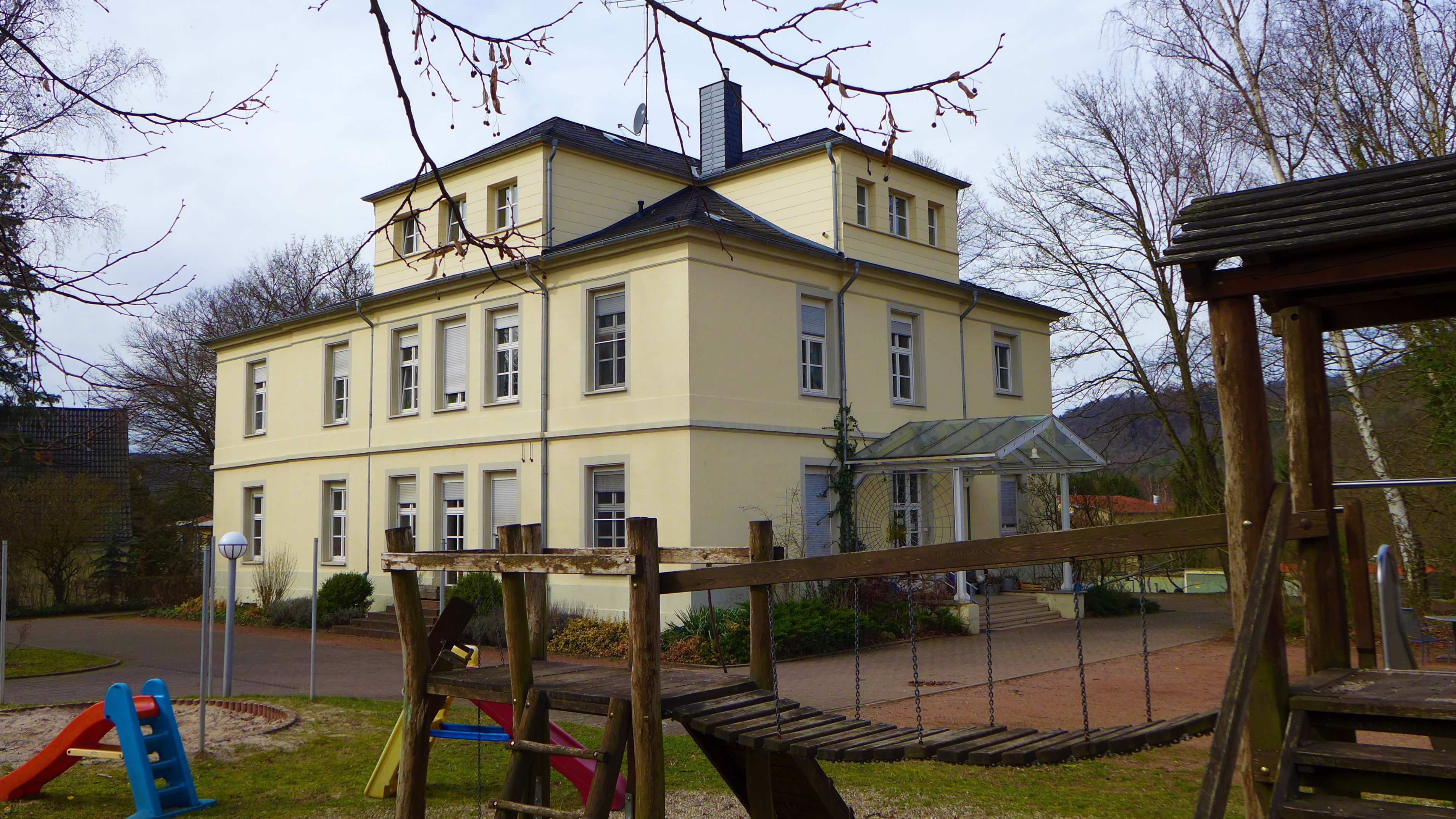
Wallerfangen, sogenanntes „Schwarzes Schloss“, jetzt Kinderheim

In und bei Wallerfangen entstanden mehrere kleine Schlösser:

##### Schloss Villeroy de Galhau

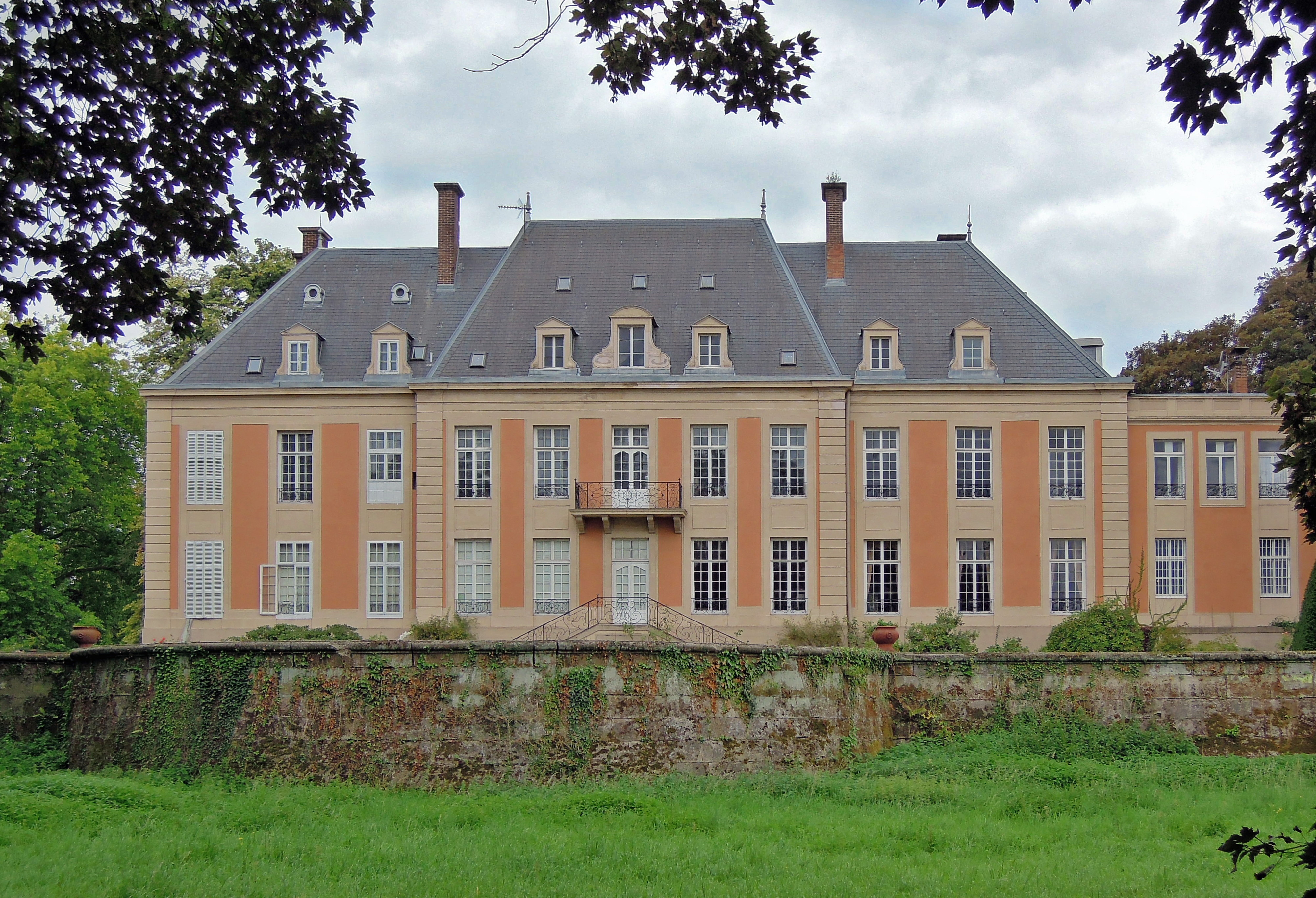

Das Schloss am Wallerfanger Ortseingang (von Dillingen her kommend) ist ein im Stil französischer Landschlösser des Klassizismus errichteter zweigeschossiger Bau. Das Anwesen auf der Gemarkung Niederlimberg besteht aus einem fünfachsigen Mittelbau mit vorgewölbter Eingangsachse und je dreiachsigen vorspringenden Seitenrisaliten. Über dem Eingang befindet sich ein von Konsolen getragener Balkon mit schmiedeeisernem Geländer. Die hochrechteckigen Fenster sind von farbig abgesetzten Wandflächen getrennt. Breite Ecklisenen betonen die Ausmaße des Gebäudes. Ein breites Traufgesims schließt den Baukörper oben ab, unten wurde ein hohes Sockelgeschoss angelegt. Kassetten trennen die Fenster vertikal. Der nördliche Anbau stammt aus der Mitte des 19. Jahrhunderts. Das Anwesen ist von einer Mauer mit Tor eingefasst. An der Straße steht ein eingeschossiges Nebengebäude mit hohem Walmdach.
An der Stelle des jetzigen Schlosses Villeroy befand sich bis zur Zerstörung des Ortes im Jahr 1691 das Wallerfanger Kapuzinerkloster. Die Mönche mussten daraufhin in die Lisdorfer Au (Kapuzinerschanze an einer Saarfurt) umsiedeln. Das Kloster in Wallerfangen war während des Dreißigjährigen Krieges im Jahr 1628 mit der wirtschaftlichen Förderung des lothringischen Herzogs Karl IV. gegründet worden. Die Mönche waren hauptsächlich in der Krankenpflege tätig. Bereits im Jahr 1635 wurde die noch junge Klostergründung während der Eroberung Wallerfangens durch den kaiserlichen Generalleutnant und Feldzeugmeister Matthias Gallas erheblich in Mitleidenschaft gezogen. Der Wiederaufbau lief nur schleppend voran, sodass die finanziell geförderte Umsiedelung nach Saarlouis eine Chance bot. Im Jahr 1741 erwarben Georges Theodore Lasalle (* 11. Oktober 1689 in Saarlouis, † 19. Mai 1765 ebd.) und dessen Ehefrau Ursule Catherine (geb. Thiercet, * 1699, † 1749, Verheiratung am 14. November 1718 in Saarlouis) das ruinöse Anwesen, von dem nur noch die Kellergewölbe existierten.
Georges Theodore Lasalle gehörte als Steuerpächter unter König Ludwig XV. zu den Wohlhabenden der Umgebung. Durch Kauf hatte er mehrere Ländereien mit Herrschaftsrechten unter anderem in Bettingen und Limbach erworben. Im Jahr 1737 ließ er sich ein Stadthaus für seine Familie in Saarlouis (heute Haus Koch) errichten. In den Jahren von 1743 bis 1753 war Lasalle Pächter der Dillinger Hütte.
Auf den Ruinen des Wallerfanger Klosters errichtete man ab 1753 einen Herrschaftssitz, der sich heute im Besitz der Familie Villeroy befindet. Die Kellergewölbe des Kapuzinerklosters aus dem 17. Jahrhundert sind bis heute erhalten.
Die Familie Lasalle war im Zusammenhang mit dem Bau der Festungsstadt Saarlouis aus dem französischen Languedoc-Roussillon nach Lothringen gekommen. Jean Lasalle (* 1649 in Castelnaudary / heute im Département Aude, † 4. Dezember 1727 in Saarlouis) war etwa um 1680 als Schneider in die junge Stadt gelangt und hatte im Jahr 1683 die aus Wallerfangen stammende Elisabeth Deimer (oder Dimmer, 1657–1739) geehelicht. Neben der Schneiderei war Jean Lasalle auch als Gastwirt in Saarlouis tätig. Einer der sechs Söhne, Georges Theodore, wurde zum Stammvater des Familienzweiges an der Saar.
Der Sohn von Georges Theodore und Ursule Catherine de Lasalle, Albert de Lasalle (* 11. Mai 1722 in Saarlouis, † 26. Juni 1769 in Niederlimberg, bestattet in der alten Dillinger Pfarrkirche), übernahm zusammen mit seiner Frau Charlotte (geb. d’Osquet, 1733–1786) die elterlichen Güter in Bettingen, Limbach und Saarlouis, amtierte als Stadtrat und Stadtschöffe in Saarlouis und vermehrte sein Vermögen als Armeelieferant. Im Jahr 1755 wird er als „avocat en Parlement“, sowie als Lehensinhaber in Berus, Berweiler, Edelingen und eines Schmittenburgischen Unterlehens erwähnt. Ab 1757 war er Generalinspekteur der Drei Bistümer (Trois-Évêchés et de la Lorraine). Bei einer Versteigerung in Metz am 27. Mai 1763 war es ihm gelungen, die Herrschaft Dillingen zu erwerben, sodass er am 11. Juli 1763 auf Empfehlung des Trierer Kurfürsten Johann IX. Philipp von Walderdorff durch den deutschen Kaiser Franz I. Stephan als Freiherr in den deutschen Adelsstand erhoben wurde. Dieses Adelsprädikat wurde nach dem Anschluss Lothringens an Frankreich im Jahr 1766 als erbliches Adelsprädikat anerkannt. Im selben Jahr verlieh ihm die Reichsstadt Köln ihr Rats- und Bürgerschaftrecht. Als er im Jahr 1769 im Schloss in Niederlimberg starb, wurde er auf eigenen Wunsch hin in der alten Dillinger Luzienkirche bestattet.
Eine lateinische Inschrift in der Turmhalle des Nachfolgebaues der Luzienkirche, der heutigen Dillinger Pfarrkirche St. Johann, erinnert an ihn. Albert de Lasalles Ehefrau Charlotte verkaufte am 3. April 1787 die Baronie Dillingen an den Baron Phillipp Wilhelm Justus von Mandell. Beider Sohn Nicolas Theodore Antoine Adolphe de Lasalle (* 12. November 1762 in Saarlouis,
† 9. März 1803 in Paris) konnte die Stellung der Familie weiter ausbauen. Er übernahm sämtliche elterlichen Güter (ohne die 1787 verkaufte Herrschaft Dillingen) in Saarlouis, Wallerfangen, Berus und Limbach und wurde Miteigentümer der Glashütte in Neuforweiler. Bereits im Alter von 22 Jahren, im Jahr 1784 wurde er zum „Président lieutenant géneral civil et criminel et de la police au bailliage et siège présidial de Sarrelouis“ und zwei Jahre später zum königlich-französischen Rat ernannt. Im Revolutionsjahr 1789 sandte man den sechsundzwanzigjährigen Lasalle als Abgeordneten der Bailliage Saarlouis für den dritten Stand zur Versammlung der Generalstände nach Versailles bzw. nach Paris. Nach dem Ende seines Mandats kehrte er nach Wallerfangen zurück, wo er mit seiner Gattin Emilie (geb. Proa, † 1794) lebte. Hier wurde Nicolas Theodore Antoine Adolphe de Lasalle im Jahr 1793 zum Maire von Wallerfangen ernannt. Aufgrund eines Aufenthaltes in Köln setzte man ihn auf die berüchtigte Emigrantenliste. Lasalle behauptete allerdings, sich nur aus Geschäftsgründen in Köln aufgehalten zu haben. Nach erneuten Konflikten mit der französischen Regierung musste Lasalle aus Wallerfangen nach Köln fliehen. Hier gab es Konflikte mit anderen Emigranten, die ihn als verkappten Jakobiner beim Kölner Magistrat denunzierten. Am 5. August 1797 schließlich wurde Lasalle aus der Emigrantenliste gestrichen und durfte nach Wallerfangen zurückkehren. Einen Ruf als Hauptverwalter der Finanzen der französischen Armee im Ägypten-Feldzug im Dezember 1799 lehnte er ab. Er starb wenige Jahre später am 3. März 1803 in Paris.
Mit seinem Tod kam das Niederlimberger Anwesen an den Familienzweig Lasalle-Louisenthal. Der Begründer dieser Linie, Jean Baptiste François de Lasalle de Louisenthal (* 21. Februar 1726 in Saarlouis,
† 14. März 1803 in Merten), hatte am 28. Oktober 1765 in der Dillinger Schlosskapelle die Saarlouiserin Gertrud Schmitt (1740–1808) geheiratet. Der dritte Sohn aus dieser Ehe, François Albert (1769–1858), heiratete im Jahr 1795 Sophie Elise de Galhau. Sophie Elise war die Tochter von Christophe de Galhau und der Saarlouiserin Barbara Schmitt, Schwester von Gertrud Schmitt. Somit war das Paar Cousin und Cousine. Zunächst wohnten die jungen Eheleute in Fremersdorf. Nach dem Tod von Nicolas Theodore Antoine Adolphe de Lasalle im Jahr 1803 zogen die beiden von Fremersdorf in dessen Schloss nach Wallerfangen-Niederlimberg.
Die jüngste Tochter von Sophie Elise und François Albert, Barbe Céphalie de Lasalle de Louisenthal (1799–1870) verheiratete sich mit dem Metzer Henry Thierry († 1850). Beide zogen in das Niederlimberger Schloss. Barbe Céphalie sollte ihren Ehemann um 20 Jahre überleben.

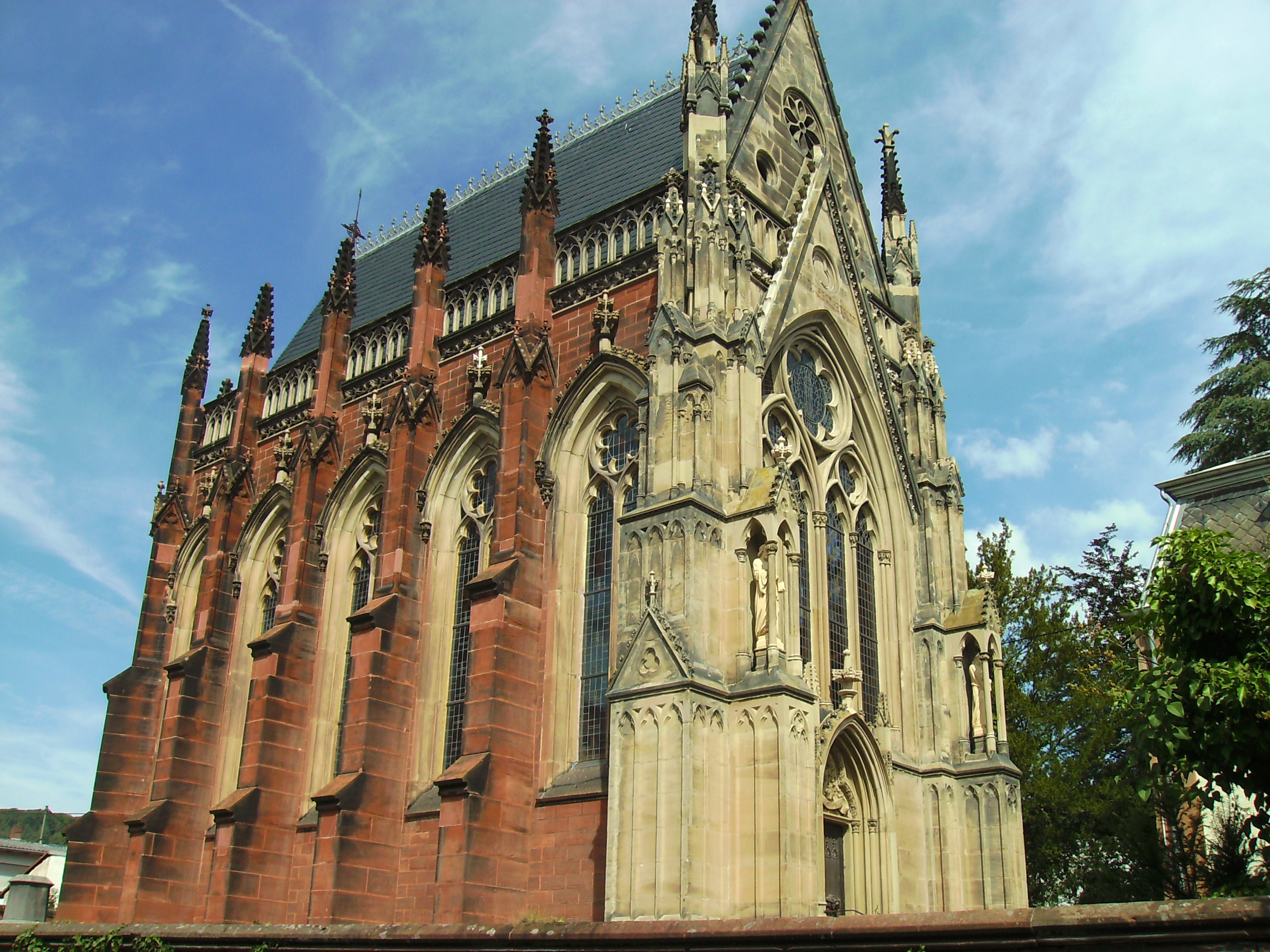
Kapelle St. Joseph, Mettlach

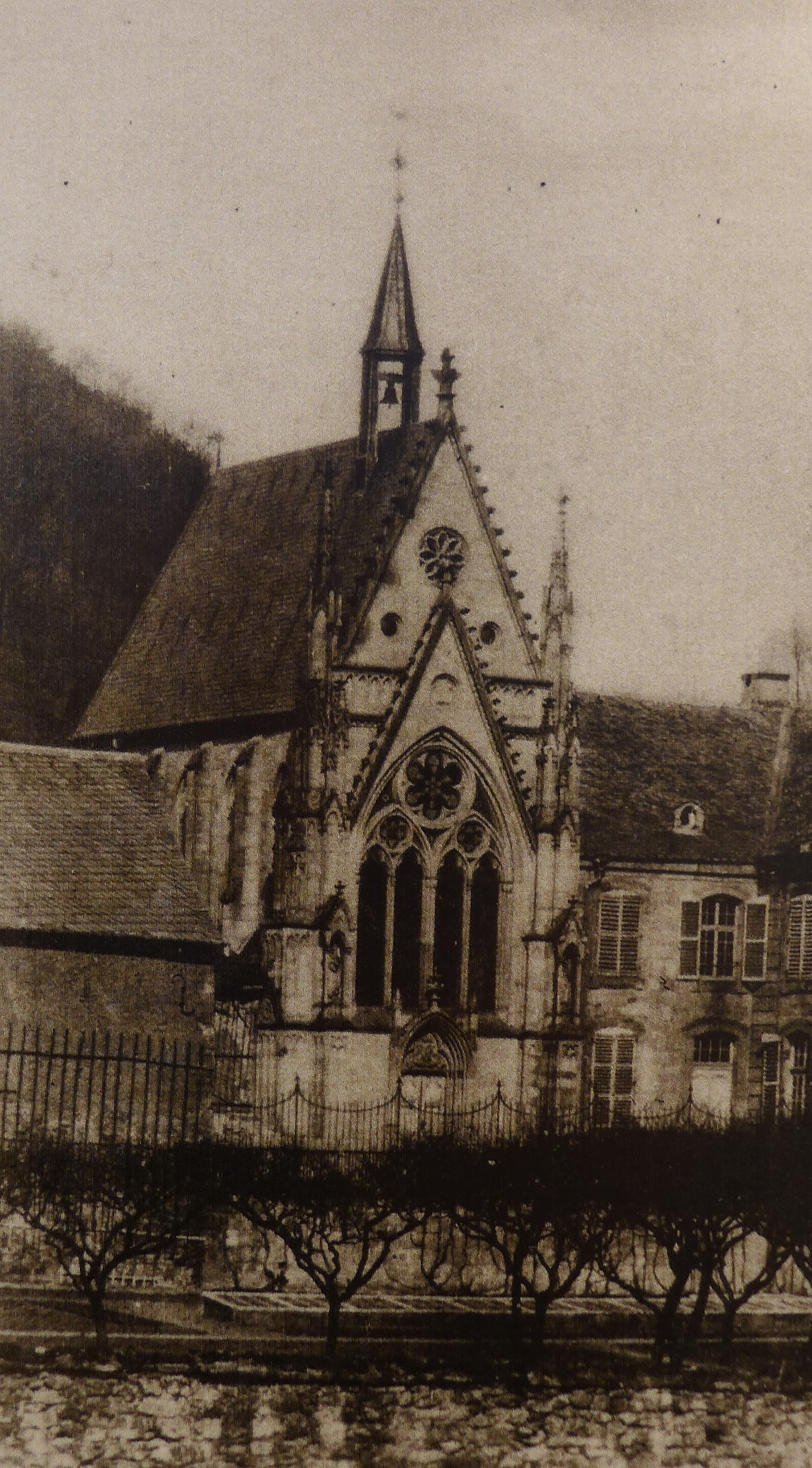
Neogotische Kapelle am Schloss Villeroy vor der Abtragung in den Jahren 1878/1879 (Archiv des Museums Wallerfangen)

Die sich heute in Mettlach befindende neogotische Kapelle St. Joseph ließ sie im Jahr 1864 durch den Architekten der Wallerfanger Katharinenkirche Franz Georg Himpler als Anbau des linken Schlossflügels erbauen.
Der nur annähernd fünf Meter breite, vierachsige, kreuzrippengewölbte Sakralbau mit dreiseitig polygonalem Chorschluss wurde relativ hoch und mit steilem Satteldach aufgeführt. Der außen aus steinsichtigen Sandsteinquadern bestehende Bau erhielt eine innere Ausmauerung aus Bruchsteinen. Die Eingangsfassade wurde aufwändig mit reicher Bauzier, Skulpturen und Inschriften ausgestattet. Der in der Königlichen Bauakademie zu Berlin ausgebildete Architekt Himpler hatte die Saalkirche in Anlehnung an die hochgotische Sainte-Chapelle in Paris von Ludwig IX. aus dem 13. Jahrhundert in vereinfachten neogotischen Formen gestaltet.
Die Kapelle am Familiensitz in Wallerfangen-Niederlimberg sollte nach dem Tod von Barbe Céphalies Gatten Henry Thierry zu dessen Gedenken dienen. Die Kapelle wurde allerdings in den Jahren 1878/1879 in Wallerfangen abgetragen und per Schiff auf der Saar nach Mettlach transloziert, wo sie mit bereichernden Veränderungen wieder aufgebaut wurde. Seit dem Frühjahr 2013 ist sie nach zehnjähriger Renovierung wieder zugänglich.
Hintergrund dieser ungewöhnlichen Translozierung war, dass Barbe Céphalie Thierry testamentarisch das Schloss den Borromäerinnen zur Einrichtung eines Krankenhauses in Wallerfangen vermacht hatte. Da die Räumlichkeiten jedoch nicht geeignet erschienen, ließ der Wallerfanger Ehrenbürgermeister Nicolas Adolphe de Galhau in den Jahren 1883 bis 1885 im Park der Gräfin Guilleminot im Gewann „Im Seitert“ das heutige St. Nikolaus-Hospital erbauen. Nach dem Neubau des abseits vom Schloss gelegenen St. Nikolaus-Hospitals blieb die neogotische Kapelle ungenutzt. Da auch in Mettlach die Krankenpflege in dem im Jahr 1857 von Eugen von Boch und dessen Frau Octavie, geborene Villeroy, gegründeten Krankenhaus der Ordensgemeinschaft der Borromäerinnen oblag, dort aber eine Kapelle fehlte, stellte der Erbe des Wallerfanger Schlosses, Ernest Villeroy, seinem Onkel und Leiter des Familienunternehmens Villeroy & Boch, Eugen Anton von Boch das Bauwerk zur Verfügung. Dieser ließ es ab 1878 Stück für Stück niederlegen und per Treidelschiff Saarabwärts nach Mettlach transportieren. Hier wurde die Kapelle in der Bahnhofstraße ab dem Jahr 1879 wieder aufbauen. Die neu angelegte Krypta sollte als Familiengruft dienen.
In der Folgezeit wurde das Wallerfanger Schlossgebäude durch Ernest Villeroy (2. April 1843-6. November 1908, Leiter der Wallerfanger Steingutfabrik von 1873 bis 1891) und dessen Frau Maria Gaetana Gabriele (geb. Onofrio, Verheiratung am 31. August 1871) umfassend umgestaltet. Auf dem gegenüberliegenden Eckgrundstück (Ecke Hauptstraße/Sonnenstraße) errichtete man ein Rentamt mit Wirtschaftsgebäuden und Ställen. Am Schloss wurde der Mittelrisalit vorverlegt, das Obergeschoss erhöht, das Dach neu aufgerichtet, und die Fenster gleichmäßig neu angeordnet. Im Gebäudeinneren wurden ebenfalls umfangreiche Umbauten vollzogen.
Nach Ernest Villeroys Tod im Jahr 1908 kam das Schloss in der Saarengt an seinen Sohn Emanuel Villeroy, der mit Marie Pauline Elisabeth Mathieu de Vienne verheiratet war. Nach ihm wurde deren ältester Sohn Henry Villeroy de Galhau (verheiratet mit Jeanne de Jessy) der neue Schlossherr.
Als Henry Villeroy de Galhau im Jahr 1981 starb, übernahm dessen Sohn Claude Villeroy de Galhau (* 18. Dezember 1931 – 13. Juni 2017, Verheiratung am 30. April mit Odile de la Lande de Calan) das Erbe. Einer der Söhne von Odile und Claude Villeroy de Galhau, François Villeroy de Galhau, amtiert seit November 2015 als Gouverneur der Banque de France.
Im Zweiten Weltkrieg kam es zu erheblichen Beschädigungen am Schloss, die in der Nachkriegszeit der Schlossbesitzer Henry Villeroy beheben ließ. Zusätzlich wurde bei diesen Maßnahmen die erhaltene Toreinfahrt des zerstörten Schlosses von Beaumarais am Villeroyschen Schloss in Wallerfangen neu aufgebaut.
Die aufwändige barocke Vertäfelung des Schlossinneren stammt aus der Abtei Fraulautern. Hintergrund war, dass die umfangreichen Fraulauterner Klostergüter während der Französischen Revolution beschlagnahmt worden waren. Das gesamte Klosteranwesen war am 1. September 1796 (15. Fructidor des Jahres IV) öffentlich versteigert worden. Käufer war der Händler Andreas Rouply aus Oberlimberg und dessen Ehefrau Margarethe (geb. Fourmann), die anschließend einzelne Güter sowie das wertvolle Kircheninventar Stück für Stück weiterverkauften. Die aufwändige barocke Vertäfelung des Kirchengestühls aus dem Jahr 1787 und die Gemälde der vier Evangelisten erwarb Ernest Villeroy, wodurch sie sich heute im Schloss Villeroy de Galhau in Wallerfangen befinden. Heute zieren sie das im Nordflügel des Erdgeschosses befindliche Esszimmer. Die Wände sind bis zu einer Höhe von ca. drei Meter verkleidet.

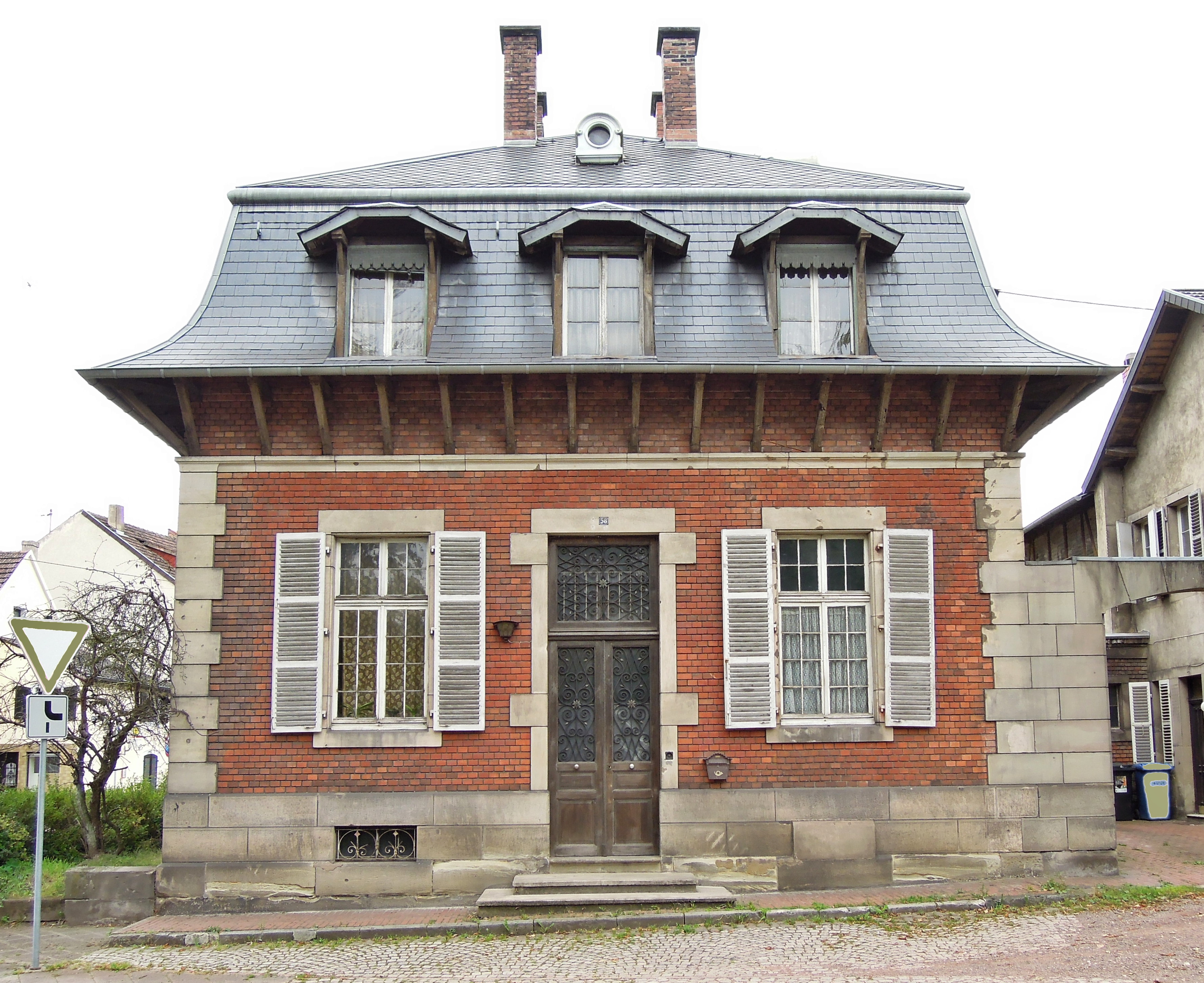
Wallerfangen, ehemaliges Villeroysches Rentamt

Das auf der gegenüberliegenden Straßenseite des Schlosses vor 1900 errichtete denkmalgeschützte Villeroysche Rentamt auf dem Eckgrundstück zwischen Haupt- und Sonnenstraße (Zillkens Eck) steht an der Stelle des ehemaligen Wallerfanger Kapuzinerklosterfriedhofes. Nach der Auflassung des Friedhofes erbaute man hier am Aufstieg zum Limberg, nahe der Saarengt mehrere Bauernhäuser im Stil des Südwestdeutschen Quereinhauses. Davor stand bis um 1900 das Wallerfanger Waschhaus, wo die Frauen des Ortes die Wäsche der Familie reinigen konnten. Die Quereinhäuser wurden zugunsten des im historistischen Stil erbauten Rentamtes abgebrochen. Dabei verlegte man auch das kommunale Waschhaus weiter oberhalb in die Sonnenstraße.
Das Rentamt mit Backsteinfassade, Sandsteingewänden und Mansardendach zeigte an der Seite zur Sonnenstraße ursprünglich zwei Fensterachsen, später wurde es um eine Achse erweitert. Der Haupteingang liegt an der Hauptstraße. Das Gebäude ist das Elternhaus der Schwestern Elisabeth Zillken, Nora Scheitgen (geb. Zillken) und Anna Zillken, den Töchtern des Rentmeisters und Lehrers Engelbert Zillken (1858–1944).

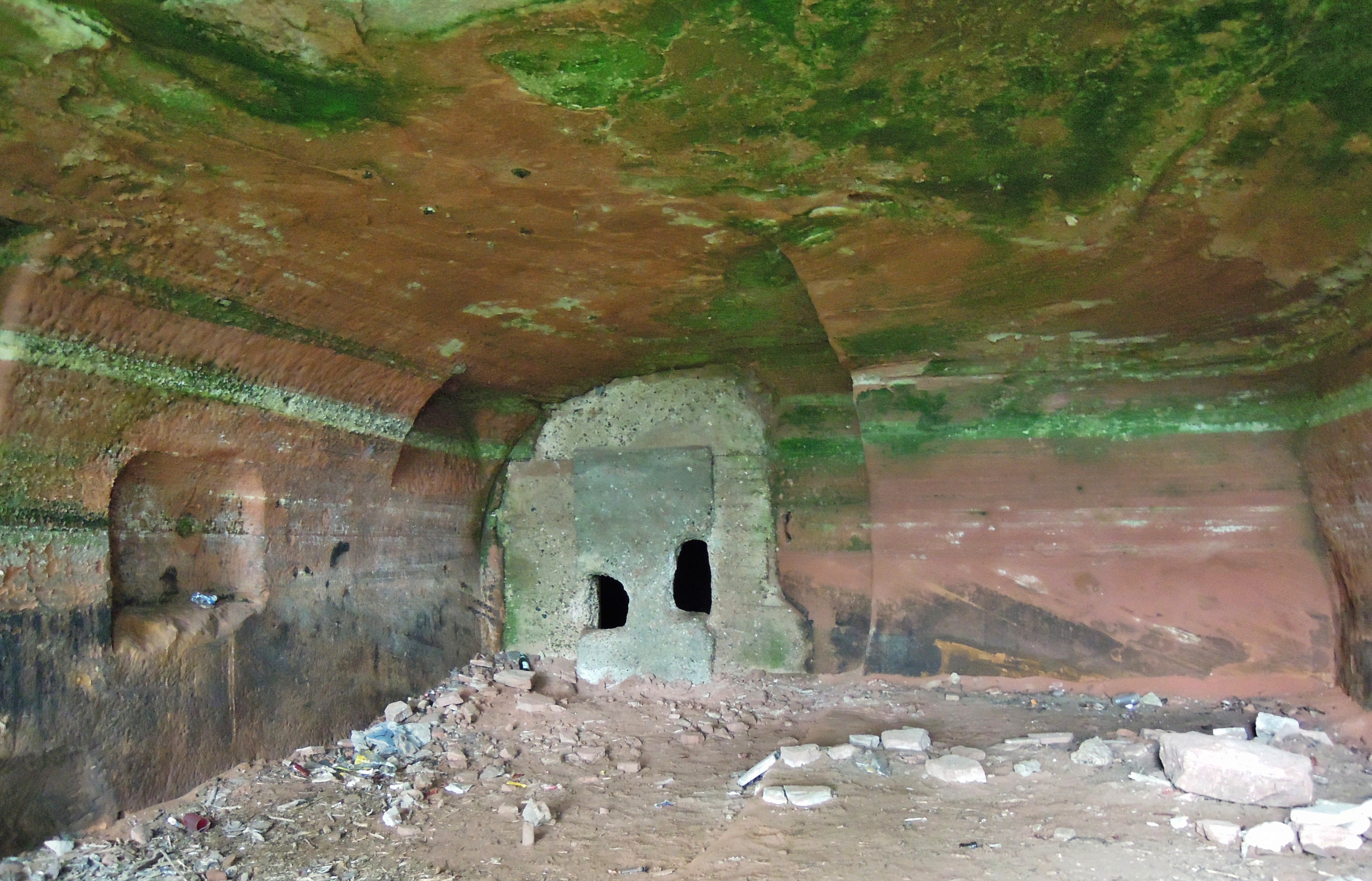
Wallerfangen, Sandsteinhöhle an der Saarengt
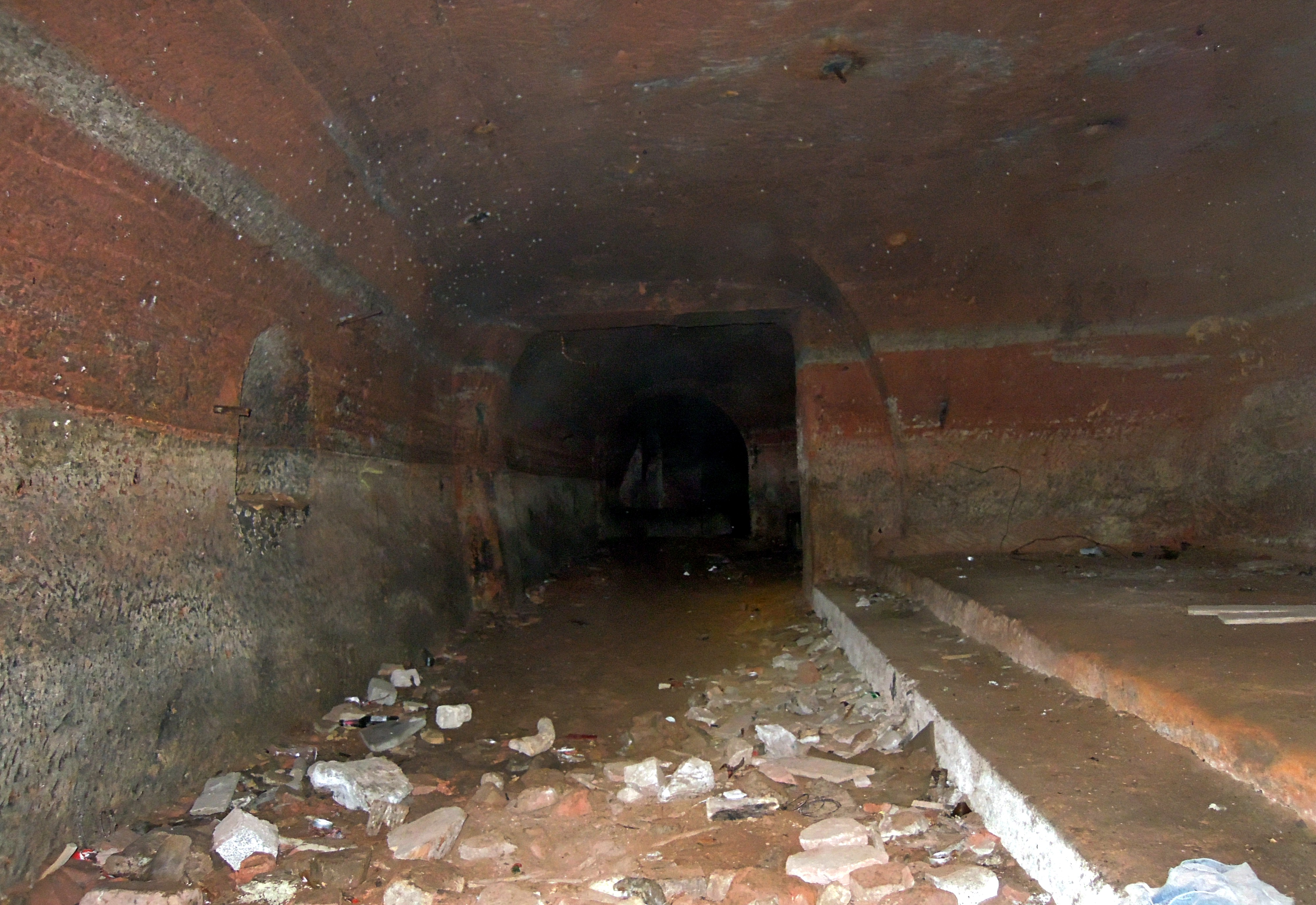
Wallerfangen, Sandsteinhöhle an der Saarengt
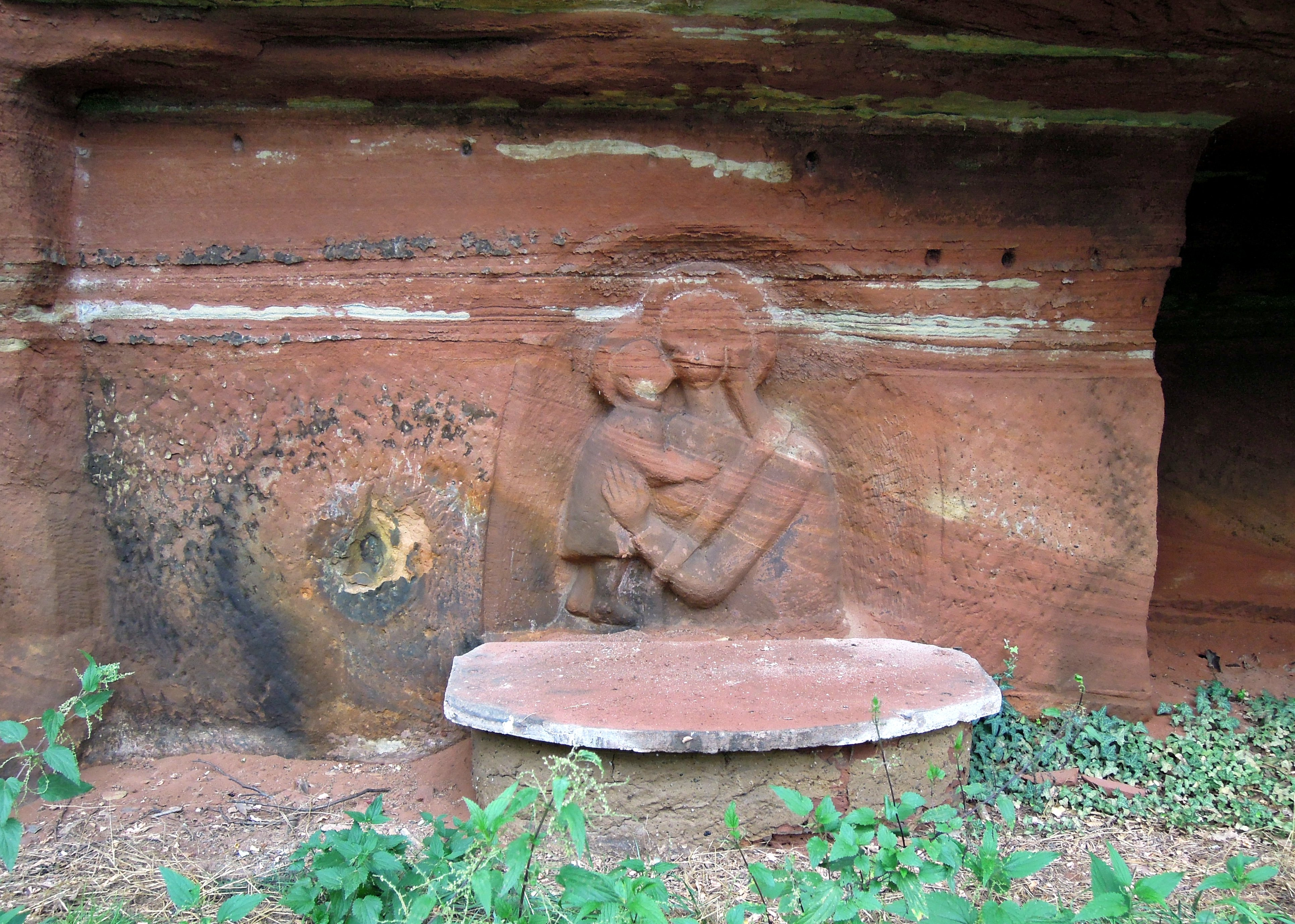
Wallerfangen, Marienaltar vor den Sandsteinhöhlen an der Saarengt
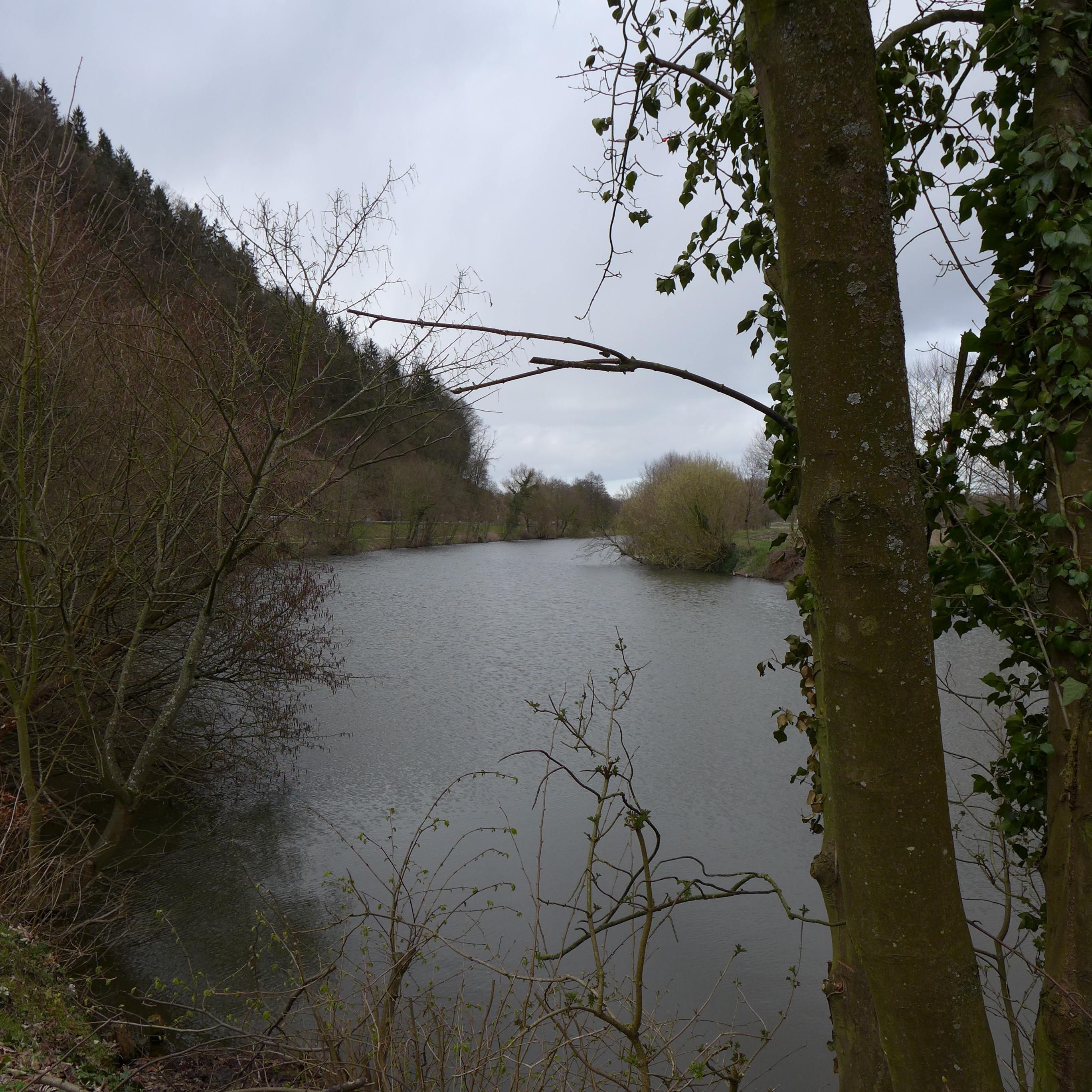
Wallerfangen, Saaraltarm an der Engt, ehemaliges Hafengelände

In unmittelbarer Nähe zum Rentamt in der Wallerfanger Saarengt in Richtung Dillingen stand bis zum Ende des 19. Jahrhunderts eine Häuserzeile der Wallerfanger Saarschiffer und Fischer. Die Häuser am ehemaligen Wallerfanger Saarhafen (jetzt Saaraltarm) waren an den Felsen des Limberges gebaut und verfügten über Felsenkeller. Weitere Felsenkeller in Richtung Dillingen waren von ärmeren Wallerfanger Familien bewohnt. Um deren prekären Wohnverhältnissen Abhilfe zu schaffen, wurden für die Felsenkellerbewohner in der zweiten Hälfte des 19. Jahrhunderts kleine Wohnhäuser im Klostergartenweg geschaffen. Die Felsenwohnungen wurden später als Lagerräume genutzt und dienten während des Beschusses durch die US-Artillerie im Winter 1944/1945 als Luftschutzkeller der Wallerfanger Bevölkerung. Die Wohnbebauung in der Engt wurde zwischen 1870 und 1900 bis auf zwei Gebäude abgerissen. Die letzten Häuser beseitigte man im Zweiten Weltkrieg.

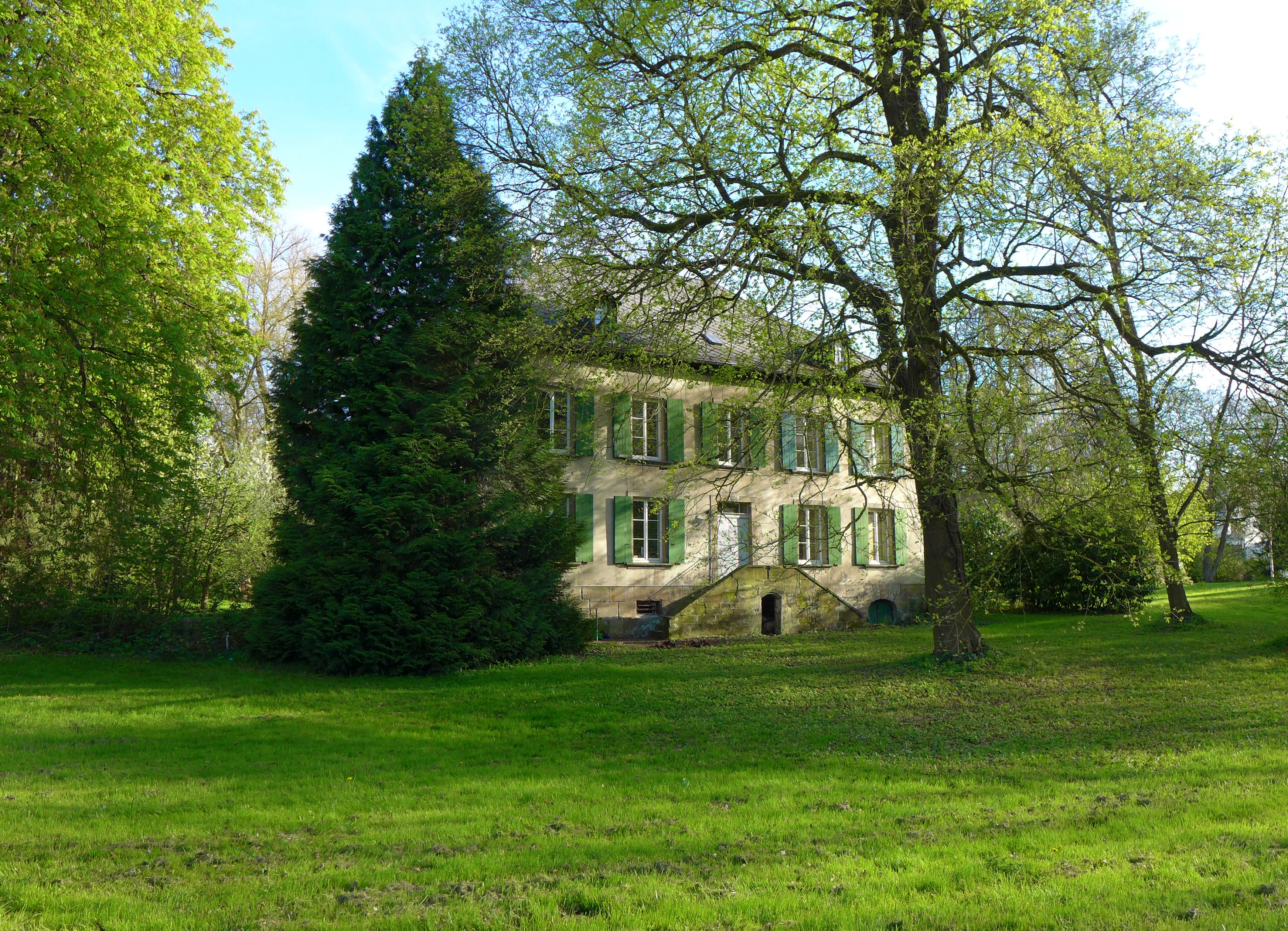
Wallerfangen, Salmshaus

Zum Schlossareal gehört auch das sogenannte Salmshaus, ein fünfachsiger, zweigeschossiger Putzbau. Das heute als Wohnhaus genutzte, denkmalgeschützte Gebäude wurde in der ersten Hälfte des 19. Jahrhunderts als Halfenhaus am ehemaligen Saarhafen von Wallerfangen erbaut.

##### Schloss Fabvier
Das Alte Fabvier’sche Schloss in der Villeroystraße (früher Hertzengasse) wurde im Jahr 1825 für Nicolas Villeroy in unmittelbarer Nähe zur Steingutfabrik erbaut und ist heute nach seiner letzten Besitzerin Marie Fabvier benannt. Das Gutshaus des Direktors der Wallerfanger Steingutfabrik Nicolas Villeroy verfügte ursprünglich über Wirtschaftsgebäude und Stallungen sowie über einen kleinen Park. Nicolas Villeroy bewohnte das Gebäude zusammen mit seiner Ehefrau Therese Sophie (geb. Böcking; 1764–1842; Verheiratung 1786; Schwester von Adolf Böcking, dem Vater von Heinrich Böcking) bis zu seinem Tod im Jahr 1843. Vorher hatte er in den Fabrikgebäuden selbst gewohnt. Im Jahr 1843 übernahm dessen Enkel Gaspard-Alfred Villeroy (1818–1896, Fabrikdirektor der Wallerfanger Steingutfabrik von 1841–1873) das Anwesen. Der Sohn von Nicolas Villeroy, Louis Villeroy, hatte sich bereits im Jahr 1825 auf dem Limberg einen Gutshof (Hof Limberg) errichten lassen. Unter der Führung von Gaspard-Alfred Villeroy erlebte das Wallerfanger Unternehmen ab 1842 einen ungeahnten Aufschwung. Gaspard-Alfreds Tochter Oktavie-Sophie (1823–1899) heiratete am 3. Mai 1842 Eugen von Boch, den Sohn des Gründers der Mettlacher Fayencerie, Jean-François Boch.
Als Gaspard-Alfred Villeroy im Jahr 1896 gestorben war, übernahm seine Tochter Marie (verheiratete Fabvier) das Anwesen. Nach ihrem Tod am 1. Oktober 1919 bewohnte deren Sohn Gerard Fabvier noch etwa 10 Jahre lang das Haus. Danach ging die Immobilie in den Besitz der Steingutfabrik über. Nach deren Schließung in der Weltwirtschaftskrise, verkaufte man das Anwesen an den Landkreis Saarlouis, der es während der Nazizeit zu einer „Obergau-Führerinnen-Schule“ des BDM für den Gau Saarpfalz umbauen ließ.
Nach dem Zweiten Weltkrieg wurden im Gebäude kurzfristig obdachlose Familien einquartiert. Im Jahr 1947 bezog die Raiffeisenkasse vorübergehend das Gebäude. Bereits im Winter desselben Jahres gab es hier Unterricht der Landwirtschaftlichen Winterschule Saarlouis. Im Jahr 1954 übernahm der Caritasverband für Saarbrücken und Umgebung e. V. das Anwesen, um hier behinderter Kinder zu betreuen. Im Jahr 1963 gründete man hier das „Haus Christophorus“ als Heim für lernbehinderte Mädchen. Parallel dazu wurde eine Sonderschule für Lernbehinderte mit Verhaltensstörungen eingerichtet. Die Einrichtung bot Unterbringungsmöglichkeiten für 90 junge Menschen. Im Jahr 1974 wurden durch Anbauten und Auslagerung von drei Wohngruppen erste Schritte in Richtung einer Dezentralisierung unternommen und die Gesamtzahl der Heimplätze auf 70 reduziert. Das betreute Wohnen wurde im Jahr 1981 eingerichtet. Seit 1984 begann man mit der koedukativen Erziehung. Durch den Auszug der letzten Wohngruppe aus dem Haupthaus 2001 war das Ziel einer kompletten Dezentralisierung des vollstationären Bereiches umgesetzt.
Das neunachsige axialsymmetrische Putzbau mit zwei Geschossen, Krüppelwalmdach und einem dreiachsigen Zwerchhausgiebel mit eisernem Balkon und Okulusfenster wurde in den 1970er Jahren seines historischen Charakters stark beraubt. So demontierte man die Sprossenfenster und Klappläden an der Fassade zugunsten von großen Isolierglasscheiben und Aluminium-Jalousien. Schlingpflanzen am Gebäude wurden entfernt. Eine große barocke Toranlage mit Pilastergliederung, die ursprünglich vor dem Haupteingang der Steingutfabrik gestanden hatte und von dort hierher transferiert worden war, riss man kurzerhand ab und ersetzte sie durch ein Metallgitter. Alter Baumbestand wurde gefällt. Die Gartenanlage belegte man weitgehend mit Verbundsteinpflaster und Waschbetonplatten, um Parkplätze zu schaffen.

##### Schloss Galhau-Papen
Ein weiterer Adelssitz war das ab 1862 von Nicolas Adolphe de Galhau, Enkel des Nicolas Villeroy und Ehemann seiner Cousine Sophie Villeroy, erbaute Schloss Galhau (später Schloss Papen benannt), das als klassizistischer Bau der ersten Hälfte des 19. Jahrhunderts anstelle des ehemaligen Gutes Niederhofen vor der Neupforte entstand. Letzte Besitzer des Schlosses waren Martha von Papen, geb. von Boch-Galhau, und deren Ehemann, Reichskanzler Franz von Papen. Der zweigeschossige Bau mit neun Achsen und zwei Seitenflügeln wurde im Zeitraum 1944/1945 schwer beschädigt. Die Ruine wurde später abgebrochen. Die Wirtschaftsbauten blieben erhalten.
Das denkmalgeschützte Ensemble in der Hauptstraße besteht aus einem großen Stall- und Remisenbau, einem Pförtnerhaus, einem Räucherhaus, einem Hühnerstall sowie einer Gärtnerei mit Gewächshaus und liegt in einem großen Park mit umgebender Parkmauer. Bereits im 15. Jahrhundert lag an dieser Stelle das Gut Niederhoffen. Das große Anwesen wechselte über die Jahrhunderte mehrfach den Besitzer und erlebte mehrere Aus- und Umbauphasen. Im Jahr 1830 ging Niederhoffen an die Familie de Galhau. Nicolas Adolph de Galhau übernahm von seinem Vater Louis-Henry-Fulbert de Galhau das Anwesen im Jahr 1862 und begann sofort mit einer tiefgreifenden architektonischen Umgestaltung. Alle bestehenden Bauten wurden abgebrochen und die heutige Anlage errichtet. Ende des 19. Jahrhunderts kamen noch kleinere Baulichkeiten hinzu, nachdem das Anwesen nach dem Tod von Nicolas-Adolphe de Galhau im Jahr 1889 an dessen Neffen René Franz von Boch (1843–1908, ab 1907 René Franz von Boch-Galhau) aus Mettlach überging. Im Jahr 1896 besuchte Großherzog Friedrich I. von Baden Wallerfangen und logierte im Bochschen Schloss. Als im Jahr 1929 Renés Ehefrau Marie (geb. Pescatore, 1847–1929) starb, ging der gesamte Besitz an deren Tochter Martha Oktavia Marie über, die ab 1905 mit Franz von Papen verheiratet war.
Durch Heirat kam das Anwesen im Jahr 1905 in den Besitz des späteren Reichskanzlers Franz von Papen. Das eigentliche Wohnschloss wurde durch US-Artilleriebeschuss schwer beschädigt und brannte am 22. Dezember 1944 durch US-amerikanische Brandstiftung – vermutlich als bewusster Racheakt gegen den sogenannten „Steigbügelhalter Hitlers“ – bis auf die Außenmauern aus. Besonders stark zerstört war der Mittelteil, von dem nur noch die Rückwand stand. Nach dem Ende des Krieges wurden die Schlossruinen, die man durch Einziehen von Decken und den Aufbau eines Dachstuhles hätte wiederherstellen können, oberirdisch abgetragen. Die Trümmer des Schlosses und der Keller befinden sich heute unter einem bewachsenen Schutthügel.
Erhalten hat sich jedoch der große Stall- und Remisentrakt, eine dreiflügelige Anlage mit nachklassizistischen Formen, wie Palladio-Motive oder Lünettenfenster. Der Gebäudetrakt entstand bereits in der ersten Bauphase ab 1862 wie auch das dreiflügelige Hühnerhaus und die Gärtnerei im heutigen Schlachthausweg. Etwas jünger dürften hingegen das Pförtnerhaus, das Räucherhaus hinter den Stallungen, die Gärtnerei mit Gewächshaus im nördlichen Teil des Parks sowie ein dazugehöriges Wohnhaus (heute Wallstr. 2) sein.
Ab dem Jahr 1864 war der Gartenarchitekt und königlich-bayerischer Hofgarten-Intendant Carl Ludwig Seitz beauftragt worden, einen großen Park im englischen Stil anzulegen. Seitz gestaltete 1851 auch den Park von Schloss Saareck in Mettlach. Der Wallerfanger Park ist mit ca. 25 Hektar Gartenfläche eine der bedeutendsten Parkanlagen im englischen Gartenbaustil im Saarland.
Das ehemalige Gut Niederhofen war bereits im Mittelalter entstanden und stellt heute als Gut Papen den einzigen zusammenhängenden historischen Besitz auf der Gemarkung des Ortes Wallerfangen dar, der sich in seiner Gesamtheit von seiner Entstehungszeit bis in die Jetztzeit tradiert hat. Das erstmals urkundlich im Jahr 1430 erwähnte Gut lag vor der südlichen Stadtmauer Wallerfangens. Am Vorabend des Gedenktages des heiligen Remigius von Reims im Jahr 1430 verkaufte der Adelige Peter von Hausen das Vorwerk der Stadtbefestigung im Bereich des Gutes Niederhofen an den Siersburger Burgvogt Friedrich von Dalem. Das Adelsgeschlecht von Hausen war schon um 1050 durch die Trierer Reichsabtei St. Maximin mit Gütern in Wallerfangen belehnt worden und besaß ein Adelshaus in der Stadt, mit dem Cläsgen von Hausen, der Vater von Peter von Hausen, im Jahr 1416 durch den lothringischen Herzog Karl II. belehnt worden war. Cläsgen von Hausen war ebenso Herr von Rehlingen und Ihn, Vogt und Hauptmann von Sierck, und besaß mehrere landwirtschaftliche Besitzungen in Hemmersdorf sowie das benannte Gut Niederhofen vor den Mauern von Wallerfangen.
In den folgenden Jahren gelang es Friedrich von Dalem und dessen Frau Margarethe von Nasweiler weitere Teile des Gutes Niederhofen käuflich zu erwerben. Durch Heirat der Erbtochter Oranna von Dalheim mit Jakob d’Haraucourt kam das Gut Ende des 15., Anfang des 16. Jahrhunderts in den Besitz der Dynastie d’Haraucourt, einem der großen Rittergeschlechter Lothringens. Jakob d’Haraucourt amtierte von 1519 bis 1526 als Bailli des Deutschen Bellistum Lothringens mit Sitz in Wallerfangen und gehörte zum engsten Regierungskreis des lothringischen Herzogs Anton II. D’Haraucourt gelang es, das Gut Niederhofen durch den Ankauf von Grundstücken zu vergrößern, konnte von Wilhelm von Eltz und dessen Ehefrau Philippine von Hausen die Fährrechte über die Saar erwerben sowie zahlreiche weitere Renten, Zinsen und Einnahmen in der Umgebung Wallerfangens in seinen Besitz bringen. Im Rahmen des Deutschen Bauernkrieges marschierte Jakob d’Haraucourt im Auftrag des lothringischen Herzogs Anton II. saaraufwärts nach Zabern, wo ein grausames Massaker an den aufständischen Bauern stattfand.
Das Gut Niederhofen blieb bis zum Jahr 1664 im Besitz der Familie d’Haraucourt. In diesem Jahr verkaufte Bailli Charles d’Haraucourt das im Dreißigjährigen Krieg in Mitleidenschaft gezogene Gut für 7000 lothringische Franken an den Generalprokurator des Deutschen Bellistums Franz Ernst de Koeller und dessen Ehefrau Margarethe Brem. Die Familie de Koeller stammte aus dem luxemburgischen Gebiet. Bereits der Vater von Franz Ernst de Koeller, Nikolaus Koeller, der zuvor Advokat des luxemburgischen Provinzialrates gewesen war, hatte sich am Ende seines Lebens in Wallerfangen angesiedelt. Sein Sohn Franz Ernst (François Ernest), der durch den lothringischen Herzog Karl IV. in den Adelsstand erhoben worden war, bewirtschaftete Gut Niederhofen nicht selbst, sondern verpachtete es seit dem Jahr 1671 an verschiedene Pächter aus der Umgebung Wallerfangens. Im Todesjahr von Franz Ernst de Koeller, 1717, fiel Gut Niederhofen als Erbe an dessen älteste Tochter Maria Magdalena, die mit Damian Hatard d’Hame verheiratet war. Als Damian Hatard d’Hame ebenfalls im gleichen Jahr starb, verpachtete seine Gattin Maria Magdalena das Gut an den Saarlouiser Weinhändler Poncelet. Erben des Gutes wurden Anna Ursula (Anne Ursule) d’Hame und deren Ehemann Charles François Nicolas de Requin.
Nachdem ihr Ehemann bereits im Alter von nur vierundzwanzig Jahren im Jahr 1738 gestorben war, bewirtschafteten Anna Ursula und ihre Töchter Barbara Therese, Maria Elisabeth sowie Margarethe Scholastika das Gut selbst. Im Vorfeld der Französischen Revolution kam es zu vermehrten Rechtsstreitigkeiten mit den Bauern der umgebenden Ortschaften St. Barbara, Niederlimberg und Felsberg, die gegen die feudalen Rechte opponierten. Laut Urkunden konnten sie den Besitz sogar durch die Wirren der Französischen Revolution retten. Das Herrenhaus der Familie stand an der Stelle des im Kriegswinter 1944 durch Brandstiftung zerstörten Schlosses. In dessen unmittelbarer Umgebung befanden sich Pferdeställe, Wagenschuppen, Speicher und Ställe.
Um 1830 verkaufte Jacques Remy de Requin das etwa 2,8 Hektar umfassende Schlossanwesen mit den weiteren zugehörigen Ländereien an Louis Henry Fulbert de Galhau. Dieser war als das jüngste und sechste Kind des Christophe de Galhau, Herr zu Fremersdorf, und dessen Ehefrau Barbara Schmitt aus Saarlouis und im Jahr 1785 geboren worden. Christophe de Galhau war bereits gestorben, als Louis Henry Fulbert de Galhau noch keine drei Jahre alt war. Barbara Schmitt, verheiratete de Galhau, und ihrem Vater Wilhelm Schmitt war wegen Unterstützung von französischen Emigranten und verfolgten Priestern vor dem Pariser Revolutionstribunal der Prozess gemacht worden. Am 25. Februar 1794 hatte man Vater und Tochter auf der Guillotine geköpft.
Der neue Besitzer von Gut Niederhofen, Louis Henry Fulbert de Galhau, war mit Sophie Villeroy, die wie ihr Mann aus Fremersdorf stammte, verheiratet. Beider Sohn Nicolas Adolphe de Galhau errichtete ab dem Jahr 1862 die heute vorhandenen Gutsgebäude.

##### „Schwarzes Schloss“

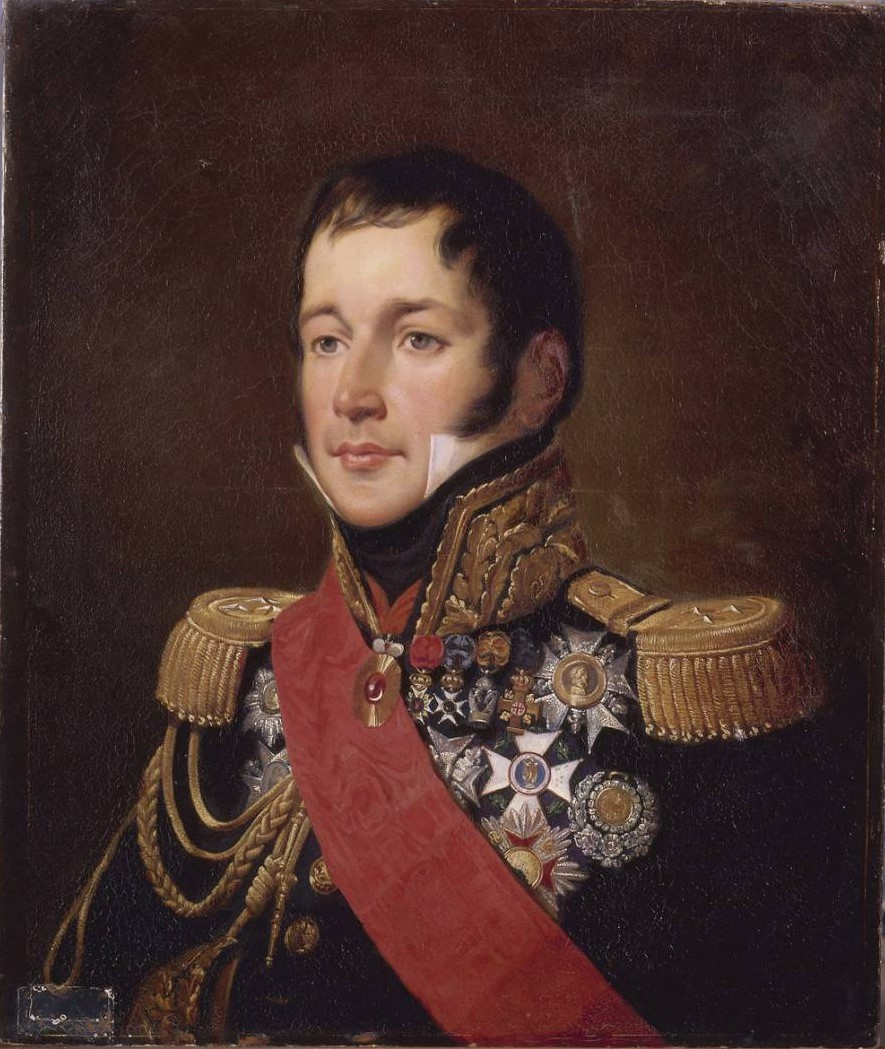
Armand Charles Guilleminot um 1823, Gemälde von Louise Adélaïde Desnos im Pariser Musée de l’Armée

Der Gründer der Wallerfanger Steingutfabrik Nicolas Villeroy hatte zwei Söhne: Charles und Louis. Während Charles Villeroy Georgette Elise de Renaud heiratete und ins barocke Fremersdorfer Schlösschen zog, blieb Louis zunächst bei seinen Eltern. Der am 30. Juni 1790 geborene Louis Villeroy verheiratete sich im Jahr 1820 mit Jeanne Julie Sophie Spol aus Metz. Im selben Jahr trat er die Leitung der Wallerfanger Steingutfabrik an. Nachdem seine Frau gestorben war, heiratete Louis Villeroy die aus der Schweiz stammende protestantische Pfarrerstochter Henriette-Aimée „Marie“ Ebray. Das Paar lebte in dem im Jahr 1825 neuerbauten Gutshof auf dem Limberg. Hier wurde der gemeinsame Sohn Charles im Jahr 1828 geboren. Am 19. Oktober 1830 starb Louis Villeroy im Alter von 40 Jahren und ließ Ehefrau und Kind auf dem einsam gelegenen Hofgut zurück.
Die junge Witwe verheiratete sich im Jahr 1838 neu mit dem französischen General und Diplomaten Graf Armand Charles Guilleminot. Bereits am 14. März 1840 starb der Graf in Baden-Baden und wurde auf dem Pariser Friedhof Père-Lachaise bestattet.
Gräfin Marie Guilleminot erbaute drei Jahre später im Jahr 1843 in der unmittelbaren Umgebung der Katharinenkirche ein schlossähnliches Anwesen als Witwensitz. Zur Behebung der Wohnungsnot in Wallerfangen ließ sie auf dem Amalienplatz („Auf der Hall“) Häuser errichten.
In der Saarlouiser evangelischen Kirche hat sich noch eine Taufkanne erhalten, die die Inschrift trägt: „Bei Gelegenheit der Konfirmation von Carl Villeroy aus Wallerfangen von seiner Mutter Maria Gräfin Guilleminot, geb. Ebray, der evangelischen Bürgergemeinde in Saarlouis gewidmet 1841, den 25 ten September.“ Ihr als lebenslustig beschriebener und musisch begabter Sohn Charles (Carl) Villeroy aus ihrer ersten Ehe mit Louis Villeroy starb bereits im Alter von 31 Jahren am 12. Juni 1859. Marie Guilleminot ließ ihren Sohn im Park ihres Anwesens in Wallerfangen beisetzen.
Zum Zeichen der Trauer über den frühen Tod ihres geliebten Sohnes wurde auf Anordnung der Gräfin das Gebäude mit Teer schwarz anstreichen, woraufhin das Anwesen in der Bevölkerung bald als das „Schwarze Schloss“ bezeichnet wurde. Im Jahr 1879 erwarb Nicolas Adolphe de Galhau nach dem Tod der Gräfin das Gebäude und ließ im Rahmen einer Renovierung den schwarzen Teeranstrich entfernten. Bis zum Jahr 1896 bewohnten Charles-Dominique Fabvier und bis 1930 dessen Sohn Urban Fabvier das Haus. Danach hatte Alfred Graf von Oberndorff, der als diplomatischer Beauftragter der deutschen Reichsregierung am 11. November 1918 den Waffenstillstand von Compiègne mitunterzeichnet hatte, vorübergehend hier seinen Wohnsitz. Durch eine testamentarische Verfügung ging das Anwesen in den Besitz der Wallerfanger Sophienstiftung über. Diese richtete im Jahr 1935 hier ein Kinderheim ein. Bei einem nächtlichen Fliegerangriff auf Saarlautern (Saarlouis) am 2. September 1942 wurde das Gebäude getroffen und brannte im oberen Teil aus.
Das zweigeschossige Villenanwesen in der Hospitalstraße wurde auf quadratischem Grundriss errichtet. Jede Seite weist fünf Fensterachsen auf. Aus dem Pyramidendach treten an jeder Seite mittig große, dreiachsige Dachgauben mit Walmdächern aus. Die heutige Gestalt des Baues ist durch eine einachsige Erweiterung an der Rückseite des Gebäudes verändert. Die Fenster verfügen über Sprossengliederung, doch fehlen die der Fassade gestaltgebenden großen Fensterläden. Die ursprüngliche Berankung mit Grünpflanzen wurde entfernt.

#### Deutsch-Französischer Krieg
Der Deutsch-Französische Krieg 1870/1871 führte zur Angliederung von Elsass-Lothringen an das Deutsche Reich. Wallerfangen verlor seine Grenzlage.

#### Wolfsausrottung
Seit dem Beginn des 19. Jahrhunderts hatte man behördlicherseits die Bemühungen verstärkt, den Wolf in der Gegend auszurotten. So wurden bis zum Jahr 1885 Prämien zur Erlegung der Raubtiere bezahlt. Dabei brachte die Tötung einer trächtigen Wölfin mehr ein als die eines männlichen Wolfes. In den 1880er Jahren galt der Wolf in der Region infolge dieser Maßnahmen als nahezu ausgestorben. Nur noch Rüden, die Fernwanderungen aus den Vogesen durchführten, wurden im Gebiet um den Wallerfanger Ortsteil Oberlimberg gesichtet. Der letzte Wolf in der Gegend wurde durch den Hilfsförster Nikolaus Heffinger im Winter 1888 gestellt, als das Tier auf der Suche nach Nahrung den Kadaver eines im Wald verscharrten Pferdes ausgraben wollte. Der Platz war durch Eisengitter eingezäunt worden, sodass sich der Wolf beim Versuch, an das tote Pferd zu gelangen, mit dem Kopf im Gitter lebend verfangen hatte. Der Hilfsförster erschoss das Tier, das dann als Trophäe durch den Ort getragen und anschließend zur Erinnerung mehrfach in einem Photo-Atelier abgelichtet wurde.

### Saargebiet
Folgen des Versailler Vertrages

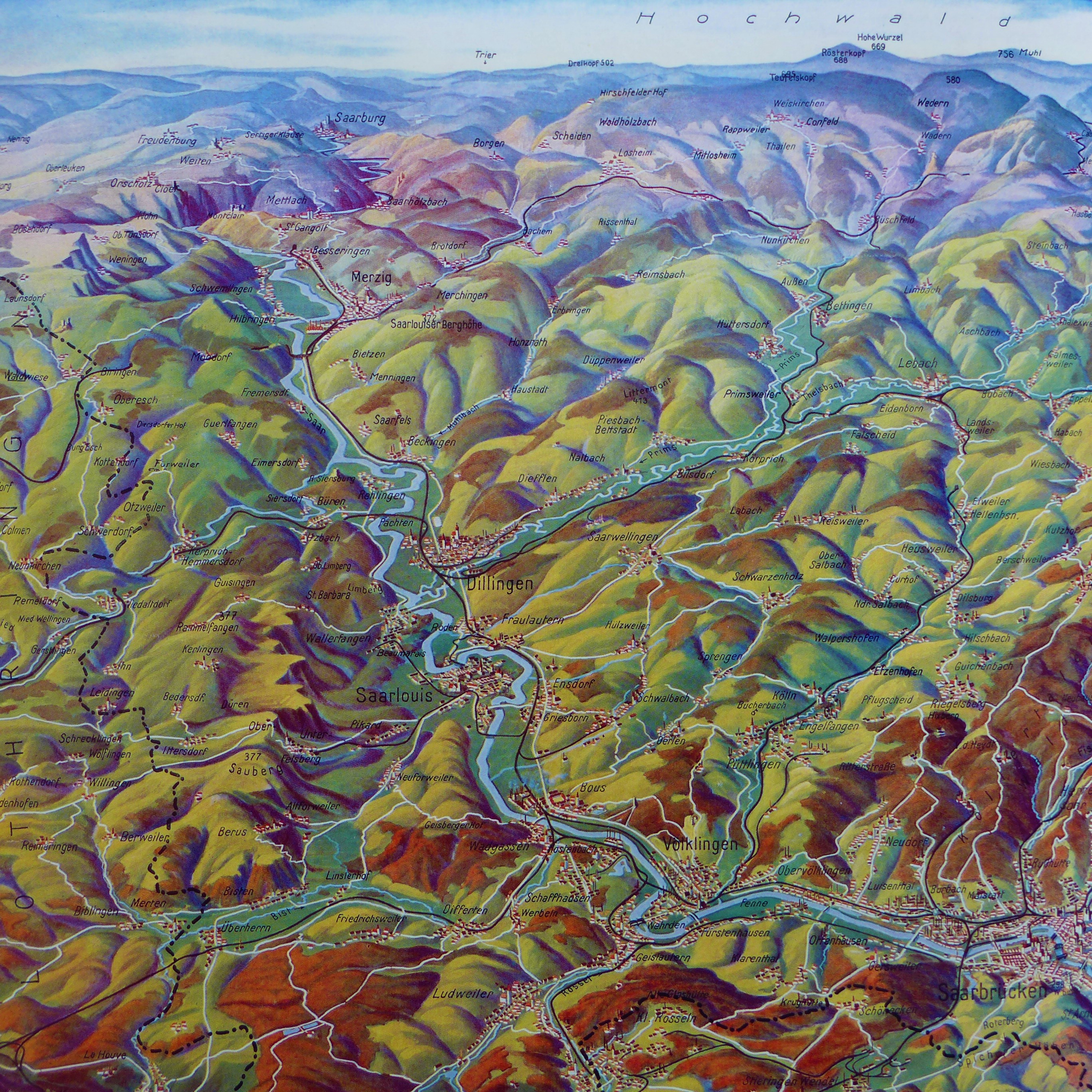
Wallerfangen auf der Panoramakarte „Die Deutsche Saar“ zur Saarabstimmung 1935, ca. 1934, hrsg. vom Rheinischen Verkehrsverein e. V. Bad Godesberg und vom Pfälzischen Verkehrsverein e. V. Ludwigshafen, ca. 1. 100.000, 72 cm × 46 cm, Stadtarchiv Saarlouis, Kartenausschnitt

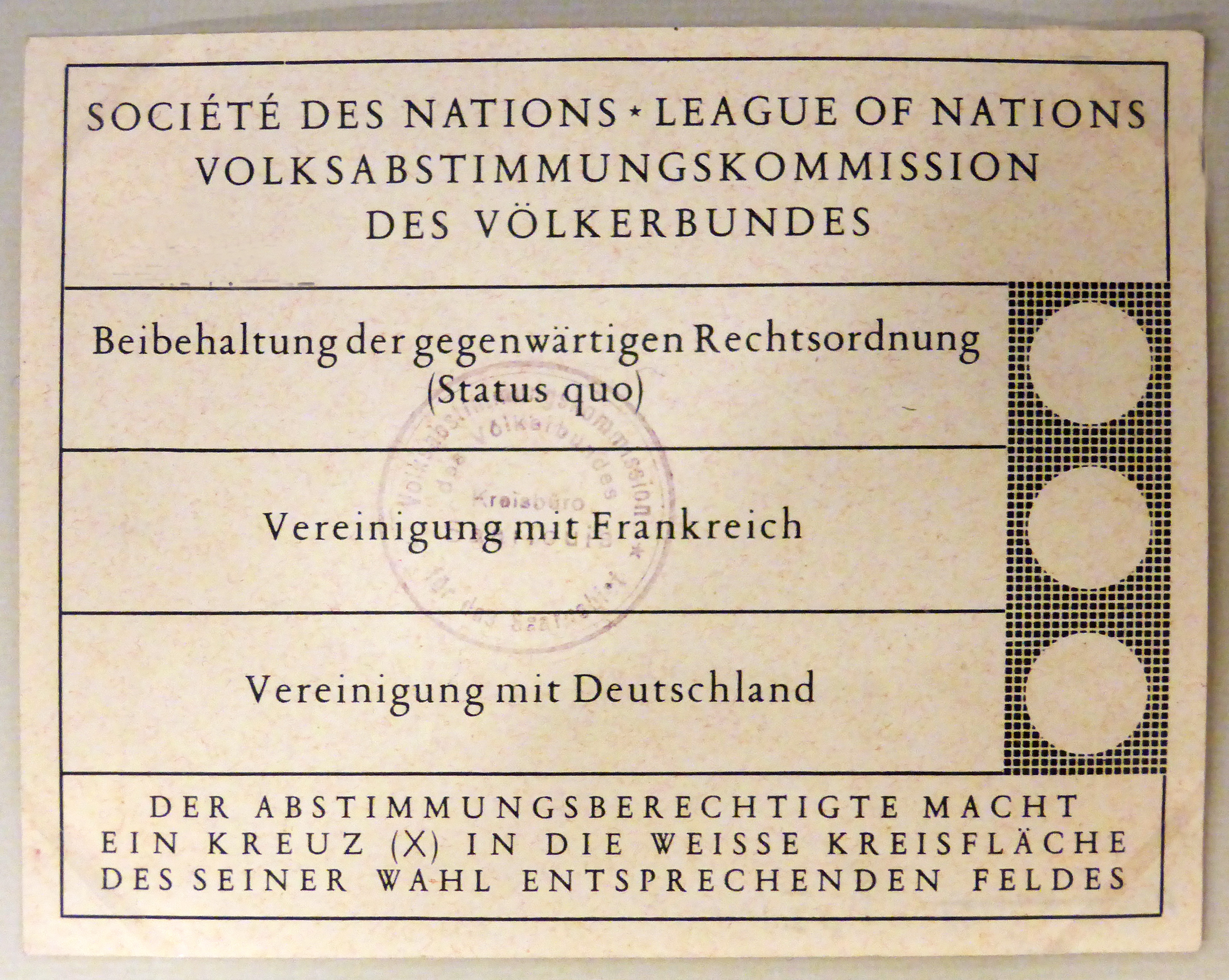
Stimmzettel zur Saarabstimmung 1935

Infolge des Ersten Weltkrieges und der Rückgliederung Elsass-Lothringens an Frankreich wurde Wallerfangen wieder grenznaher Ort. Im Jahr 1920 wurde Wallerfangen Teil des im Versailler Vertrag vereinbarten Saargebietes. Die Produkte der Wallerfanger Fabrik erhielten nun auf ihrem Stempel den Zusatz „Made in Saar-Basin“.
Schließung der Steingutfabrik
Im Jahr 1931 musste die Wallerfanger Keramikfabrik im Gefolge des Börsenkrachs der New Yorker Wall Street am Schwarzer Donnerstag (24. Oktober 1929) und der darauf folgenden Weltwirtschaftskrise nach 140 Jahren Bestehens geschlossen werden. Die Mehrzahl der zuletzt 631 Beschäftigten wurde dadurch arbeitslos. Mit Leon Richard war im Jahr 1891 erstmals ein Direktor nach Wallerfangen gekommen, der nicht aus der Familie Villeroy stammte. Künstlerisch kam es in der Folgezeit zu einem Niedergang der Produktion. Darüber hinaus wurde im Jahr 1930 der Güterverkehr vom Kleinbahnhof Wallerfangen zur Fabrik eingestellt. Bedingt durch die Lage der Fabrik im Ortszentrum war auch eine Modernisierung und Ausdehnung schwer möglich.
Zwischen den Jahren 1935 und 1937 demontierte man die Maschinen, transportierte die restlichen Waren und Rohstoffe ab, riss die Fabrikgebäude ab und begrünte anschließend die Fläche im Ortszentrum. Dabei demolierte man auch historische Gebäude des alten Wallerfangens, die die Zerstörungen Ludwigs XIV. überdauert hatten.
Die einzigen Gebäude, die den Abriss der Fertigungshallen überstanden, stehen heute im Randgebiet des ehemaligen Fabrikareals. In diesem sogenannten „Neuen Magazin“ siedelte sich im Jahr 1932 die im Jahr 1861 in der Saarlouiser Silberherzstraße gegründete „Saarlouiser Senf- und Sauerkrautfabrik Carl Gräff“ an. Der Betrieb produzierte 121 Jahre lang bis zur Stilllegung der Produktion am 4. August 1982. Anschließend bezog ein Lebensmittelmarkt das „Neue Magazin“ der Steingutfabrik. Aktuell wird der Lebensmittelmarkt vom Revisionsverband der Westkauf-Genossenschaften betrieben.
An die Keramikgeschichte Wallerfangens erinnert ein im Jahr 1991 auf dem ehemaligen Fabrikgelände errichtetes Denkmal des Künstlers Andreas-Josef Kutsche.
Orgelbaumanufaktur Reimsbach
Julius Reimsbach (* 30. August 1895 in Niederlimberg; † 12. Juli 1970 in Wallerfangen) hatte sich nach seiner Lehrzeit bei den Orgelbaufirmen Franzen in Trier, Stahlhut in Aachen, Klais in Bonn und Hock in Saarlouis im Jahr 1934 in Wallerfangen als Orgelbaumeister selbständig gemacht. In der Zeit vor dem Zweiten Weltkrieg baute er Orgeln im Saargebiet um oder erweiterte sie. Nach Kriegsdienst und Gefangenschaft im Zweiten Weltkrieg stellte er in der Nachkriegszeit etliche saarländische Orgeln wieder her oder erstellte Neubauten. Ende der 1960er Jahre gab er aus gesundheitlichen Gründen seine Wallerfanger Firma auf.
Saarabstimmung
Bei der durch den Versailler Vertrag festgelegten Volksabstimmung nach 15 Jahren am 13. Januar 1935 stimmten im Saargebiet 90,5 % für die Angliederung an das Deutsche Reich, im Kreis Saarlouis 91,19 %. In der Bürgermeisterei Wallerfangen, zu der die Orte Wallerfangen, Niederlimberg, St. Barbara, Beaumarais sowie Picard gehörten, ergab die Abstimmung folgendes Ergebnis:
- Für den Anschluss an die Französische Republik stimmten: 57 Wahlberechtigte (= 13,0 %)
- Für den Status quo stimmten: 559 Wahlberechtigte (= 1,3 %)
- Für die Rückgliederung an das Deutsche Reich stimmten: 3681 Wahlberechtigte (= 85,7 %)

Im Vorfeld der Abstimmung hatten die Befürworter der „Deutschen Front“ (Bürgerliche Parteien, Zentrum, NSDAP) einen massiven Wahlkampf für den bedingungslosen Anschluss an das Deutsche Reich geführt. Der ehemalige Reichskanzler Franz von Papen, der ein Bürger Wallerfangens war und zu dieser Zeit als Beauftragter Adolf Hitlers in Wien den Anschluss Österreichs an das Deutsche Reich vorbereitete, hatte ebenfalls in seinem saarländischen Heimatort an der Abstimmung teilgenommen. In Wallerfangen wurden die Giebel zahlreicher Häuser mit reichsdeutschen bzw. nationalsozialistischen Propagandaparolen bemalt. Das grenznahe Wallerfangen sollte so dem Besucher optisch einen reindeutschen Charakter des Ortes vor Augen führen. Die Befürworter des Status quo betrieben in der Hauptstraße 35 ein eigenes Wahlkampf-Büro, dessen seitlicher Giebel allerdings von Mitgliedern der NSDAP mit einem großen Reichsadler mit Hakenkreuz bemalt worden war. Nach der Bekanntgabe des Ergebnisses der Saarabstimmung trugen die politischen Aktivisten der „Deutschen Front“ in einer Feier am 15. Januar 1935 den „Status quo“ wie auch an anderen Orten des Saargebietes symbolisch zu Grabe. Der Anschluss an das Deutsche Reich wurde am 1. März 1935 vollzogen.
Westwallbau und Besuch Adolf Hitlers
Anlässlich der Besichtigung der Westwallbunker im Jahr 1938 besuchte Adolf Hitler Wallerfangen und wurde dort von einer begeisterten Menge mit Heilrufen und Hitlergruß empfangen.

### Nachkriegszeit

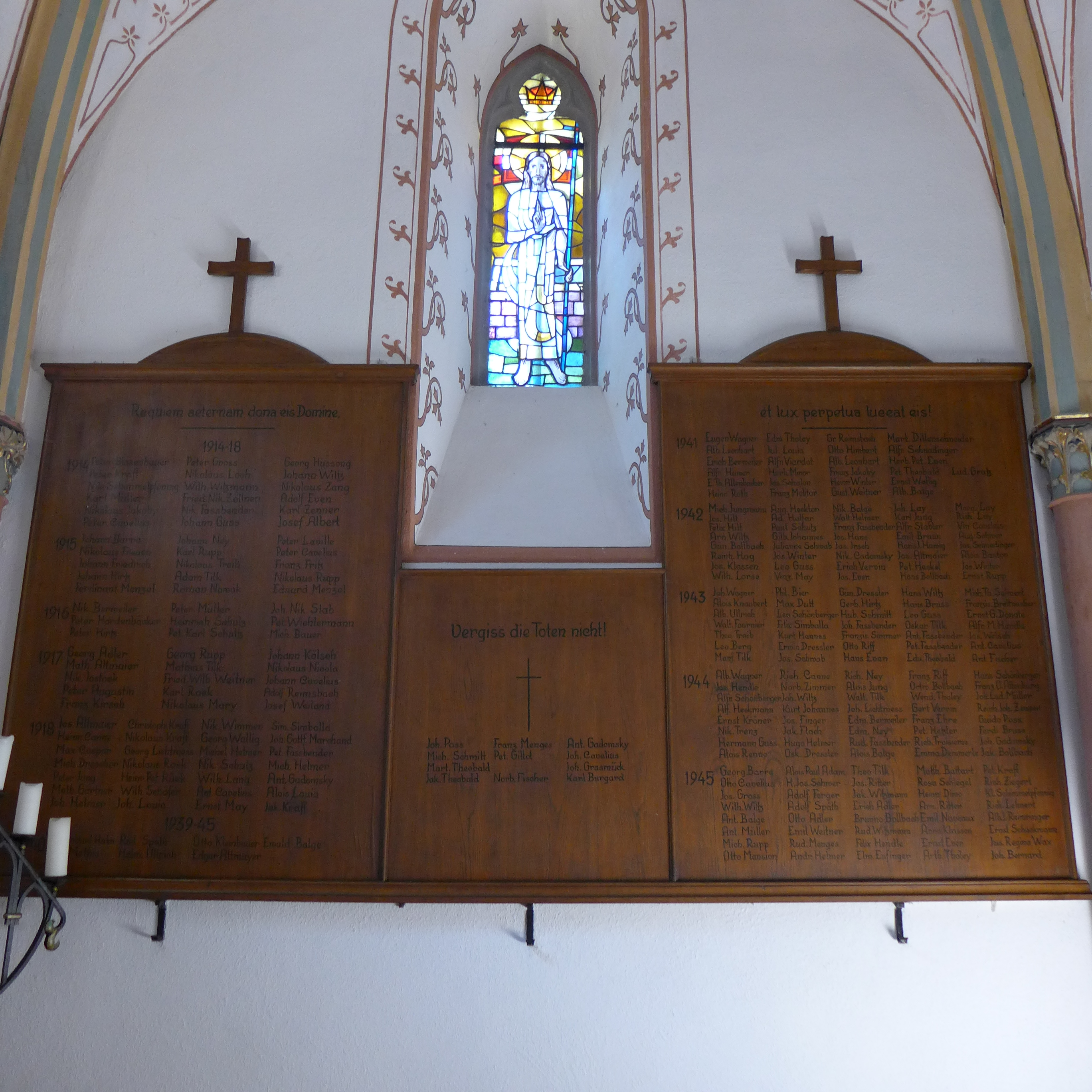
Katharinenkirche Wallerfangen, Hölzerne Gedenktafeln für die Toten der Weltkriege des 20. Jahrhunderts, darüber Glasfenster mit Auferstehungs-Christus

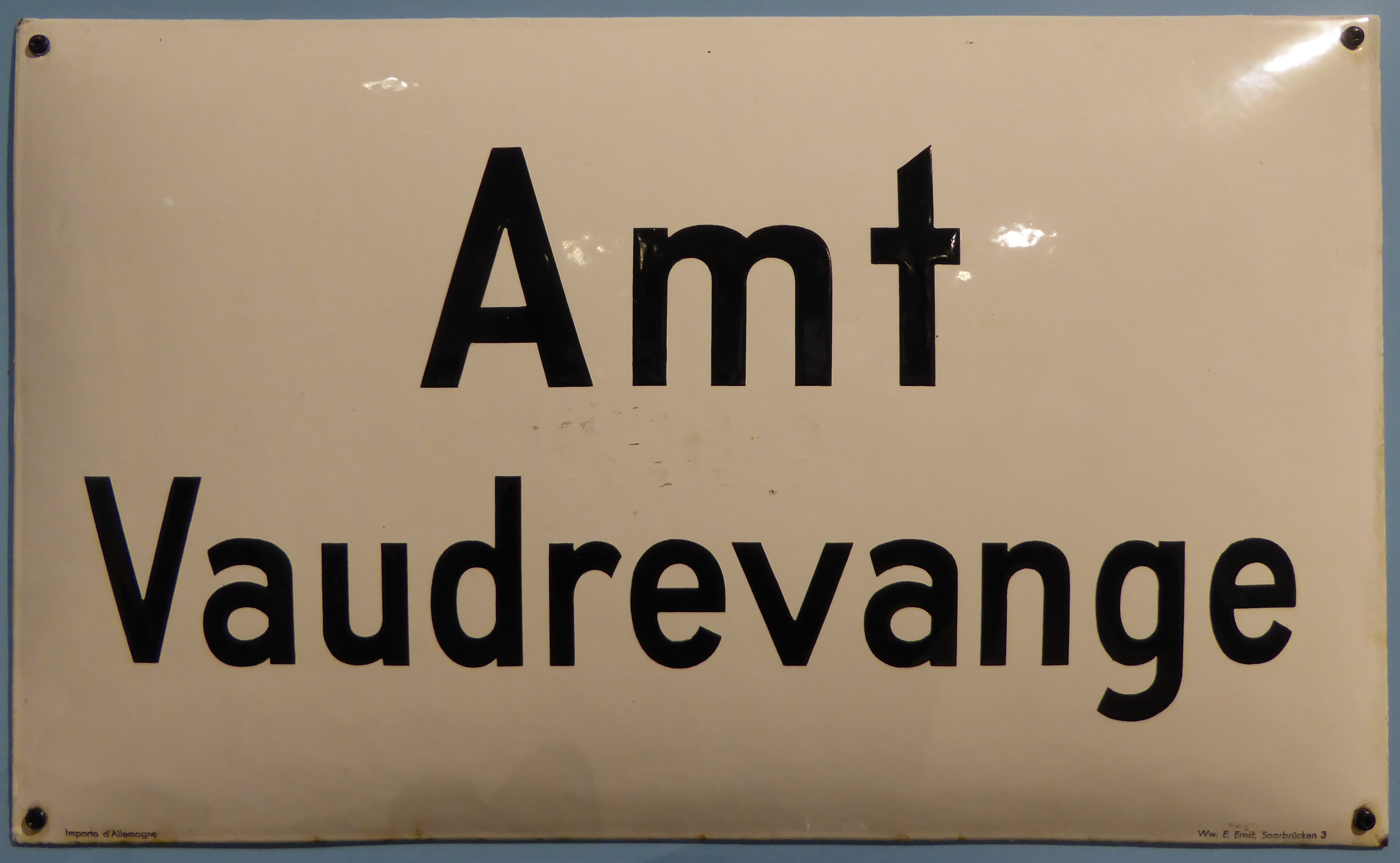
Wallerfangen, Amtschild des Ortes in französischer Bezeichnung aus der Nachkriegszeit, Email auf Blech (Heimatmuseum Wallerfangen)

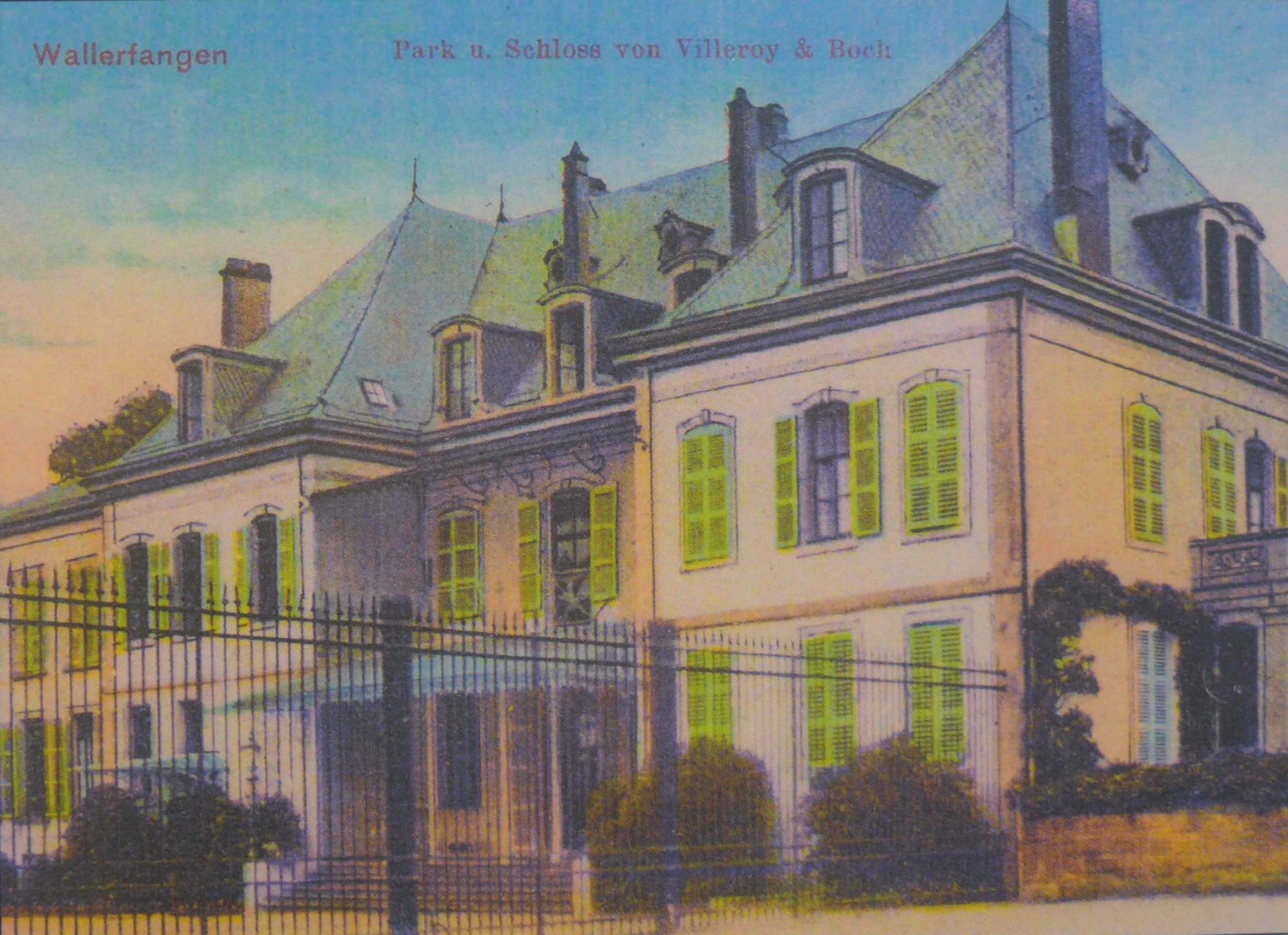
Wallerfangen, Schloss Papen, erbaut 1862 auf dem Hofgut Niederhoffen, zerstört durch Brandstiftung plündernder amerikanischer Soldaten am 22. Dezember 1944, Abriss der oberirdischen Gebäudeteile nach 1945, die übrigen Wirtschaftsgebäude sind erhalten

Nach dem Zweiten Weltkrieg waren rund 10 % der Einwohner Wallerfangens vermisst oder gefallen; ihr Verbleib ist heute mehrheitlich geklärt. Steinerne Mahnmale auf dem Wallerfanger Pestfriedhof, dem Gemeindefriedhof sowie eine Gedenktafel in der Turmhalle der Wallerfanger Katharinenkirche erinnern an die Toten der beiden Weltkriege des 20. Jahrhunderts.
Am 26. März 1946 wurde nach Anhörung des vorläufigen Gemeindeausschusses der Gemeinde Wallerfangen verfügt, dass mit Wirkung vom 1. April 1946 ab die Gemeinde Wallerfangen wiederum den früheren, geschichtlich begründeten Namen Vaudrevange führt. Durch Beschluss vom 12. Januar 1953 wurde nach Anhörung des Gemeinderates von Vaudrevange der bisherige Gemeindename Vaudrevange wieder in Wallerfangen zurückgeändert.
Franz von Papen war 1945 in den Strudel der militärischen Niederlage Nazideutschlands geraten. Vor den anrückenden Alliierten floh er zunächst auf sein Hofgut in Wallerfangen und anschließend auf das Anwesen seines Schwiegersohnes Max von Stockhausen in Stockhausen bei Meschede. Am 10. April 1945 wurde Papen in der Nähe des Gutes von US-Soldaten festgenommen.

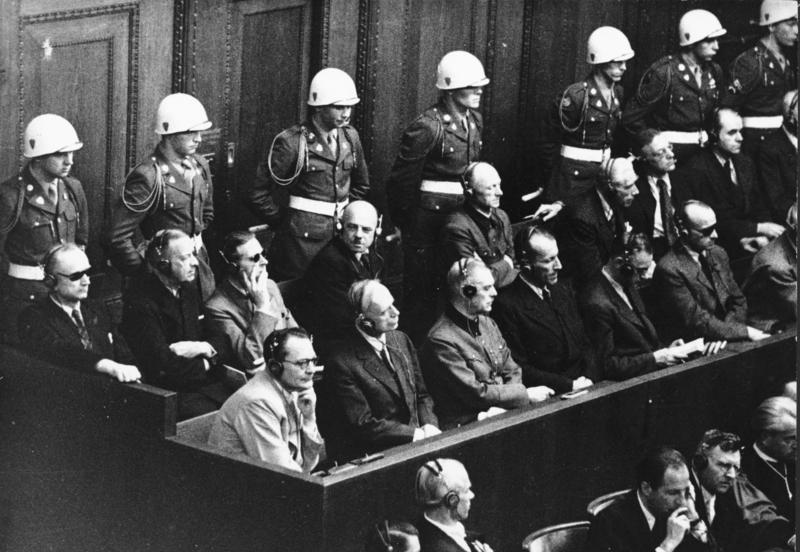
Papen bei den Nürnberger Prozessen, Sechster von links in der hinteren Reihe der Angeklagten

Im Jahr 1946 sprach man ihn im Nürnberger Prozess gegen die Hauptkriegsverbrecher frei. Am 24. Februar 1947 wurde er in einem Spruchkammerverfahren im Rahmen der Entnazifizierung als „Hauptschuldiger“ eingestuft und zu acht Jahren Arbeitslager verurteilt; die in Haft verbrachten Jahre seit 1945 wurden ihm auf die Strafe angerechnet.

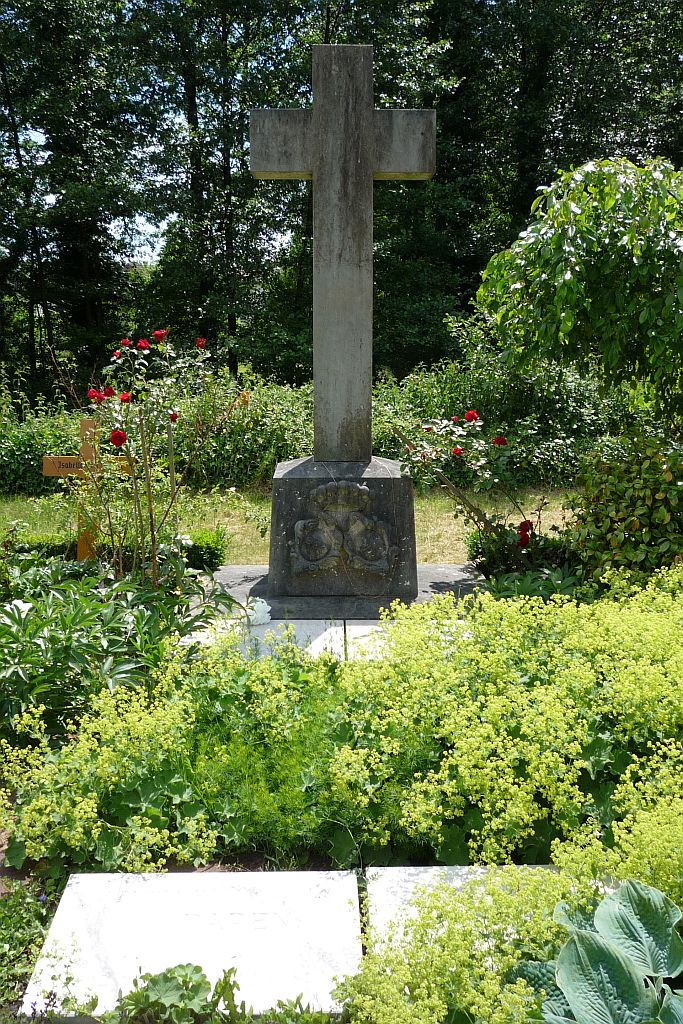
Grab von Franz von Papen in Wallerfangen-Niederlimberg

Bereits im Jahr 1949 wurde er allerdings vorzeitig entlassen und die verfügte Vermögenseinziehung rückgängig gemacht. In der Folgezeit bewohnte er für einige Jahre Schloss Benzenhofen in der oberschwäbischen Gemeinde Berg. Seine langjährigen Bemühungen um Pensionszahlungen in Anerkennung seiner diplomatischen und militärischen Dienstzeiten scheiterten aufgrund seiner engen Verbindung zum Nationalsozialismus (Auswärtiges Amt) bzw. wegen schuldhafter Verstöße gegen Grundsätze der Rechtsstaatlichkeit (Verwaltungsgerichtshof Baden-Württemberg).
Im Saarstaat war von der Regierung von Ministerpräsident Johannes Hoffmann ein Aufenthaltsverbot über ihn verhängt worden, sodass er Wallerfangen erst im Jahr 1955 anlässlich der Saarabstimmung am 23. Oktober 1955 wiedersehen konnte. Allerdings durfte er sich in Wallerfangen dauerhaft erst im Jahr 1957 nach der politischen Angliederung des Saarlandes an die Bundesrepublik Deutschland aufhalten, wo er nach seinem Tod im Jahr 1969 auf dem Friedhof begraben wurde.
Volksabstimmung zum Saarstatut 1955
Mit dem Inkrafttreten der Verfassung des Saarlandes am 15. Dezember 1947 wurde Wallerfangen Teil des Saarstaates.
Am 23. Oktober 1954 war zwischen dem deutschen Bundeskanzler Konrad Adenauer und dem französischen Ministerpräsidenten Pierre Mendès France das Abkommen zwischen den Regierungen der Bundesrepublik Deutschland und der Französischen Republik über das Statut der Saar ausgehandelt worden. Bis zum Abschluss eines Friedensvertrages mit Deutschland sah das Abkommen die Unterstellung des Saarlandes unter einen Kommissar der Westeuropäischen Union vor. Dieser sollte das Land nach außen vertreten. Die saarländische Regierung sollte jedoch weiter für die inneren Angelegenheiten zuständig und die wirtschaftliche Anbindung an Frankreich erhalten bleiben. Allerdings war auch eine engere wirtschaftliche Vernetzung mit der Bundesrepublik vorgesehen.
Bei der Volksabstimmung zum Abkommen am 23. Oktober 1955 über das europäisches Statut des Saarlandes stimmte Wallerfangen folgendermaßen ab:
- Wallerfangen: 1012 Wahlberechtigte stimmten mit Ja; 1917 Wahlberechtigte stimmten mit Nein.
- Bedersdorf: 49 Wahlberechtigte stimmten mit Ja; 55 Wahlberechtigte stimmten mit Nein.
- Düren: 41 Wahlberechtigte stimmten mit Ja; 93 Wahlberechtigte stimmten mit Nein.
- Gisingen: 97 Wahlberechtigte stimmten mit Ja; 225 Wahlberechtigte stimmten mit Nein.
- Ihn: 116 Wahlberechtigte stimmten mit Ja; 130 Wahlberechtigte stimmten mit Nein.
- Ittersdorf: 211 Wahlberechtigte stimmten mit Ja; 239 Wahlberechtigte stimmten mit Nein.
- Kerlingen: 81 Wahlberechtigte stimmten mit Ja; 174 Wahlberechtigte stimmten mit Nein.
- Leidingen: 48 Wahlberechtigte stimmten mit Ja; 64 Wahlberechtigte stimmten mit Nein.
- Rammelfangen: 36 Wahlberechtigte stimmten mit Ja; 76 Wahlberechtigte stimmten mit Nein.
- St. Barbara: 58 Wahlberechtigte stimmten mit Ja; 324 Wahlberechtigte stimmten mit Nein.

(Der saarländische Landesdurchschnitt der Nein-Sager lag bei 67,7 %.) Durch die darauf folgenden Verhandlungen und den Luxemburger Vertrag vom 27. Oktober 1956, in dem Frankreich der Rückgliederung des Saarlandes unter westdeutsche Hoheit zustimmte, wurde die Gemeinde Wallerfangen zum 1. Januar 1957 politisch und am 6. Juli 1959 („Tag X“) wirtschaftlich der Bundesrepublik Deutschland angeschlossen.
1000-Jahr-Feier
Im Jahr 1962 feierte die Gemeinde Wallerfangen ihre erste urkundliche Nennung im Jahr 962. Zur 1000-Jahr-Feier veranstaltete man vom 31. August bis zum 2. September 1962 ein umfangreiches Festprogramm. Auftaktveranstaltung war ein Serenadenabend im Papenschen Park. Ein Festgottesdienst in der Wallerfanger Katharinenkirche sowie ein Festzug mit Gruppen, die historische Situationen der Ortsgeschichte darstellten, bildete am letzten Tag der Feierlichkeiten den Höhepunkt des Jubiläums. Dem historischen Kostümspektakel wohnten ca. 20.000 Menschen bei. Ein Farbfilm, der im Auftrag der Gemeinde gedreht wurde, sollte die Jubelfeier dokumentieren.

### Eingemeindungen
Am 1. Januar 1974 wurden die bis dahin selbständigen Gemeinden Bedersdorf, Düren, Gisingen, Ihn, Ittersdorf, Kerlingen, Leidingen, Rammelfangen und Sankt Barbara eingegliedert.

## Belege
1. ↑  Hermann Lehne; Horst Kohler: Wappen des Saarlandes (Saarbrücken 1981; ISBN 3-922807-06-2), S. 166.
2. ↑  Theodor Liebertz: Wallerfangen und seine Geschichte, Wallerfangen 1953, S. 14–15.
3. ↑  Constanze Höpken, Nicholas Conard: Der Faustkeil aus Wallerfangen. In: Von der Steinzeit bis zur Gegenwart - Nachforschungen zur Wallerfanger Geschichte, Theodor Liebertz zu Ehren herausgegeben zu dessen 150. Geburtstag. Hrsg.: Verein für Heimatforschung Wallerfangen e.V. 1. Auflage. Eigenverlag, Wallerfangen 22. November 2019, S. 83–90.
4. ↑  Herbert Liedtke, Karl-Heinz-Hepp, Christoph Jentsch: Das Saarland in Karte und Luftbild, Ein Beitrag zur Landeskunde, hrsg. vom Landesvermessungsamt des Saarlandes, Neumünster 1974, S. 73.
5. ↑  http://wallerfangen.slc-technik.de/startseite/chronik/, abgerufen am 29. Dezember 2016.
6. ↑  Robert Seyler: Die vorgeschichtliche Befestigung auf dem Limberg, in: Theodor Liebertz: Wallerfangen und seine Geschichte, Wallerfangen 1953, S. 362–370.
7. ↑  Wolfgang Adler: Grabungen 2014 auf dem Königsberg bei Itzbach, Kr. Saarlouis, in: Denkmalpflege im Saarland, Jahresbericht 2014, hrsg. vom Landesdenkmalamt im Ministerium für Bildung und Kultur, Saarbrücken, S. 26–28.
8. ↑  Wallerfangen – Das Imperium macht Blau Artikel auf der Website des Deutschen Bergbaumuseums
9. ↑  Herbert Liedtke, Karl-Heinz-Hepp, Christoph Jentsch: Das Saarland in Karte und Luftbild, Ein Beitrag zur Landeskunde, hrsg. vom Landesvermessungsamt des Saarlandes, Neumünster 1974, S. 70–73.
10. ↑  http://wallerfangen.slc-technik.de/startseite/chronik/, abgerufen am 29. Dezember 2016.
11. ↑  W. Adler: Eine Fibel der Merowingerzeit aus Wallerfangen, in: Archäologie in Deutschland 04 | 2022, S. 62.
12. ↑  Markus Battard: Wallerfangen – Eine Zeitreise in Bildern, 2. überarbeitete Auflage, Dillingen/Saar 2012, S. 183–189.
13. ↑  Universitätsbibliothek Heidelberg, Nr. 321.
14. ↑  Markus Battard: Wallerfangen – Eine Zeitreise in Bildern, 2. überarbeitete Auflage, Dillingen/Saar 2012, S. 10.
15. ↑  Heinz Renn: Das erste Luxemburger Grafenhaus (963–1136), Bonn 1941, S. 74ff.
16. ↑  Camille Wampach: Urkunden und Quellenbuch der altluxemburgischen Territorien bis zur burgundischen Zeit, I, Luxemburg 1935, Nr. 207, S. 207.
17. ↑  Camille Wampach: Urkunden und Quellenbuch der altluxemburgischen Territorien bis zur burgundischen Zeit, I, Luxemburg 1935, Nr. 207, S. 357f.
18. ↑  Roland W. L. Puhl: Die Gaue und Grafschaften des frühen Mittelalters im Saar-Mosel-Raum, Philologisch-onomastische Studien zur frühmittelalterlichen Raumorganisation anhand der Raumnamen und der mit ihnen spezifizierten Ortsnamen (Beiträge zur Sprache im Saar-Mosel-Raum, 13), Dissertation, Saarbrücken 1999, S. 457–463.
19. ↑  Camille Wampach: Urkunden und Quellenbuch der altluxemburgischen Territorien bis zur burgundischen Zeit, I, Luxemburg 1935, Nr. 207, S. 219.
20. ↑  Die Chronik des Bischofs Thietmar von Merseburg und ihre Korveier Überarbeitung, Thietmari Merseburgensis episcopi chronicon, hrsg. von Robert Holtzmann, Berlin, 1935, Monumenta Germaniae Historica, Scriptores, 6, Scriptores rerum Germanicarum, Nova Series, 9, Kapitel 8, S. 282.
21. ↑  Reinhard Schindler: Studien zum vorgeschichtlichen Siedlungs- und Befestigungswesen des Saarlandes, Trier 1968.
22. ↑  Informationen der Ausstellung des Historischen Museums Wallerfangen
23. ↑  Beatrix Adler: Wallerfanger Steingut – Geschichte und Erzeugnisse der Manufaktur Villeroy Vaudrevange (1791–1836) bzw. der Steingutfabrik Villeroy & Boch Wallerfangen (1836–1931), 2 Bände, Saarbrücken 1995, Band 1, S. 23.
24. ↑  Markus Battard: Wallerfangen – Eine Zeitreise in Bildern, 2. überarbeitete Auflage, Dillingen/Saar 2012, S. 10–13.
25. ↑  http://wallerfangen.slc-technik.de/startseite/chronik/, abgerufen am 29. Dezember 2016.
26. ↑  Lehnert, Aloys: Geschichte der Stadt Dillingen/Saar, Dillingen 1968, S. 138–143.
27. ↑  Tritz, Michael: Geschichte der Abtei Wadgassen zugleich eine Kultur- und Kriegsgeschichte der Saargegend, Wadgassen 1901, S. 103.
28. ↑  Anton Jakob: Der Dreißigjährige Krieg und seine Folgen für den unteren Saargau. In: 3. Jahrbuch des Vereins für Heimatkunde im Kreise Merzig, Merzig 1934, S. 55–74, hier S. 69.
29. ↑  Wentzcke, Paul: Feldherr des Kaisers – Leben und Taten Herzog Karl V. von Lothringen, Leipzig 1943, S. 79 ff.
30. ↑  Christiane Schönberger: Die alte Markthalle von Wallerfangen, in: Unsere Heimat, Mitteilungsblatt des Landkreises Saarlouis für Kultur und Landschaft, 41. Jahrgang, Heft 1, 2016, S. 39–40.
31. ↑  Landeshauptarchiv Koblenz 442 – 6346, Blatt 51
32. ↑  Landeshauptarchiv Koblenz 442 – 6346, Blatt 51
33. ↑  Saarkalender Jg. 5, 1827, S. 106.
34. ↑  Intelligenzblatt Saarbrücken Nr. 1, 1815.
35. ↑  Alois Prediger: Geschichte des Landkreises Saarlouis, Bd. 1, Französisches Erbe und preußische Formung (1815–1848), Saarbrücken 1997, S. 55–72.
36. ↑  Beatrix Adler: Wallerfanger Steingut – Geschichte und Erzeugnisse der Manufaktur Villeroy Vaudrevange (1791–1836) bzw. der Steingutfabrik Villeroy & Boch Wallerfangen (1836–1931), 2 Bände, Saarbrücken 1995, Band 1, S. 29–35.
37. ↑  Tagebuchnotizen Karl Friedrich Schinkels über eine Reise von Mettlach nach Saarbrücken vom 23. bis 25. April 1826, abgedruckt bei: Peter Keuth: Schinkel als Retter des „Alten Turmes“ in Mettlach, in: Saarheimat 4, 1957, S. 24.
38. ↑  Freund von Schinkel und Boch-Buschmann aus Mettlach; machte sich um die Förderung der preußischen Industrie verdient.
39. ↑  Beatrix Adler: Wallerfanger Steingut, Geschichte und Erzeugnisse der Manufaktur Villeroy Vaudrevange (1791–1836) bzw. der Steingutfabrik Villeroy & Boch Wallerfangen (1836–1931), 2 Bände, Saarbrücken 1995.
40. ↑  Markus Battard: Wallerfangen – Eine Zeitreise in Bildern, 2. überarbeitete Auflage, Dillingen/Saar 2012, S. 213–221.
41. ↑  Markus Battard: Wallerfangen – Eine Zeitreise in Bildern, 2. überarbeitete Auflage, Dillingen/Saar 2012, S. 202–211.
42. ↑  Markus Battard: Wallerfangen – Eine Zeitreise in Bildern, 2. überarbeitete Auflage, Dillingen/Saar 2012, S. 202.
43. ↑  Markus Battard: Wallerfangen – Eine Zeitreise in Bildern, 2. überarbeitete Auflage, Dillingen/Saar 2012, S. 99.
44. ↑  Markus Battard: Wallerfangen – Eine Zeitreise in Bildern, 2. überarbeitete Auflage, Dillingen/Saar 2012, S. 180–181.
45. ↑  Markus Battard: Wallerfangen – Eine Zeitreise in Bildern, 2. überarbeitete Auflage, Dillingen/Saar 2012, S. 193–195.
46. ↑  Markus Battard: Wallerfangen – Eine Zeitreise in Bildern, 2. überarbeitete Auflage, Dillingen/Saar 2012, S. 200–201.
47. ↑  Markus Battard: Wallerfangen – Eine Zeitreise in Bildern, 2. überarbeitete Auflage, Dillingen/Saar 2012, S. 35–37.
48. ↑  Gernot Karge: Adolph von Galhau’sche Sophienstiftung anlässlich des 150-jährigen Jubiläums der Schwestern vom heiligen Karl Borromäus, Wallerfangen 1998.
49. ↑  Gernot Karge: Adolf von Galhau’schen Sophienstiftung, Anläßlich des 150jährigen Jubiläums der Schwestern vom heiligen Karl Borromäus, Ein Bericht über die Armen und Krankenpflege in Wallerfangen, St. Nikolaus-Hospital Wallerfangen, 150 Jahre Borromäerinnen in Wallerfangen, hrsg. von der Adolf von Galhau’schen Sophienstiftung, Dillingen o. J. (1998), S. 91.
50. ↑  Markus Battard: Wallerfangen – Eine Zeitreise in Bildern, 2. überarbeitete Auflage, Dillingen/Saar 2012, S. 62–68.
51. ↑  Gernot Karge: Adolf von Galhau’schen Sophienstiftung, Anläßlich des 150jährigen Jubiläums der Schwestern vom heiligen Karl Borromäus, Ein Bericht über die Armen und Krankenpflege in Wallerfangen, St. Nikolaus-Hospital Wallerfangen, 150 Jahre Borromäerinnen in Wallerfangen, hrsg. von der Adolf von Galhau’schen Sophienstiftung, Dillingen o. J. (1998), S. 92.
52. ↑  Gernot Karge: Adolf von Galhau’schen Sophienstiftung, Anläßlich des 150jährigen Jubiläums der Schwestern vom heiligen Karl Borromäus, Ein Bericht über die Armen und Krankenpflege in Wallerfangen, St. Nikolaus-Hospital Wallerfangen, 150 Jahre Borromäerinnen in Wallerfangen, hrsg. von der Adolf von Galhau’schen Sophienstiftung, Dillingen o. J. (1998), S. 92.
53. ↑  Gernot Karge: Adolf von Galhau’schen Sophienstiftung, Anläßlich des 150jährigen Jubiläums der Schwestern vom heiligen Karl Borromäus, Ein Bericht über die Armen und Krankenpflege in Wallerfangen, St. Nikolaus-Hospital Wallerfangen, 150 Jahre Borromäerinnen in Wallerfangen, hrsg. von der Adolf von Galhau’schen Sophienstiftung, Dillingen o. J. (1998), S. 93.
54. ↑  Selbstdarstellung des Sankt-Nikolaus-Hospitals (Memento vom 12. Januar 2014 im Internet Archive) in Wallerfangen
55. ↑  Saarbrücker Zeitung (Leben und Kultur, C 3): Johannes A. Bodwig: Serie "Jahresrückblick im Kreis Saarlouis", Jahr voller Erinnerungen und Abschied, 29. Dezember 2022.
56. ↑  http://www.saarlandbilder.net/orte/wallerfangen/index.htm, abgerufen am 7. Januar 2016.
57. ↑  Gernot Karge: Adolf von Galhau’schen Sophienstiftung, Anläßlich des 150jährigen Jubiläums der Schwestern vom heiligen Karl Borromäus, Ein Bericht über die Armen und Krankenpflege in Wallerfangen, St. Nikolaus-Hospital Wallerfangen, 150 Jahre Borromäerinnen in Wallerfangen, hrsg. von der Adolf von Galhau’schen Sophienstiftung, Dillingen o. J. (1998), S. 90.
58. ↑  http://www.saarlandbilder.net/orte/wallerfangen/index.htm, abgerufen am 7. Januar 2016.
59. ↑  Maria Moll: Die Distriktverwaltung Saarlouis, Gewaltherrschaft zur Zeit der französischen Revolution 1790/1795, in: Geschichte der Kreisstadt Saarlouis, Band 3, Saarlouis 1980, S. 32ff.
60. ↑  Archivierte Kopie (Memento vom 22. Januar 2017 im Internet Archive), abgerufen am 22. Januar 2017.
61. ↑  Kurt Hoppstädter: Die Familie Lasalle von Louisenthal, in: Zeitschrift für die Geschichte der Saargegend, 10/11 (1960/61), S. 128–140, hier 128f.
62. ↑  Archivierte Kopie (Memento vom 22. Januar 2017 im Internet Archive), abgerufen am 22. Januar 2017.
63. ↑  Theodor Liebertz: Wallerfangen und seine Geschichte, Wallerfangen 1953, S. 281–282 u. S. 353–356.
64. ↑  Lasalle Albert de in der Datenbank Saarland Biografien
65. ↑  Aloys Lehnert: Geschichte der Stadt Dillingen/Saar, Dillingen 1968, S. 156.
66. ↑  Archivierte Kopie (Memento vom 22. Januar 2017 im Internet Archive), abgerufen am 22. Januar 2017.
67. ↑  Archivierte Kopie (Memento vom 22. Januar 2017 im Internet Archive), abgerufen am 22. Januar 2017.
68. ↑  Kristine Marschall: Die Kapelle St. Joseph in Mettlach (Saarland), http://www.saarland.de/dokumente/thema_denkmal/MUEV_Fiche2011_Mettlach_LAY3.pdf, abgerufen am 8. Januar 2017.
69. ↑  Rupert Schreiber: Ein neugotisches Kleinod mit "bewegter" Geschichte, Die Kapelle St. Josef in Mettlach, in: Saargeschichten, 2, 2017, Heft 47, hrsg. vom Historischen Verein für die Saargegend e. V. und dem Landesverband der historisch-kulturellen Vereine des Saarlandes e.V., S. 17–23.
70. ↑  Villeroy Ernest in der Datenbank Saarland Biografien
71. ↑  Theodor Liebertz: Wallerfangen und seine Geschichte, Wallerfangen 1953, s. 353–356.
72. ↑  Markus Battard: Wallerfangen – Eine Zeitreise in Bildern, 2. überarbeitete Auflage, Dillingen/Saar 2012, S. 41.
73. ↑  Markus Battard: Wallerfangen – Eine Zeitreise in Bildern, 2. überarbeitete Auflage, Dillingen/Saar 2012, S. 100–105.
74. ↑  Markus Battard: Wallerfangen – Eine Zeitreise in Bildern, 2. überarbeitete Auflage, Dillingen/Saar 2012, S. 116–117, S. 144.
75. ↑  Markus Battard: Wallerfangen – Eine Zeitreise in Bildern, 2. überarbeitete Auflage, Dillingen/Saar 2012, S. 118–122.
76. ↑  Theodor Liebertz: Wallerfangen und seine Geschichte, Wallerfangen 1953, S. 357–358.
77. ↑  Markus Battard: Wallerfangen – Eine Zeitreise in Bildern, 2. überarbeitete Auflage, Dillingen/Saar 2012, S. 93–95.
78. ↑  http://www.haus-christophorus.de/geschichte, abgerufen am 7. Januar 2016.
79. ↑  Hartwig Beseler, Niels Gutschow: Kriegsschicksale deutscher Architektur, Verluste – Schäden – Wiederaufbau, Eine Dokumentation für das Gebiet der Bundesrepublik Deutschland, Bd. II: Süd, Wiesbaden 2000, S. 1083.
80. ↑  Markus Battard: Wallerfangen – Eine Zeitreise in Bildern, 2. überarbeitete Auflage, Dillingen/Saar 2012, S. 96–98.
81. ↑  http://www.saarlandbilder.net/orte/wallerfangen/index.htm, abgerufen am 7. Januar 2017.
82. ↑  Theodor Liebertz: Wallerfangen und seine Geschichte, Wallerfangen 1953, S. 343–352.
83. ↑  Guilleminot Henriette-Aimée Marie in der Datenbank Saarland Biografien.
84. ↑  http://www.evangelische-kirche-saarlouis.de/unsere-kirche/, abgerufen am 10. Januar 2016.
85. ↑  Gernot Karge: Adolf von Galhau’schen Sophienstiftung, Anläßlich des 150jährigen Jubiläums der Schwestern vom heiligen Karl Borromäus, Ein Bericht über die Armen und Krankenpflege in Wallerfangen, St. Nikolaus-Hospital Wallerfangen, 150 Jahre Borromäerinnen in Wallerfangen, hrsg. von der Adolf von Galhau’schen Sophienstiftung, Dillingen o. J. (1998), S. 92.
86. ↑  Theodor Liebertz: Wallerfangen und seine Geschichte, Wallerfangen 1953, S. 359–361.
87. ↑  Markus Battard: Wallerfangen – Eine Zeitreise in Bildern, 2. überarbeitete Auflage, Dillingen/Saar 2012, S. 106–107.
88. ↑  http://wallerfangen.slc-technik.de/startseite/chronik/, abgerufen am 29. Dezember 2016.
89. ↑  Markus Battard: Wallerfangen – Eine Zeitreise in Bildern, 2. überarbeitete Auflage, Dillingen/Saar 2012, S. 145–146.
90. ↑  Markus Battard: Wallerfangen – Eine Zeitreise in Bildern, 2. überarbeitete Auflage, Dillingen/Saar 2012, S. 217–221.
91. ↑   abgerufen am 29. Dezember 2016.
92. ↑  Markus Battard: Wallerfangen – Eine Zeitreise in Bildern, 2. überarbeitete Auflage, Dillingen/Saar 2012, S. 190–191.
93. ↑  Bernhard H. Bonkhoff: Historische Orgeln im Saarland, Regensburg 2015, S. 286–287.
94. ↑  Markus Battard: Wallerfangen – Eine Zeitreise in Bildern, 2. überarbeitete Auflage, Dillingen/Saar 2012, S. 16–21.
95. ↑  St. Saul Levitt: A Letter to Von Papen. In: Yank The Army Weekly. 23. März 1945, abgerufen am 4. Dezember 2019 (englisch).
96. ↑  Rainer Darimont: Artikel "Englische Gärten und Schlösser oder „Welcher Hausherr ist französisch?“", http://www.verein-fuer-heimatforschung-wallerfangen.de/#, abgerufen am 9. April 2016.
97. ↑  Markus Battard: Wallerfangen – Eine Zeitreise in Bildern, 2. überarbeitete Auflage, Dillingen/Saar 2012, S. 96–98.
98. ↑  Theodor Liebertz: Wallerfangen und seine Geschichte, Wallerfangen 1953, S. 245.
99. ↑  Johannes A. Bodwing: Würdigung und zugleich Mahnung. In: Saarbrücker Zeitung (über Genios Pressearchiv). Saarbrücker Zeitung Verlag und Druckerei GmbH, 26. November 2009, abgerufen am 6. März 2022 (Nur Artikelanfang frei zugänglich).
100. ↑  Amtsblatt des Regierungspräsidiums Saar Nr. 4/1946 Seite 33
101. ↑  Amtsblatt des Regierungspräsidiums Saar Nr. 6/1953 Seite 87
102. ↑  Drek S. Zumbro: Battle for the Ruhr. The German Army’s Final Defeat in the West. 2006, S. 365.
103. ↑  Reiner Möckelmann: Franz von Papen – Hitlers ewiger Vasall, Darmstadt 2016, 399ff.
104. ↑  Markus Battard: Wallerfangen, Eine Zeitreise in Bildern, 2. überarbeitete Auflage, Dillingen/Saar 2012, S. 42–43.
105. ↑  Gerhard Franz: Der Sieg der Neinsager, 50 Jahre nach der Abstimmung über das Saarstatut, Blieskastel 2005, S. 181.
106. ↑  Markus Battard: Wallerfangen – Eine Zeitreise in Bildern, 2. überarbeitete Auflage, Dillingen/Saar 2012, S. 169–179.
107. ↑  Statistisches Bundesamt (Hrsg.): Historisches Gemeindeverzeichnis für die Bundesrepublik Deutschland. Namens-, Grenz- und Schlüsselnummernänderungen bei Gemeinden, Kreisen und Regierungsbezirken vom 27.5.1970 bis 31.12.1982. W. Kohlhammer, Stuttgart / Mainz 1983, ISBN 3-17-003263-1, S. 808 (Statistische Bibliothek des Bundes und der Länder [PDF; 41,1 MB]).